# Pékin
Beijing
Vous lisez un « bon article » labellisé en 2010.
Cet article concerne la capitale de la république populaire de Chine. Pour les autres significations, voir Pékin (homonymie).
Pékin, /pe.kɛ̃/  (chinois : 北京 ; pinyin : Běijīng /pe˨˩˦i.tɕi˥ŋ/ , litt. « capitale du nord »), ou Beijing,, est la capitale de la république populaire de Chine. Située dans le Nord-Est du pays, la municipalité de Pékin, d'une superficie de 16 800 km2, est entourée par la province du Hebei ainsi que la municipalité de Tianjin, qui forment la mégalopole de Jing-Jin-Ji. Pékin est considérée comme le centre politique et culturel de la Chine, tandis que Hong Kong, Shanghai, Canton et Shenzhen dominent sur le plan économique.
D'abord ville périphérique de l'empire chinois sous les dynasties Han et les Tang, elle prend de l'importance lorsque les peuples Jürchen, qui fondent la dynastie Jin, la choisissent comme leur capitale principale en 1153. Le prince mongol Kubilai Khan en fait de même sous le nom de Dadu (« grande métropole »), enfin la dynastie Ming y transfère son administration en 1421, parachevant le choix de Pékin comme capitale de la Chine. Située à proximité de la Grande Muraille, Pékin abrite des monuments célèbres comme la Cité interdite et le Temple du Ciel, qui sont inscrits au patrimoine mondial. De nombreuses réalisations architecturales et structurelles ont modifié la ville à l'occasion des Jeux olympiques d'été dont elle a été l'hôte en 2008. Pékin a été choisie par le CIO pour organiser les Jeux olympiques d'hiver de 2022 et a donc été la première ville à avoir accueilli les deux éditions de l'évènement sportif international.
Ses 21,3 millions d'habitants classent Pékin comme deuxième ville de Chine, après Shanghai. La zone urbaine compte quant à elle 19,4 millions d'habitants. Le parler pékinois forme la base du mandarin standard. D'un point de vue économique, Pékin est la deuxième ville de Chine par le PIB total derrière Shanghai.

## Toponymie

### Transcriptions
Le terme Beijing est d'usage courant en anglais, où il a remplacé Peking.
À l'ONU, « Beijing » et « Pékin » sont employés en français.

### Anciens noms de Pékin
| Transcription pinyin | Sinogrammes | Signification                    | Époque                                          | Remarques                                                                                |
| -------------------- | ----------- | -------------------------------- | ----------------------------------------------- | ---------------------------------------------------------------------------------------- |
| Jì                   | 蓟          | (Chardon)                        | Jusqu'aux Royaumes combattants                  |                                                                                          |
| Youzhou              | 幽州        |                                  | Pas de date de début précise jusqu'au Xe siècle | Du nom de la province où se trouvait Pékin                                               |
| Nánjīng              | 南京        | Capitale du sud                  | Vers 940-vers 1125                              | C'est une capitale secondaire des Liao Ne pas confondre avec l'actuelle Nanjing (Nankin) |
| Yānjīng              | 燕京        | Capitale du Yan                  | 1125-1153                                       | Renommée par les Jin                                                                     |
| Zhōngdu              | 中都        | Capitale centrale                | 1153-1271                                       | Devient capitale des Jin                                                                 |
| Hànbālǐ              | 汗八里      | Ville du Khan en langues turques | 1271-1368                                       | Khanbalik ou Cambaluc, devient capitale de Kubilai Khan                                  |
| Dàdū                 | 大都        | Grande capitale                  | 1271-1368                                       | Autre nom de Cambaluc                                                                    |
| Běipíng              | 北平        | Paix du nord                     | Vers 1368-1403                                  | Nankin devient capitale de la nouvelle dynastie (des Ming)                               |
| Běijīng              | 北京        | Capitale du nord                 | Vers 1403                                       | Yongle fait de Pékin sa capitale                                                         |
| Běipíng              | 北平        | Paix du nord                     | 1928-1949                                       | Nankin redevient capitale                                                                |
| Běijīng              | 北京        | Capitale du nord                 | Depuis 1949                                     | Pékin devient capitale de la république populaire de Chine                               |

## Géographie

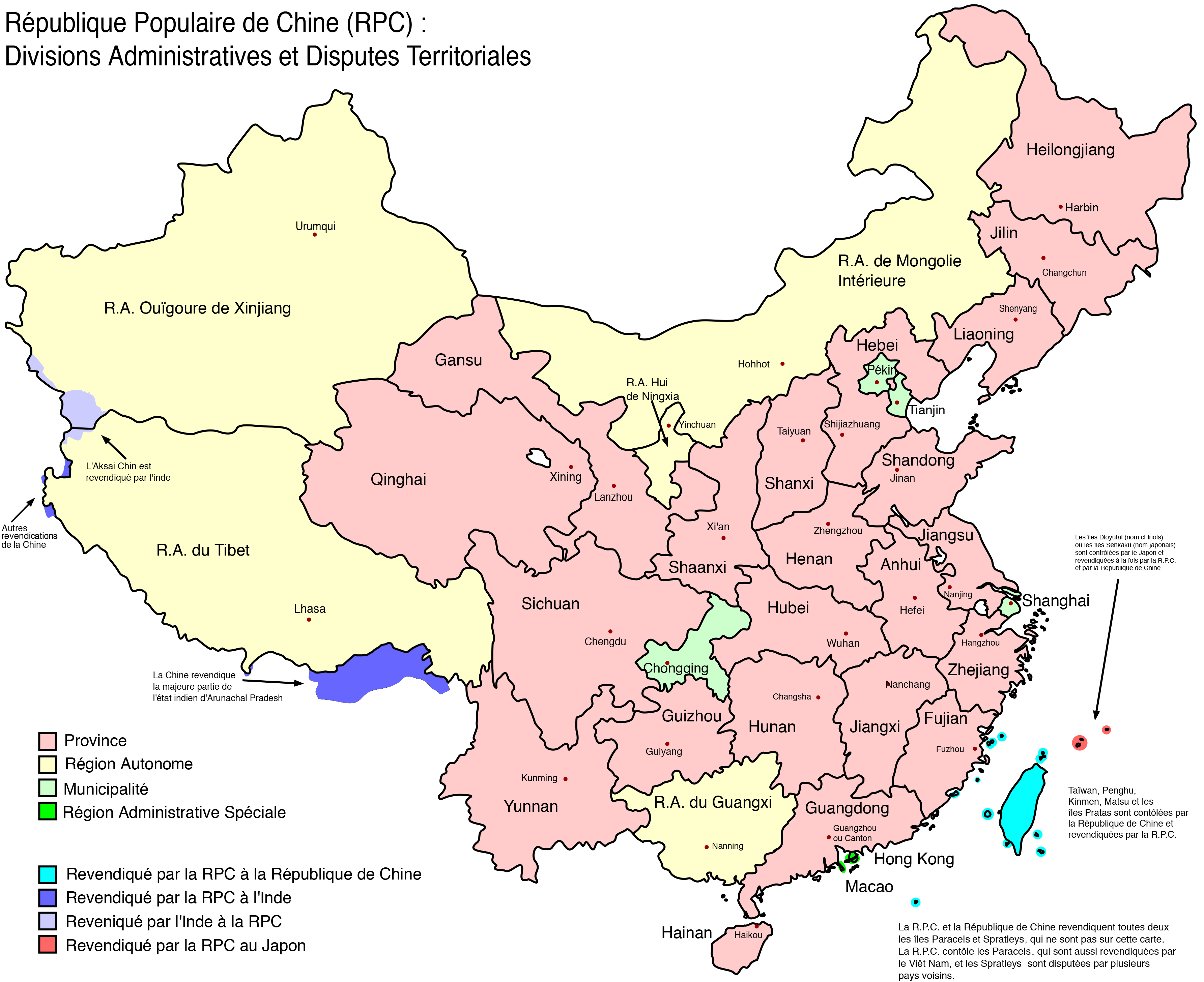
Divisions administratives et disputes territoriales de la république populaire de Chine

La ville de Pékin est située dans le Nord-Est de la Chine. Sa superficie totale est de 16 808 km2.
La ville est située à une latitude de 39° 54′ 20″ N et à une longitude de 116° 23′ 29″ E. Elle se trouve donc à la même latitude qu'Ankara, la capitale de la Turquie, ou que Valence en Espagne.

### Situation
Pékin est située à l'extrémité nord-est de la plaine de la Chine du Nord, à 110 km de la mer de Bohai, à 809 km à l'ouest de Pyongyang, à 1 170 km au sud-est d'Oulan-Bator, à 5 795 km à l'est-sud-est de Moscou et à 8 219 km au sud-est de Paris. Des montagnes se dressent à l'ouest et au nord de Pékin. Plus au nord encore se trouvent des régions rattachées tardivement à la Chine. C'est la raison pour laquelle la Grande Muraille de Chine, qui marquait la limite du territoire chinois vers le nord, passe à proximité de Pékin.

### Géologie

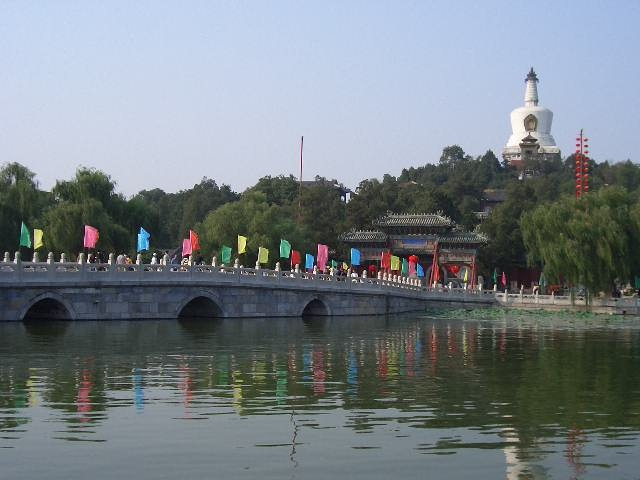
Pont dans le parc Beihai - Au fond, une pagode blanche

La grande plaine du Nord de la Chine, où se trouve Pékin, est géologiquement une zone de sédimentation constituée d'alluvions, amenées depuis des millénaires principalement par le fleuve Jaune, la rivière la plus riche en boue dans le monde, et dont les contreforts septentrionaux et méridionaux de la péninsule de Shandong atteignent la mer Jaune. Elle se compose de lœss alluviaux et de sables, apportés par les différentes rivières en provenance des montagnes de l'Ouest du pays. Cela a formé au cours du temps le delta du Nord de la Chine.
D'un point de vue climatique (étés chauds et humides et hivers froids et secs avec des tempêtes de poussières) et phytogéographique (paysage proche des caractéristiques des steppes), la région de Pékin est semblable aux paysages de collines voisins.
La région est soumise à de fréquents séismes à cause de l'activité tectonique et le lent passage de la plaque indienne sous la plaque eurasienne continentale. La vitesse de la tectonique de ces plaques est en moyenne d'environ quatre centimètres par an. Ainsi, le 28 juillet 1976, s'est produit à Tangshan, à 140 km à l'est de Pékin, un des séismes les plus catastrophiques du XXe siècle (voir le séisme de 1976 à Tangshan). D'une magnitude de 8,2 sur l'échelle de Richter, le bilan officiel du nombre de décès de la part du gouvernement de la république populaire de Chine fait mention d'un chiffre de 242 419 avec une puissance du séisme officiellement annoncée à 7,8, mais certaines estimations avancent un chiffre de près de 800 000 morts. Ce séisme a également donné lieu à des dommages à Pékin et dans d'autres villes de la région.

### Climat
Pékin n'est pas très éloigné de la mer, mais celle-ci se trouve à l'est, alors que les vents dominants viennent plutôt de l'ouest, comme c'est souvent le cas dans les latitudes moyennes. C'est la raison pour laquelle le climat de Pékin est de type continental des façades orientales des continents, comme celui de New York mais de manière encore plus marquée. Les hivers sont froids et secs et les étés sont très chauds et humides avec des indices de chaleur qui peuvent atteindre ou dépasser les 45 °C pendant les fortes vagues de chaleur. Les différences de températures entre les saisons sont très fortes comme le montre le record maximal qui est de 41,9 °C et le record minimal qui est de −27,4 °C. Il pleut surtout en été, les pluies tombent sous forme de pluies chaudes. En effet juillet est le mois le plus pluvieux avec environ 12.9 jours de pluie en moyenne tandis qu'on compte seulement 2.8 jours de pluie en novembre.
Les températures moyennes vont de −2,7 °C pour le mois le plus froid à 27,2 °C pour le mois le plus chaud, avec une moyenne annuelle de 13,3 °C. La pluviométrie atteint 528,0 mm en moyenne par an, les pluies estivales sont dues à la mousson et s’abattent sous forme d'averses chaudes ; la ville, qui connaît un climat sec, compte tout de même environ 66.8 jours de pluie par an.
Début 2008, les premières dunes du désert de Gobi se trouvaient à 80 km de la capitale. Le réservoir de Guanting, qui alimente Pékin en eau, a vu son niveau baisser de moitié entre 2002 et 2007.
| Mois                                | jan.  | fév.  | mars  | avril | mai   | juin  | jui.  | août  | sep.  | oct.  | nov.  | déc.  | année   |
| ----------------------------------- | ----- | ----- | ----- | ----- | ----- | ----- | ----- | ----- | ----- | ----- | ----- | ----- | ------- |
| Température minimale moyenne (°C)   | −6,9  | −4,2  | 1,9   | 9     | 15,1  | 20    | 23    | 22    | 16,3  | 8,8   | 0,7   | −5,2  | 8,4     |
| Température moyenne (°C)            | −2,7  | 0,6   | 7,5   | 15,1  | 21,3  | 25,3  | 27,2  | 26,1  | 21,2  | 13,8  | 5,2   | −1    | 13,3    |
| Température maximale moyenne (°C)   | 2,3   | 6,1   | 13,2  | 21    | 27,2  | 30,8  | 31,8  | 30,7  | 26,5  | 19,3  | 10,3  | 3,8   | 18,6    |
| Record de froid (°C)                | −19,6 | −27,4 | −15   | −2,9  | 2,5   | 9,8   | 15,3  | 11,4  | 3,7   | −3,5  | −12,5 | −18,5 | −27,4   |
| Record de chaleur (°C)              | 14,3  | 25,6  | 29,5  | 33    | 41,1  | 41,1  | 41,9  | 38,3  | 35,9  | 31    | 23,3  | 19,5  | 41,9    |
| Ensoleillement (h)                  | 188,1 | 189,1 | 231,1 | 243,2 | 265,1 | 221,6 | 190,5 | 205,3 | 206,1 | 199,9 | 173,4 | 177,1 | 2 490,5 |
| Précipitations (mm)                 | 2,2   | 5,8   | 8,6   | 21,7  | 36,1  | 72,4  | 169,7 | 113,4 | 53,7  | 28,7  | 13,5  | 2,2   | 528     |
| Nombre de jours avec précipitations | 1,8   | 2,2   | 3,3   | 4,9   | 6,4   | 9,7   | 12,9  | 11,4  | 7,5   | 4,9   | 2,8   | 1,8   | 66,8    |
| Humidité relative (%)               | 43    | 42    | 40    | 43    | 47    | 58    | 69    | 71    | 64    | 58    | 54    | 46    | 52,9    |

### Problèmes environnementaux

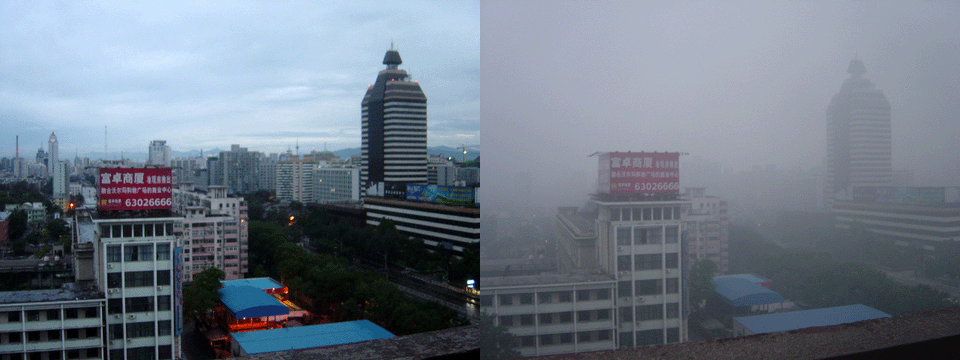
Pékin en août 2005 - à gauche : air clair après la pluie ; à droite : smog par temps ensoleillé.

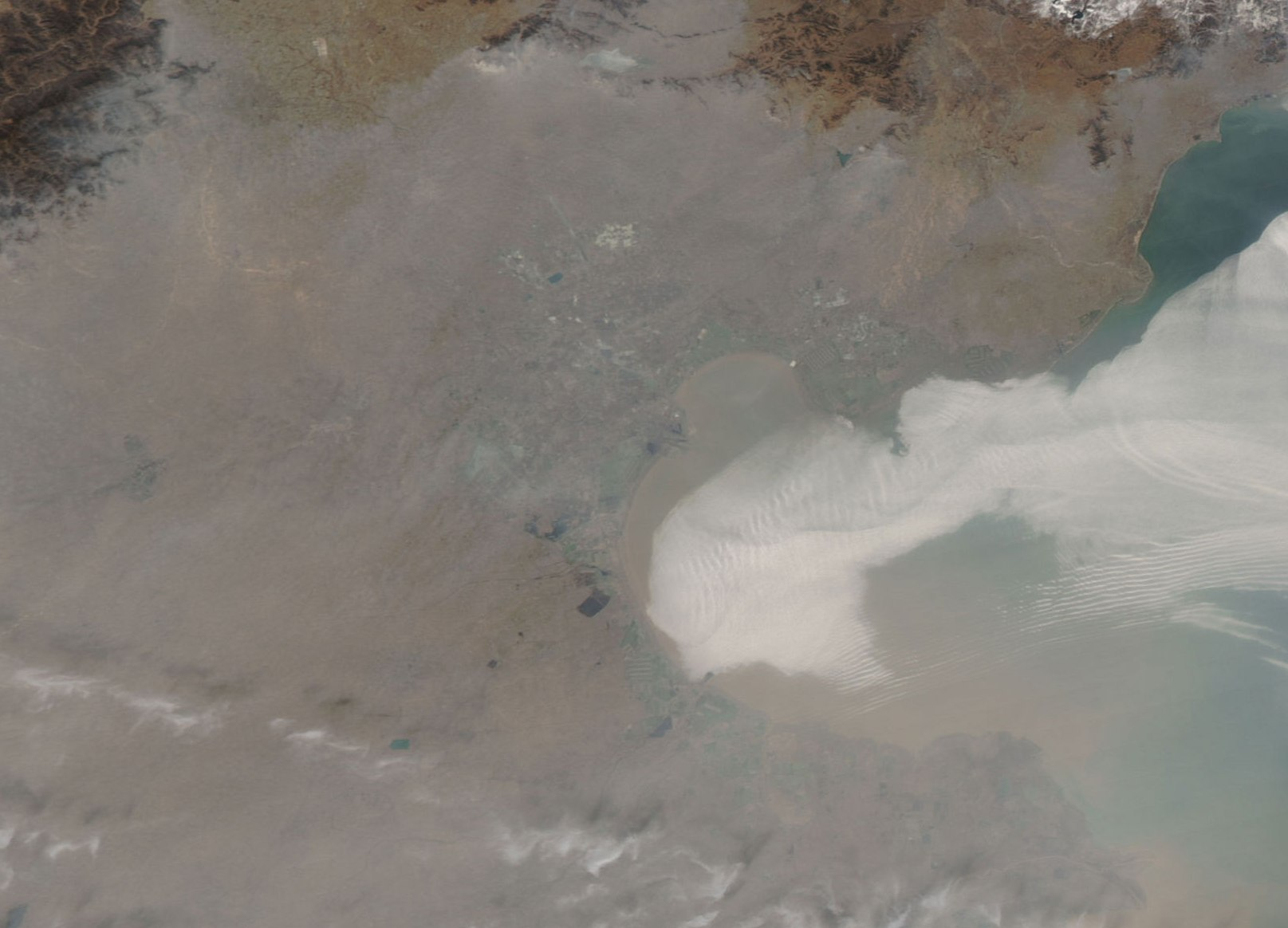
Smog sur Pékin : photo satellite de mars 2006.

La capitale chinoise est confrontée à de nombreux problèmes environnementaux. Il s'agit notamment de la pollution excessive des rivières, des problèmes dans l'approvisionnement en eau potable, de la forte pollution atmosphérique, de l'insuffisance des transports publics et de l'accroissement de la circulation automobile. Depuis le début des années 1990, le gouvernement fait davantage d'efforts pour la protection de l'environnement. Il a ainsi instauré des lois favorisant le recyclage, normalisant l'évaluation d'impact environnemental, l'efficacité énergétique et monitorant la pollution atmosphérique.
Depuis le 1er janvier 2003, seules les voitures personnelles répondant à la norme Euro 2 pouvaient être enregistrées à Pékin. De nombreux autobus à moteur diesel ont été remplacés par des véhicules roulant au gaz naturel. En outre, le nombre de trolleybus électriques a atteint un total de 18 000 bus à Pékin. Pour le transport ferroviaire, des prolongations du réseau de métro ont été entreprises. La pollution de l'air dans la métropole est plus grave. La concentration élevée de particules et les émissions de dioxyde de carbone sont un problème majeur.
La qualité de l'air, selon l'OMS, reste l'une des pires au monde. Les raisons en sont les nombreuses usines et centrales électriques en périphérie de la ville, ainsi que le nombre des transports et des ménages utilisant des carburants ou combustibles polluants. L'urbanisation rapide, la forte augmentation du volume du trafic et de la concentration d'industries dans l'agglomération ont conduit à un niveau de pollution élevé. Le smog, l'oxyde d'azote et les sulfates y constituent une menace sérieuse pour la santé publique de plus de 400 millions de personnes en Chine du Nord, les maladies respiratoires y étant de plus en plus importantes, surtout dans la capitale.
Pour améliorer la qualité de l'air, des règles d'émission plus strictes ont été adoptées. Depuis le 1er mars 2008, toutes les voitures neuves doivent répondre à la norme d'émission Euro 4, qui est obligatoire en Europe pour les voitures neuves depuis janvier 2005 (Euro 5 est depuis entrée en vigueur en Europe en septembre 2009), mais le scandale Volkswagen a montré que de nombreux véhicules récents polluaient en situation réelle plus qu'annoncé par le fabricant et bien plus que sur les bancs d'essai.
À partir de 2008, l'ambassade américaine mesure la pollution à Pékin.
Depuis octobre 2012, le gouvernement chinois installe des stations qui mesurent la pollution de l'air à Pékin. En janvier 2013, la capitale en a 35. Pékin n'a eu aucun plan d'urgence de l'air avant celui de janvier 2013.
La concentration des particules inférieures à 2,5 µm de diamètre a battu le record des 700 µg/m3 durant trois jours en janvier 2013. L'OMS conseille un maximum de 25 µg/m3 en moyenne sur 24 h. De nombreux vols ont été annulés à cause d'un manque de visibilité. Le froid intense avait alors provoqué une augmentation importante du chauffage au bois et au charbon. Selon l'AIE, la Chine consomme la moitié du charbon mondial.
De plus, l'absence de vent, le nombre des véhicules à énergie fossile, et les centaines d'usines près de Pékin ont empiré ce problème de pollution de l'air.
Le nuage acide de particules aurait tué 8 600 personnes en 2012 pour Pékin, Shanghai, Canton et Xi'an,. Selon une étude (juin 2013) faite par l’ONG Greenpeace et des experts américains, centrée sur 196 centrales à charbon de la périphérie de Pékin, cette pollution a fait mourir près de 2 000 Pékinois en 2011, et environ 8 000 dans la province du Hebei.
La pollution de l'air a beaucoup baissé à Pékin depuis 2013, les autorités ayant alors décrété une « guerre à la pollution ». La ville a depuis fermé des dizaines de centrales thermiques (à charbon) et délocalisé des usines, et tend progressivement à se passer du charbon pour le chauffage. Le niveau moyen des particules fines PM2,5 a chuté à 33 microgrammes par mètre cube en 2021, soit trois fois moins qu'en 2013. Néanmoins, ce niveau reste six fois supérieur aux recommandations de l’OMS (5 microgrammes par mètre cube). Le nombre de jours où Pékin est touchée par un nuage âcre de pollution a également considérablement chuté en quelques années.

## Histoire

### Antiquité

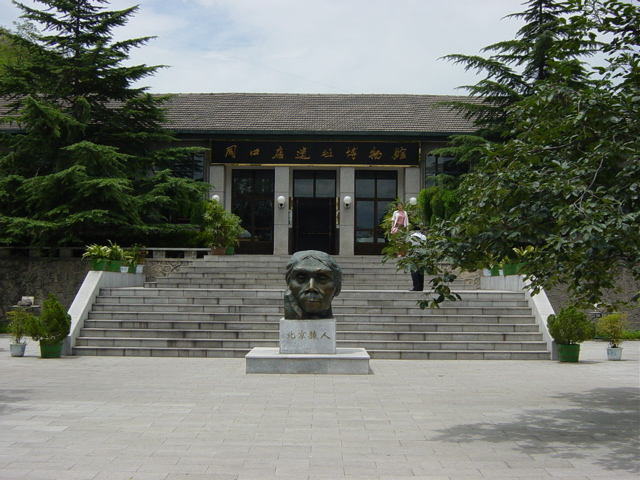
Zhoukoudian.

Les premières traces d'habitations humaines à Pékin ont été retrouvées dans les cavernes de la Colline de l'os de dragon, près du village de Zhoukoudian dans le district de Fangshan, où l'Homme de Pékin vivait. Des fossiles d'homo erectus de ces cavernes remonteraient à 230 000 ou 250 000 années. Durant le paléolithique, l'homo sapiens y a également vécu il y a environ 27 000 ans. Des cités datant du premier millénaire avant notre ère ont été découvertes à proximité de Pékin. La ville de Ji (薊 jì), au sud de l'actuel Pékin, fut la capitale du puissant État de Yan (燕 yān) à la période des Royaumes combattants (473-221 av. J.-C.). Qin Shi Huang (246-210 av. J.-C.) se rend maître de la ville et de tout le royaume. Devenu le premier empereur de Chine en 221 av. J.-C., il réorganise son vaste territoire en trente-six commanderies et Ji devient le siège de l'une d'entre elles. Ji, rebaptisée Youzhou sous l'empereur Wudi conserve une certaine importance sous les Han, mais il s'agit d'une ville périphérique par rapport aux grands centres chinois, situés plus au sud. Pendant la chute des Han, la ville devient le fief du seigneur de guerre Gongsun Zan. Sous la dynastie Tang, Ji devient le siège du jiedushi Fanyang, le gouverneur militaire de la région actuelle du Hebei. La révolte d'An Lushan part de là en l'an 755.

### Période médiévale

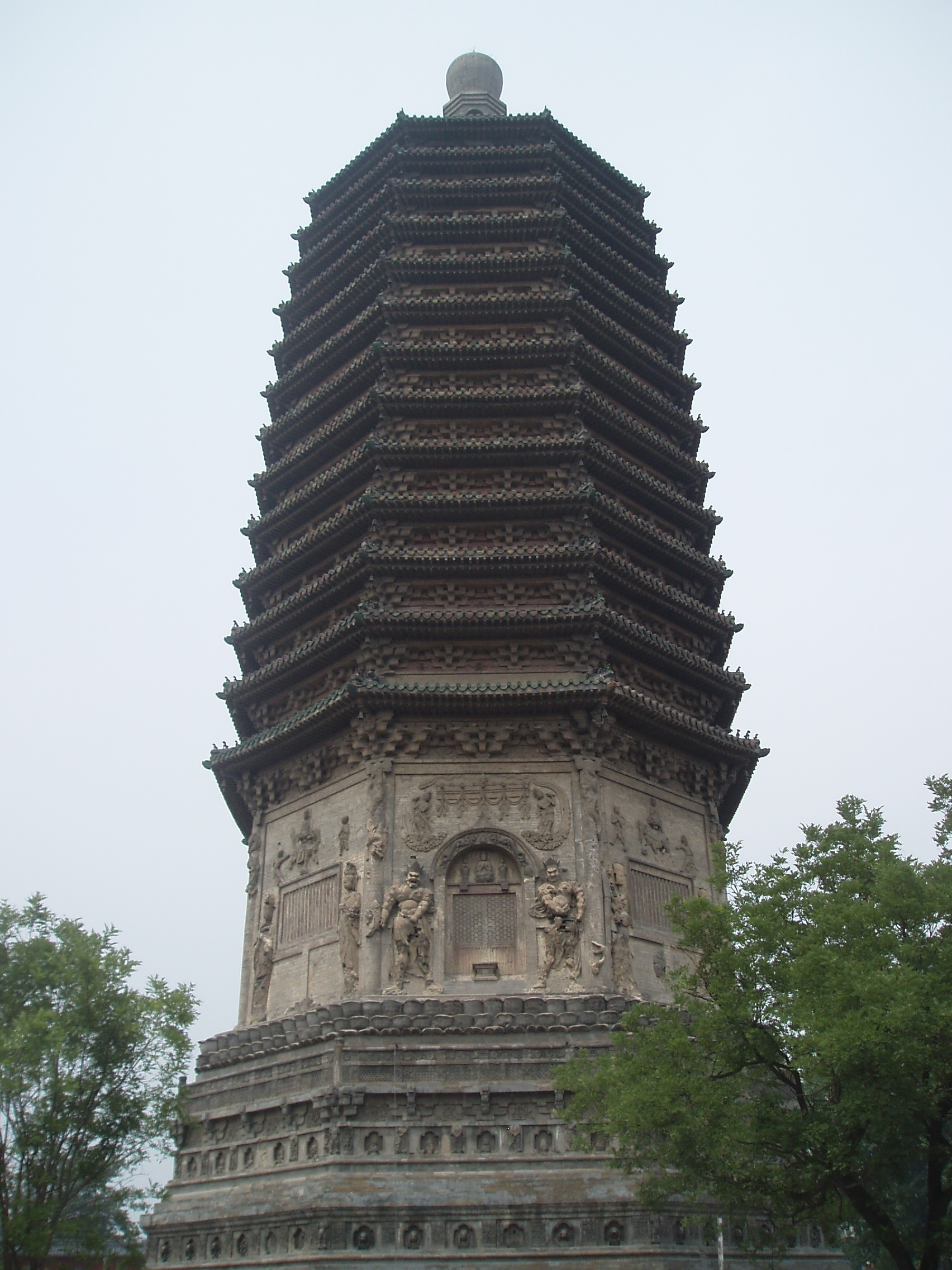
La pagode du temple de Tianning, haute de 57.8 m, construite durant la dynastie Liao en 1220

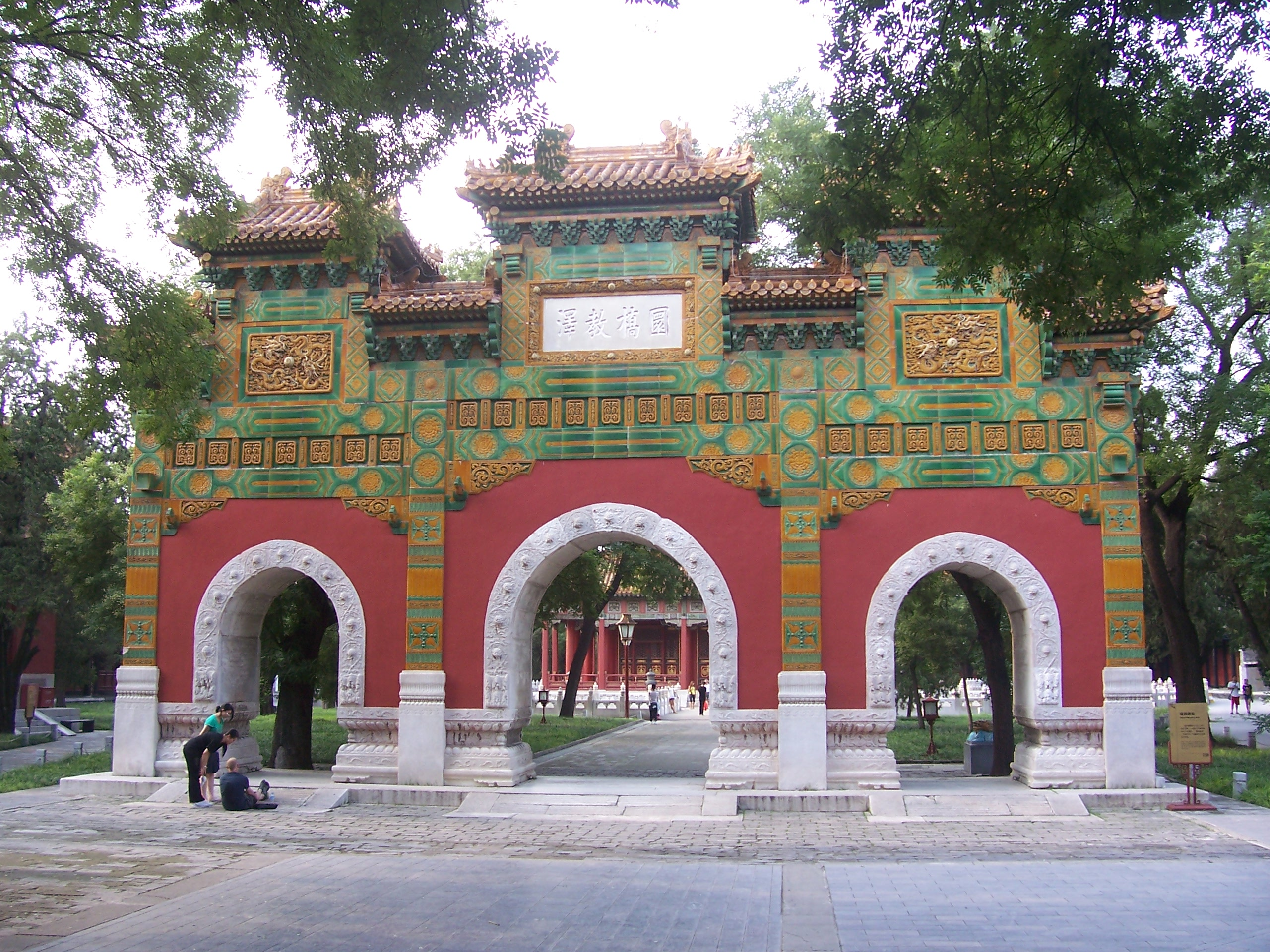
Porte du Collège impérial (Guozijian) à Pékin. Le Guozijian date de la Dynastie Yuan.

Au IXe siècle, Youzhou passe sous le contrôle des Khitans, peuple d'origine nomade. Ceux-ci fondent en 947 la dynastie Liao qui régnera sur le nord de la Chine et le sud de la Mandchourie jusqu'en 1122. Ils font de Pékin une de leurs quatre capitales secondaires en 938. En 979, l'empereur Taizong tente, sans succès de reprendre la ville. À cette époque, la région de Pékin, point de passage entre la Mandchourie et les centres politiques chinois traditionnels devient un point stratégique. Certains monuments actuels comme la mosquée de Niujie et le temple de Tianning datent de l'époque Liao.
En 1125, les Jürchen, un autre peuple nomade, conquièrent l'empire Liao et fondent la dynastie Jin. En 1153, ils renomment la ville Zhongdu (« capitale du centre ») et en font leur capitale principale. Pour la première fois, Pékin est capitale d'un empire, mais non de toute la Chine. La ville s'agrandit considérablement, mais en 1215, elle est pillée par les Mongols de Gengis Khan. 
Cinquante ans plus tard, Kubilai Khan, fondateur de la dynastie Yuan, régnant sur la Chine à l'exception de l'empire de Song du Sud, fait rebâtir la ville qui devient sa capitale principale en 1272 sous le nom Dadu (« grande capitale ») ou Khanbalik (le Cambaluc des récits de Marco Polo). Il fait agrandir considérablement la ville, déplaçant son centre vers le nord, à son emplacement actuel ; la Cité interdite fut construit sur le site du palais Yuan et des restes de la muraille de l'époque Yuan sont encore debout, connus sous le nom de Tucheng (土城 littéralement, « le mur de terre »). 
La construction de Dadu s'achève en 1293. La décision de Kublai Khan a grandement accru le statut de la ville, qui après la soumission des Song (1276) devint la capitale de la Chine réunifiée et le resta (sauf entre 1368 et 1405, durant la première partie de la dynastie Ming).

### Périodes Ming et Qing

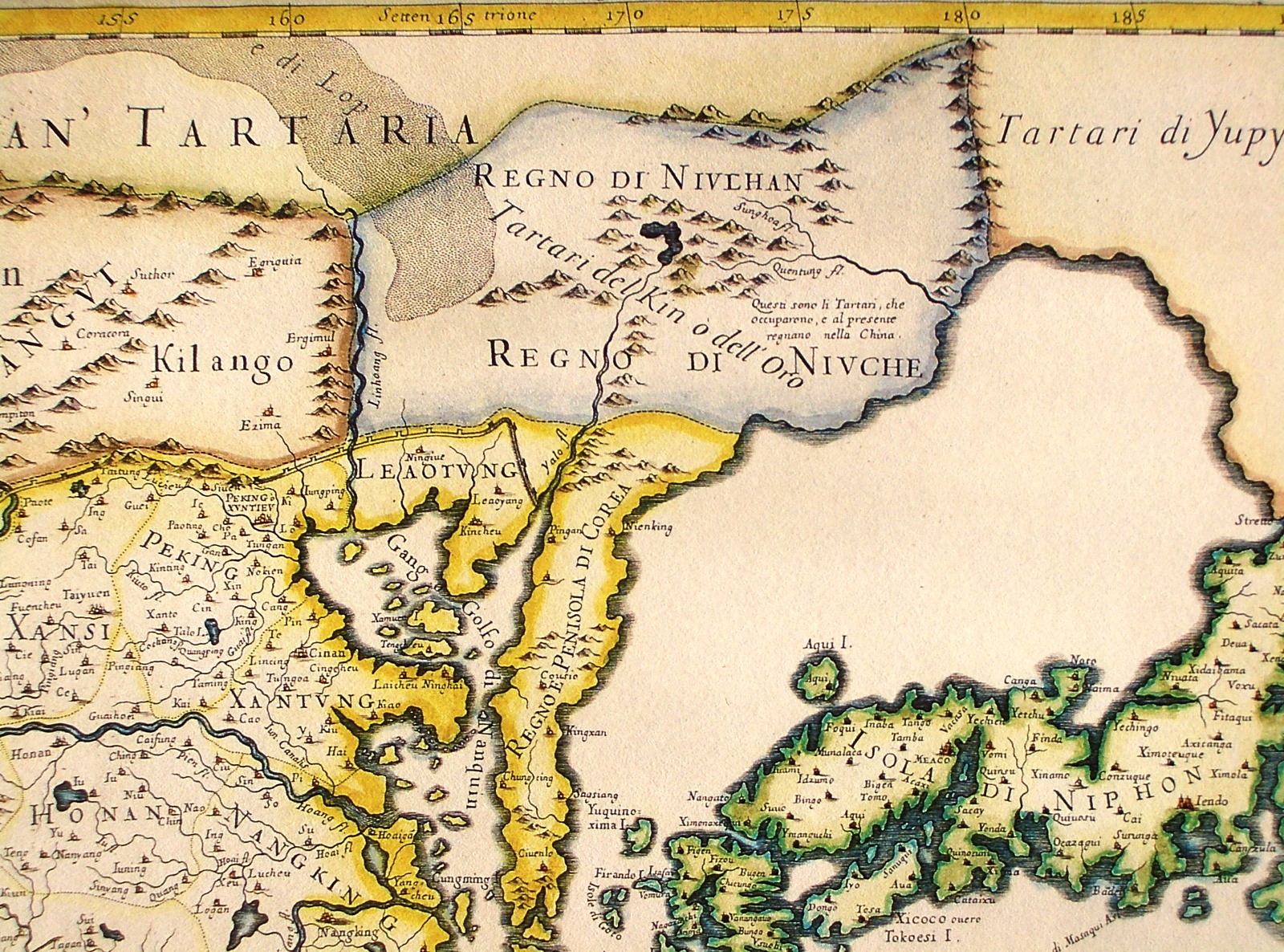
Carte italienne donnant les noms de Peking (Pékin) et Xuntieu (Shuntian) à la ville, éditée en 1682

En 1368, Zhu Yuanzhang se déclare premier empereur de la dynastie Ming, puis prend le pouvoir de la cité. Le dernier empereur Yuan est renvoyé à Shangdu et les palais de Dadu sont anéantis. La ville est alors rebaptisée Beiping et la préfecture de Shuntian est établie autour de la ville. La capitale est à cette époque Nankin, située à un millier de kilomètres au sud de Pékin.
Cependant, en 1403, l'empereur Yongle renomme la ville Pékin et en fait le siège du gouvernement, ce qui la met symboliquement sur un pied d'égalité avec Nankin. En 1421, il y fait transférer son administration. Yongle, entreprend des grands travaux à Pékin : il fait construire notamment la Cité interdite et le Temple du ciel. Une fois la Cité interdite établie, l'empereur prend résidence à Pékin. À partir de 1421, Pékin, également connue sous le nom de Jingshi (京师), devient la capitale officielle de la dynastie Ming et Nankin est reléguée au statut de capitale secondaire. Ce système de deux capitales (Pékin ayant une plus grande importance) perdure durant la dynastie Ming. Ainsi, 13 des 16 empereurs Ming sont enterrés dans des tombeaux majestueux près de Pékin.

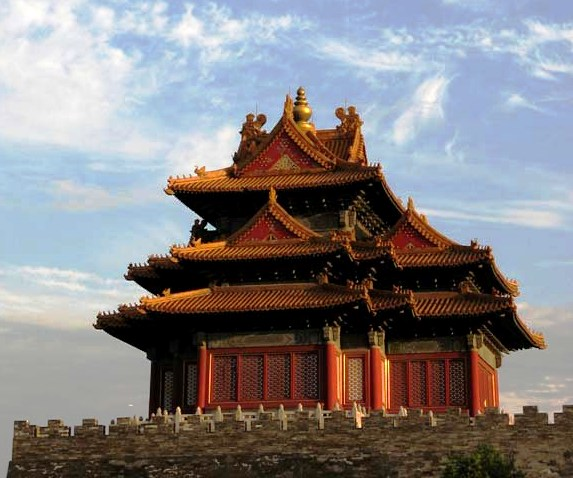
Une tour d'angle de la Cité interdite

Au cours du XVe siècle, Pékin prend essentiellement sa forme actuelle et les murs de la cité sous l'époque Ming servent de murs de protection pour la ville jusqu'à l'époque moderne, au cours de laquelle ces murs sont détruits pour construire le second boulevard périphérique. On estime que Pékin a été la plus grande ville du monde entre 1425 et 1650 puis entre 1710 et 1825. D'autres constructions notables datent de l'époque Ming dont le Temple du Ciel, construit en 1420. Tian'anmen (porte de la Paix céleste), symbole actuel de la république populaire de Chine qui l'utilise sur son emblème, est construit pour la première fois en 1420, avant d'être reconstruit au cours de l'histoire. La Place Tian'anmen a été construite en 1651 et élargie en 1958. Les Jésuites construisent la première église catholique de style roman en 1652, près de la porte Xuanwu, où le jésuite italien Matteo Ricci a vécu. On leur doit aussi l'ancien observatoire. La cathédrale de l'Immaculée-Conception de Pékin a été construite en 1904 sur la cathédrale originelle.
La fin des Ming se produit en 1644 quand, pendant 40 jours, l'armée paysanne de Li Zicheng s'empare de Pékin et renverse le gouvernement Ming. Quand la puissante armée mandchoue arrive aux portes de la ville, Li et ses partisans abandonnent la ville si bien que les forces mandchoues, sous la direction du prince Dorgon, capturent Pékin sans livrer de combat.
Le prince Dorgon établit la dynastie Qing comme succession directe à la dynastie Ming, et Pékin devient la capitale de la Chine. Les empereurs Qing apportent quelques modifications à la résidence impériale mais, dans l'ensemble, les constructions Ming et la disposition générale restent inchangés. À cette époque, Pékin est connue sous le nom de Jingshi, qui correspond au nom mandchou Gemun Hecen. Le roman classique chinois Le Rêve dans le pavillon rouge se déroule dans les premières années du règne Qing (fin des années 1600).
Pendant la seconde guerre de l'opium, en 1857, les troupes britanniques marchèrent sur Pékin qu'elles mirent à sac[source insuffisante]
À la fin de la période Qing, Pékin est le siège des légations étrangères durant la révolte des Boxers en 1900. Certaines structures impériales importantes sont détruites pendant les affrontements, dont l'Académie Hanlin et l'ancien palais d'Été.

### Période de la république de Chine
La révolution Xinhai de 1911, visant à remplacer le règne Qing par une république, avait à l'origine comme intention d'établir sa capitale à Nankin. Après que le haut fonctionnaire Yuan Shikai a forcé l'abdication de l'empereur Qing à Pékin et assuré le succès de la révolution, les révolutionnaires à Nankin acceptent qu'Yuan soit président de la nouvelle république de Chine et que la capitale soit établie à Pékin. Yuan accroît progressivement son pouvoir et devient en 1915 le nouvel empereur de la Chine, mais décède moins d'un an après le début de son règne. La Chine passe sous le contrôle des seigneurs de guerre locaux et les factions les plus puissantes s'affrontent lors de nombreuses guerres pour prendre le contrôle de la capitale Pékin. Suivant le succès de l'expédition du Nord du Kuomintang (KMT), qui a pacifié les seigneurs de guerre du Nord, Nankin est officiellement déclarée capitale de la république de Chine en 1928. Pékin est renommée Beiping (北平) en juin de la même année, ce qui signifie Paix du Nord ou Nord pacifié.
Le 29 juillet 1937, pendant la seconde guerre sino-japonaise, la ville devint partie intégrante de l'empire nippon lors de l'expansionnisme du Japon Shōwa. Pékin devient la capitale du gouvernement collaborateur chinois, un gouvernement fantoche qui dirige les zones chinoises du nord occupées par le Japon. Le gouvernement fusionne plus tard avec le gouvernement collaborateur de Wang Jingwei basé à Nankin.
Durant son occupation, l'armée japonaise implante à Pékin l'unité de recherche bactériologique 1855, une filiale de l'unité 731, où des médecins japonais pratiquaient des expérimentations sur des cobayes humains.

### République populaire de Chine
Le 31 janvier 1949, pendant la guerre civile chinoise, les forces communistes rentrent dans Pékin sans résistance. Le 1er octobre de la même année, le Parti communiste chinois, sous la direction de Mao Zedong, annonce à Tian'anmen la création de la république populaire de Chine et renomme la ville en Pékin. Quelques jours plus tôt, la Conférence consultative politique du peuple chinois avait décidé que Pékin deviendrait la capitale du nouveau gouvernement.
Au moment de la fondation de la république populaire de Chine, la municipalité de Pékin est constituée de la zone urbaine et des banlieues immédiates. La zone urbaine est divisée en plusieurs petits districts à l'intérieur de ce qui est maintenant le second boulevard périphérique. Les fortifications de Pékin sont démolies pour construire le second boulevard périphérique, qui est terminé en 1981. Cette route est la première construction ayant pour but de privilégier les automobiles par rapport aux vélos.
Pendant la révolution culturelle, les gardes rouges rentrèrent dans les logements et « chassèrent de chez eux 100 000 habitants, environ 2 % de la population de la ville », censés appartenir à des catégories « ennemies ».
Suivant la réforme économique de Deng Xiaoping, la zone urbaine de Pékin est largement étendue. Autrefois confinée dans les second et troisième boulevards périphériques, la zone urbaine de Pékin s'étend jusqu'aux limites des actuels cinquième et sixième boulevards périphériques, avec de nombreuses anciennes zones agricoles devenues des zones résidentielles et commerciales. Selon le rapport de 2005 d'un journal, la taille des nouvelles zones développées de Pékin est une fois et demie plus importante que l'ancienne ville de Pékin.

### Les mutations contemporaines
Wangfujing et Xidan sont développées en zones de commerce florissantes, alors que Zhongguancun devient un centre majeur de l'électronique en Chine. Dans les dernières années, l'expansion de Pékin s'est heurtée à des problèmes d'urbanisation, tels que des embouteillages, l'appauvrissement de la qualité de l'air, la perte de quartiers historiques et un influx significatif de migrants venant des diverses zones rurales du pays.
Pékin a été choisi pour organiser les Jeux olympiques d'été de 2008 par le CIO, le 13 juillet 2001 à Moscou. À cette occasion, l'urbanisme de la ville a subi d'importantes transformations. La destruction de nombreux quartiers a, selon certaines estimations, fait déplacer 1,5 million de Pékinois. Un parc public de 7 km2, baptisé « forêt olympique », a été aménagé au nord du quatrième périphérique : il a été planté de 530 000 arbres, parmi lesquels beaucoup ont été déracinés en province.
La ville est pour la deuxième fois hôte olympique avec les Jeux olympiques d'hiver de 2022.

## Politique et administration

### Pékin, capitale politique de la Chine
À l'époque de la Chine impériale, Pékin est désigné pour la première fois comme capitale de l'Empire en 1153 sous la dynastie Jin. La ville perd son statut en 1368, au détriment de Nankin. Vers 1403, l'empereur Yongle transfère à nouveau la capitale à Pékin, un statut qu'elle ne perdra que pendant la période de troubles entre 1928 et 1949, date de la fondation de la république populaire de Chine par Mao Zedong.
De nos jours, Pékin constitue le véritable centre politique de la république populaire de Chine. On y trouve les sièges du gouvernement chinois. Ainsi, le Palais de l'Assemblée du peuple est situé à l'ouest de la place Tian'anmen. Les autres bâtiments officiels (ministères ou commissions nationales) sont disséminés dans la ville.
En tant que capitale, la ville concentre également les ambassades de la plupart des pays étrangers.

### Organisation politique de Pékin
L'organisation politique de Pékin est structurée dans un système à double-partie du gouvernement, comme toutes les autres institutions gouvernantes de la république populaire de Chine.
Le maire de Pékin possède officiellement le rang le plus élevé dans le gouvernement populaire de Pékin. Depuis que Pékin est une municipalité, le maire occupe le même niveau de préséance que les gouverneurs des provinces. Cependant, dans le système à double-partie du gouvernement de la ville, son importance est moindre que le secrétaire du comité municipal de Pékin du Parti communiste chinois, qui possède le vrai pouvoir effectif.
La position de secrétaire du comité municipal de Pékin (北京市委书记) a toujours eu sa part de prestige et d'exposition nationale. Il est maintenant d'usage qu'il fasse partie de facto du Bureau politique du Parti communiste chinois, le plus important organisme dirigeant du pays. À cause du statut de Pékin en tant que capitale du pays, le secrétaire est également impliqué dans les décisions principales faites au niveau national. Xie Fuzhi, qui occupa le poste de 1967 à 1972, a ainsi eu une influence significative sur le gouvernement national au cours de la révolution culturelle, ayant pu être en partie à l'origine de la montée de la violence. L'influence de Chen Xitong (secrétaire entre 1992 et 1995) a été considérée comme une menace par la clique de Shanghai, qui le força à quitter ses fonctions et à être jugé pour corruption. Pour la célébration du 50e anniversaire de la République, Jia Qinglin (secrétaire entre 1997 et 2002) présida la cérémonie. Enfin, Liu Qi, secrétaire depuis 2002, a été le président du Comité d'organisation des Jeux olympiques de Pékin et prononça un discours lors des cérémonies d'ouverture et de clôture.

### Subdivisions administratives
La municipalité de Pékin exerce sa juridiction sur seize subdivisions : seize districts.
| District                                                     | Population (2010)¹ | Population (2000)¹ | Superficie (km2) | Densité (par km2) |
| ------------------------------------------------------------ | ------------------ | ------------------ | ---------------- | ----------------- |
| Dongcheng (东城区 : Dōngchéng Qū)                            | 919 000            | 960 000            | 42,0             | 21 881            |
| Xicheng (西城区 : Xīchéng Qū)                                | 1 243 000          | 1 320 000          | 51,0             | 24 372            |
| Chaoyang (朝阳区 : Cháoyáng Qū)                              | 3 545 000          | 2 290 000          | 470,8            | 7 530             |
| Haidian (海淀区 : Hǎidiàn Qū)                                | 3 281 000          | 2 240 000          | 426,0            | 7 702             |
| Fengtai (丰台区 : Fēngtái Qū)                                | 2 112 000          | 1 369 000          | 304,2            | 6 943             |
| Shijingshan (石景山区 : Shíjǐngshān Qū)                      | 616 000            | 489 000            | 89,8             | 6 860             |
| Mentougou (门头沟区 : Méntóugōu Qū)                          | 290 000            | 267 000            | 1 331,3          | 218               |
| Fangshan (房山区 : Fángshān Qū)                              | 945 000            | 814 000            | 1 866,7          | 506               |
| Tongzhou (通州区 : Tōngzhōu Qū)                              | 1 184 000          | 674 000            | 870,0            | 1361              |
| Shunyi (顺义区 : Shùnyì Qū)                                  | 877 000            | 637 000            | 980,0            | 895               |
| Changping (昌平区 : Chāngpíng Qū)                            | 1 661 000          | 615 000            | 1 430,0          | 1162              |
| Daxing (大兴区 : Dàxīng Qū)                                  | 1 365 000          | 672 000            | 1 012,0          | 1349              |
| Pinggu (平谷区 : Pínggǔ Qū)                                  | 416 000            | 397 000            | 1 075,0          | 387               |
| Huairou (怀柔区 : Huáiróu Qū)                                | 373 000            | 296 000            | 2 557,3          | 146               |
| Miyun (密云区 : Mìyún Qū)                                    | 468 000            | 420 000            | 2 335,6          | 200               |
| Yanqing (延庆区 : Yánqìng Qū)                                | 317 000            | 275 000            | 1 980,0          | 160               |
| ¹ Population d'après les recensements officiels 2000 et 2010 |                    |                    |                  |                   |

| 1. Dongcheng 2. Xicheng 3. Shijingshan 1 2 Chaoyang Haidian Fengtai 3 Mentougou Fangshan Tongzhou Shunyi Changping Daxing Pinggu Huairou Yanqing Miyun |

| À l'intérieur du deuxième périphérique | À l'extérieur du deuxième périphérique |
| Zones extérieures                      | Zones rurales                          |

## Économie

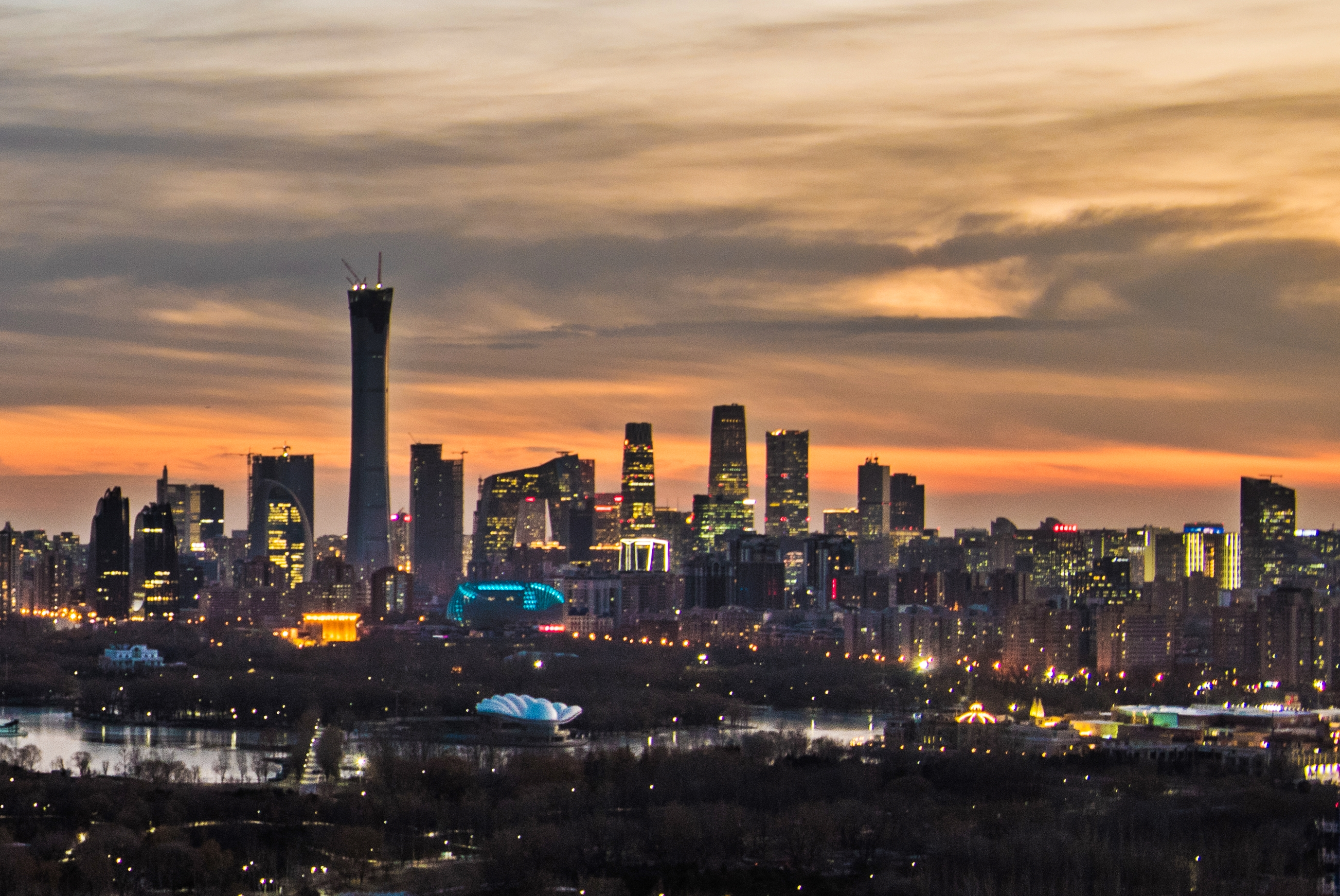
Quartier d'affaires de Guomao

### Secteurs économiques
Pékin est une des villes les plus développées en Chine avec l'industrie tertiaire qui compte pour 73,2 % de son PIB. Il s'agit de la première ville post-industrielle en Chine continentale. La finance constitue la plus importante activité à Pékin. À la fin de l'année 2007, 751 entreprises financières étaient présentes à Pékin et généraient 128,6 milliards RMB de revenu, ce qui représentait 11,6 % des revenus globaux de l'industrie financière dans tout le pays et 13,8 % du PIB de Pékin, soit le pourcentage le plus élevé de toutes les villes chinoises. Pékin héberge 26 entreprises du Fortune Global 500, soit le troisième résultat derrière Tokyo et Paris.
En 2009, le PIB de Pékin est de 1,19 billion de RMB (174 milliards de $), enregistrant une croissance annuelle de 10,1 %. Son PIB par habitant était de 68 788 RMB (10 070 $), soit en augmentation de 6,2 % par rapport à l'année précédente. Les secteurs primaire, secondaire et tertiaire pesaient respectivement 11,83 milliards, 274,31 milliards et 900,45 milliards de RMB. La valeur disponible urbaine par habitant était de 26 736 RMB, soit en augmentation de 8,1 % par rapport à l'année précédente. Par habitant, le revenu pur des résidents ruraux était de 11 986 RMB, soit en augmentation de 11,5 %. Les revenus des 20 % de résidents aux plus faibles revenus ont augmenté de 16,7 %, soit 11,4 % de plus que ceux des 20 % plus riches. Le coefficient d'Engel pour les résidents urbains de Pékin a atteint 31,8 % en 2005 et celui des zones rurales 32,8 %, déclinant respectivement de 4,5 et 3,9 points de pourcentage par rapport à 2004.
Les secteurs des biens immobiliers et automobiles se sont fortement accrus ces dernières années. En 2005, 28,032 millions de mètres carrés de biens immobiliers se sont vendus pour un total de 175,88 milliards de RMB. On compte en 2010 à Pekin plus de 5 millions de véhicules particuliers.

### Principales zones d'activités

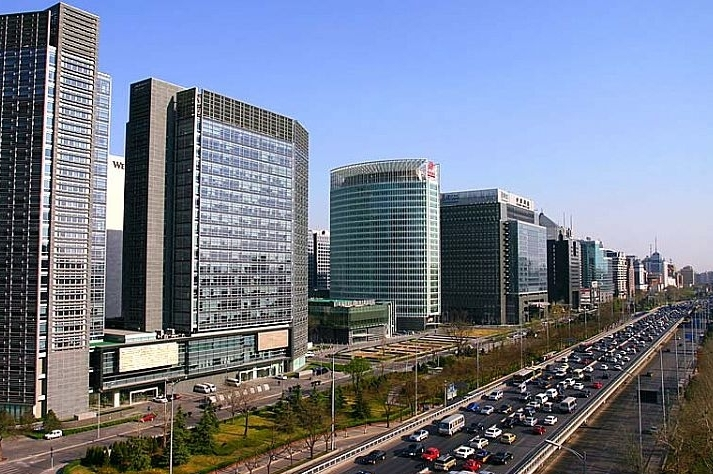
Rue de la finance à Pékin, le centre économique de Pékin

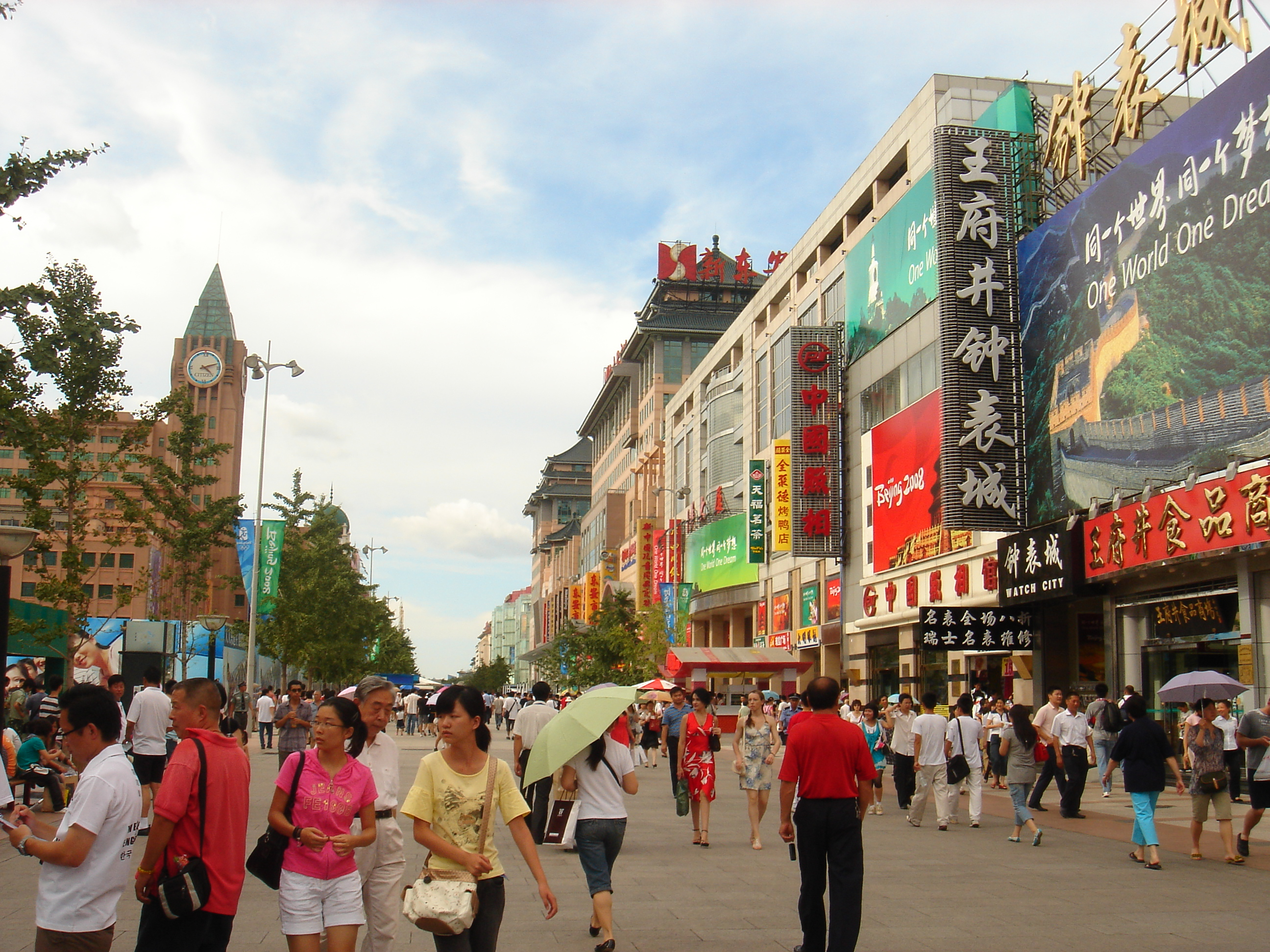
La rue Wangfujing est une des rues les plus actives de Pékin avec environ 100000 visiteurs quotidiens (août 2008)

Pékin possède plusieurs quartiers d'affaires, le secteur de Guomao est le principal central business district, viennent ensuite la rue de la Finance (金融街, Jinrong aie), dans les secteurs de Fuxingmen et Fuchengmen, qui est traditionnellement le centre financier de la ville, et un nouveau quartier d'affaires en construction à Lize Business district.
Les secteurs de Wangfujing et Xidan constituent les principaux axes commerciaux.
Zhongguancun, surnommé la Silicon Valley de la Chine, est un centre majeur en électronique et informatique, mais également en recherches pharmaceutiques. Pendant ce temps, Yizhuang, situé au sud de la zone urbaine, est devenu un nouveau centre pharmaceutique, informatique et d'ingénierie des matériaux.
La ville de Pékin est également réputée comme étant un centre de marchandises contrefaites : dans les marchés partout dans la ville on peut trouver toutes les nouvelles tendances de la mode ou des DVD, souvent commercialisées pour les expatriés ou les touristes étrangers.
La principale zone industrielle est Shijingshan, située dans la périphérie occidentale de la ville. L'agriculture est réalisée à l'extérieur de la zone urbaine de Pékin, avec essentiellement des cultures de blé et de maïs. Les légumes sont également cultivés dans les régions environnantes de la zone urbaine pour pouvoir fournir la ville.

### Développement économique et conséquences

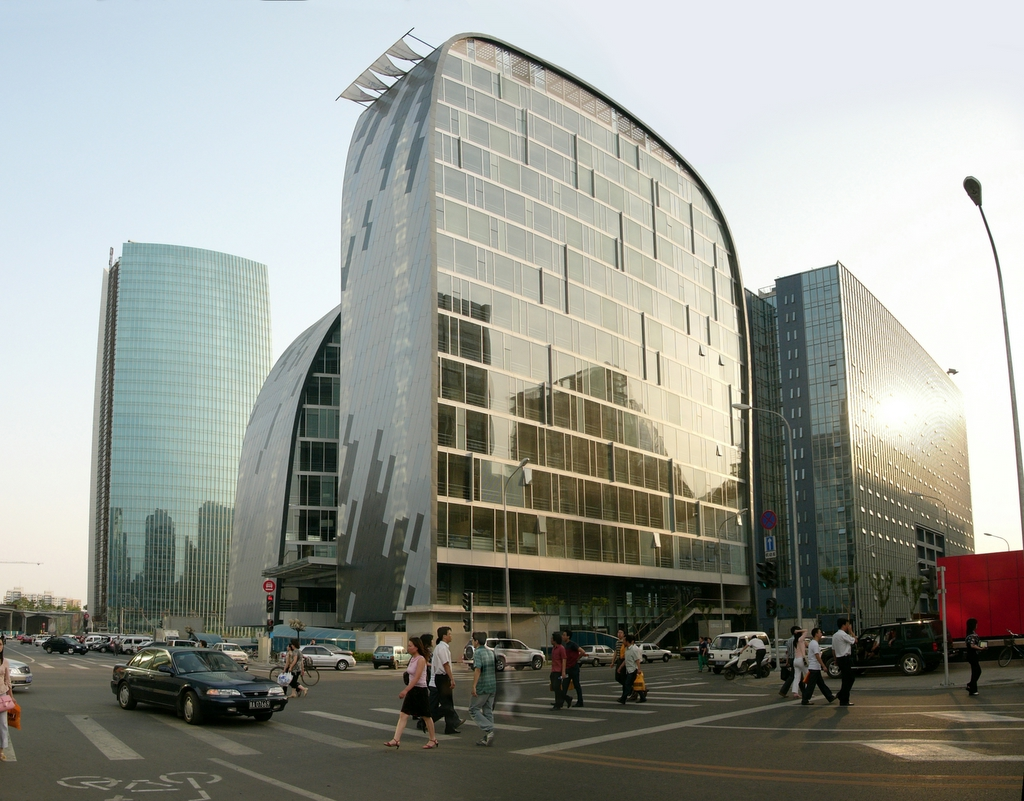
Zhongguancun est un centre technologique dans le district de Haidian

Pékin voit sa réputation augmenter de plus en plus pour ses entreprises innovantes et des start-ups en pleine croissance. Sa culture est soutenue par une importante communauté d'entreprises chinoises et étrangères. Pourtant, Shanghai est souvent considérée comme le centre économique de la Chine, un plus grand nombre d'entreprises y étant présentes, alors que Pékin représente davantage le centre de l'esprit d'entreprise chinois[Quoi ?].
Le développement de Pékin continue sur un rythme rapide, et la vaste expansion de Pékin a créé une multitude de problèmes pour la ville. Pékin est connu pour son smog tout autant que pour ses fréquents programmes d'économie d'énergie lancés par le gouvernement. Les Pékinois mais aussi les touristes se plaignent régulièrement de la qualité de l'eau et du prix des services de base tels que l'électricité ou le gaz naturel. Pour réduire la pollution de l'air, certaines industries importantes ont été sommées de réduire leurs émissions ou de quitter la ville. Shougang, une société métallurgique, jadis plus gros employeur et pollueur de la ville, a déplacé ses activités à Tangshan dans la province voisine du Hebei,.

## Population et société

### Démographie

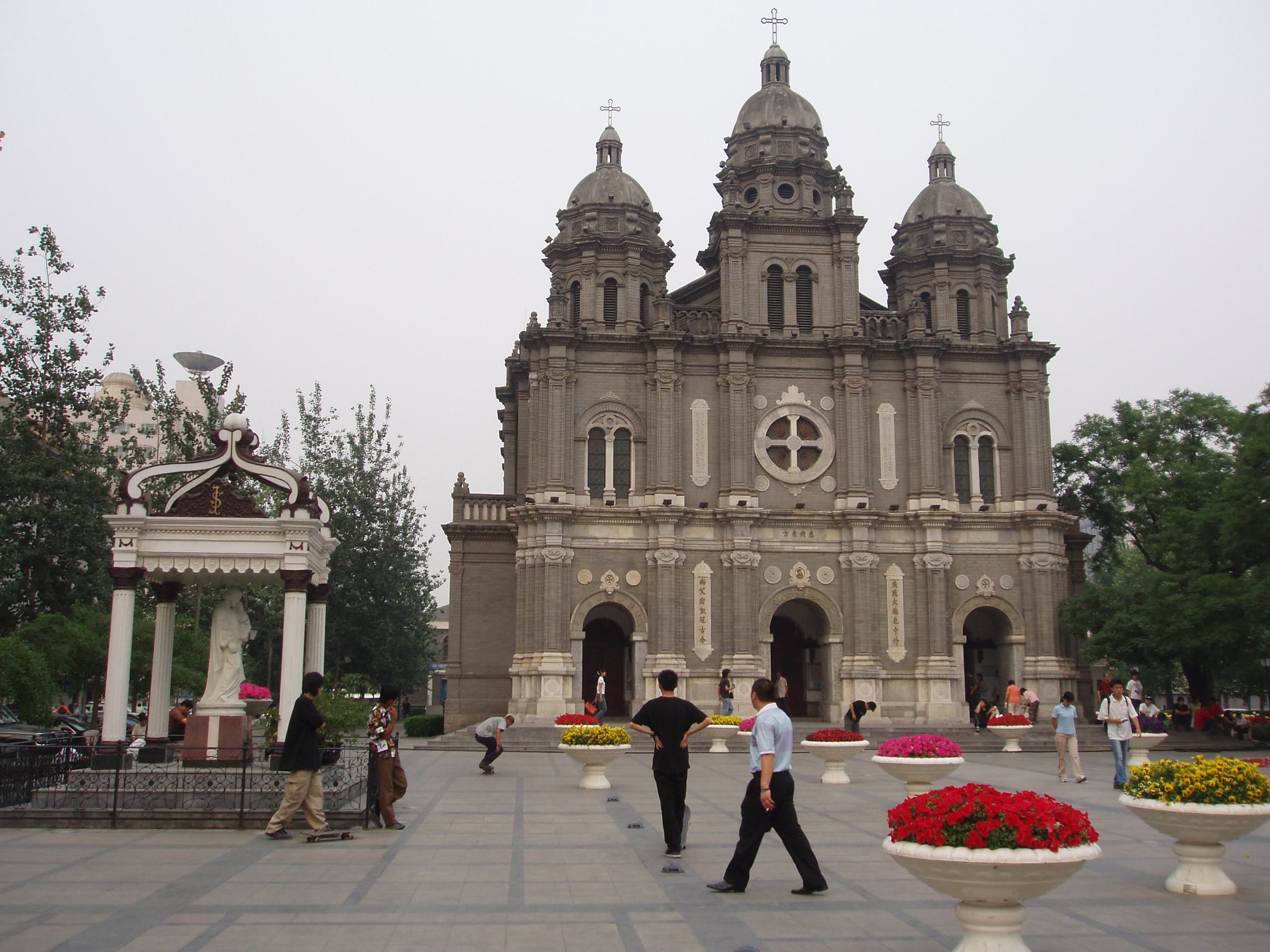
Église Saint-Joseph de Wangfujing

La population enregistrée dans la municipalité de Pékin est constituée des personnes possédant le hukou (résidence permanente) ou un permis temporaire de résidence.
En février 2010, le nombre de résidents permanents et non permanents dépassait 22 millions, dont huit à neuf millions de non permanents,. De plus, de nombreux travailleurs migrants vivent dans la capitale avec d'autres permis officiels de résidence.
En 2006, la population du cœur urbain de Pékin représentait 13,33 millions d'habitants, soit 84,3 % de la population totale de la municipalité, qui s'élevait à 15,81 millions à cette époque. En appliquant ce même ratio à la population actuelle de la municipalité, la population urbaine de Pékin serait de 18,54 millions d'individus. L'expansion urbaine continue sur un rythme élevé.
Après Chongqing et avant Shanghai, Pékin est la seconde plus importante des quatre municipalités en république populaire de Chine.
La plupart des habitants de Pékin appartiennent à l'ethnie Han. Les autres ethnies minoritaires présentes sont notamment les Mandchous, les Hui, et les Mongols. Un lycée en langue tibétaine existe pour les jeunes d'origine tibétaine, dont la quasi-totalité vient expressément à Pékin depuis le Tibet pour poursuivre ses études.
Une communauté internationale importante est installée à Pékin. La plupart des expatriés sont attirés par la forte croissance des secteurs des affaires et du commerce international, et d'autres par la culture à la fois traditionnelle et moderne de la ville. Beaucoup de membres de cette communauté vivent aux alentours du quartier d'affaires de Pékin, à Sanlitun et à Wudaokou. Ces dernières années ont également connu un afflux important de Coréens du sud (estimé à environ 200 000 en 2009) qui vivent à Pékin essentiellement pour des raisons professionnelles ou d'études. Beaucoup d'entre eux vivent dans les quartiers de Wangjing et Wudaokou,.
| Groupes ethniques à Pékin, recensement de 2000 | Groupes ethniques à Pékin, recensement de 2000 | Groupes ethniques à Pékin, recensement de 2000 |
| Ethnie                                         | Population                                     | Pourcentage                                    |
| ---------------------------------------------- | ---------------------------------------------- | ---------------------------------------------- |
| Han                                            | 12 983 696                                     | 95,69 %                                        |
| Mandchous                                      | 250 286                                        | 1,84 %                                         |
| Hui                                            | 235 837                                        | 1,74 %                                         |
| Mongols                                        | 37 464                                         | 0,28 %                                         |
| Coréens                                        | 20 369                                         | 0,15 %                                         |
| Tujia                                          | 8 372                                          | 0,062 %                                        |
| Zhuangs                                        | 7 322                                          | 0,054 %                                        |
| Hmong                                          | 5 291                                          | 0,039 %                                        |
| Ouïghours                                      | 3 129                                          | 0,023 %                                        |
| Tibétains                                      | 2 920                                          | 0,022 %                                        |

Ces chiffres excluent les membres en service actif dans l'Armée populaire de libération.

### Enseignement
Grâce à son statut de capitale de république populaire de Chine, Pékin attire de nombreux étudiants de tout le pays, mais également étrangers. On y trouve en effet les universités les plus réputées de Chine, voire d'Asie. Les universités à Pékin sont essentiellement localisées dans le district de Haidian.
Le Lycée français international Charles-de-Gaulle de Pékin est l'école française internationale à Pékin.
L'Université de Pékin, également connue en chinois sous le nom de Beida, est une importante université de recherche. Fondée en 1898, elle devint à partir de 1920 un centre de la pensée progressive. De nos jours, les divers classements internationaux d'universités la placent régulièrement dans les meilleures universités chinoises et asiatiques,. L'université est également reconnue pour l'architecture traditionnelle de son campus.
Au cours de son histoire, l'Université de Pékin s'est imposée comme centre de la liberté intellectuelle et a formé de nombreux penseurs chinois modernes. Ainsi, elle est à l'origine de plusieurs mouvements de pensée ayant marqué la Chine, dont notamment le Mouvement du 4-Mai ou les manifestations de la place Tian'anmen.
L'Université Tsinghua est fondée en 1911 sous le nom de Tsinghua College (清華學堂 Qīnghuá Xuétáng), puis de Tsinghua School en 1912, avant d'être appelée Université Tsinghua en 1928. Sa devise Engagement d'auto-discipline et social montre que l'université est profondément tournée vers l'excellence, le bien-être de la société chinoise et le développement global.
Les classements internationaux d'universités placent régulièrement l'Université Tsinghua dans les meilleurs établissements chinois et asiatiques,. De nombreuses personnalités chinoises sont sorties de cette université, dont les Prix Nobel de physique Tsung-Dao Lee et Chen Ning Yang, mais aussi le président chinois Hu Jintao ou l'écrivain Li Jianwu.
Pôle d'attraction pour les étudiants étrangers également, Pékin permet à ces derniers d'étudier la langue et la culture chinoises à l'Université des langues et des cultures de Pékin. Bien que largement orientée dans ces disciplines, l'université accueille également des étudiants chinois spécialisés dans les langues étrangères et dans d'autres domaines tels que les sciences humaines. L'université forme également des professeurs de chinois langue étrangère. Il s'agit du seul établissement de ce type en Chine.
L'École centrale de Pékin, créée le 12 avril 2005, a ouvert ses portes en septembre 2005. Il s'agit de l'École sino-française d'ingénieurs de l'université de Beihang. L'école se fonde sur le projet et le modèle du Groupe Centrale en France.
En 2005, il s'agit du projet le plus ambitieux et le plus complet de la coopération franco-chinoise en matière d’enseignement supérieur. En France, il bénéficie du soutien des ministères de l’Éducation nationale, des Affaires étrangères, de l’Industrie et de l’Ambassade de France en Chine située à Pékin.
Le groupe Total a renouvelé le 17 novembre 2009 son accord avec l’École Centrale Paris prolongeant son soutien à l’École Centrale de Pékin pour trois nouvelles années. L’objectif consiste à encourager la formation d’ingénieurs et de managers internationaux de haut niveau en Chine.

### Sport
À l'occasion des Jeux olympiques d'été de 2008, à Pékin, les infrastructures sportives se sont considérablement modernisées. Le parc olympique a ainsi vu la construction d'un nouveau stade de 91 000 places, le Nid d'oiseau, ou encore d'un centre aquatique, appelé le Cube d'eau. Si ces nouveaux sites atypiques par leur architecture ont été nouvellement édifiés pour les principales compétitions, d'autres sites sportifs de la capitale ont été rénovés et réaménagés, tels que le stade du Centre sportif olympique de Pékin, le gymnase du centre sportif olympique de Pékin, le stade des ouvriers ou le palais des sports des ouvriers.

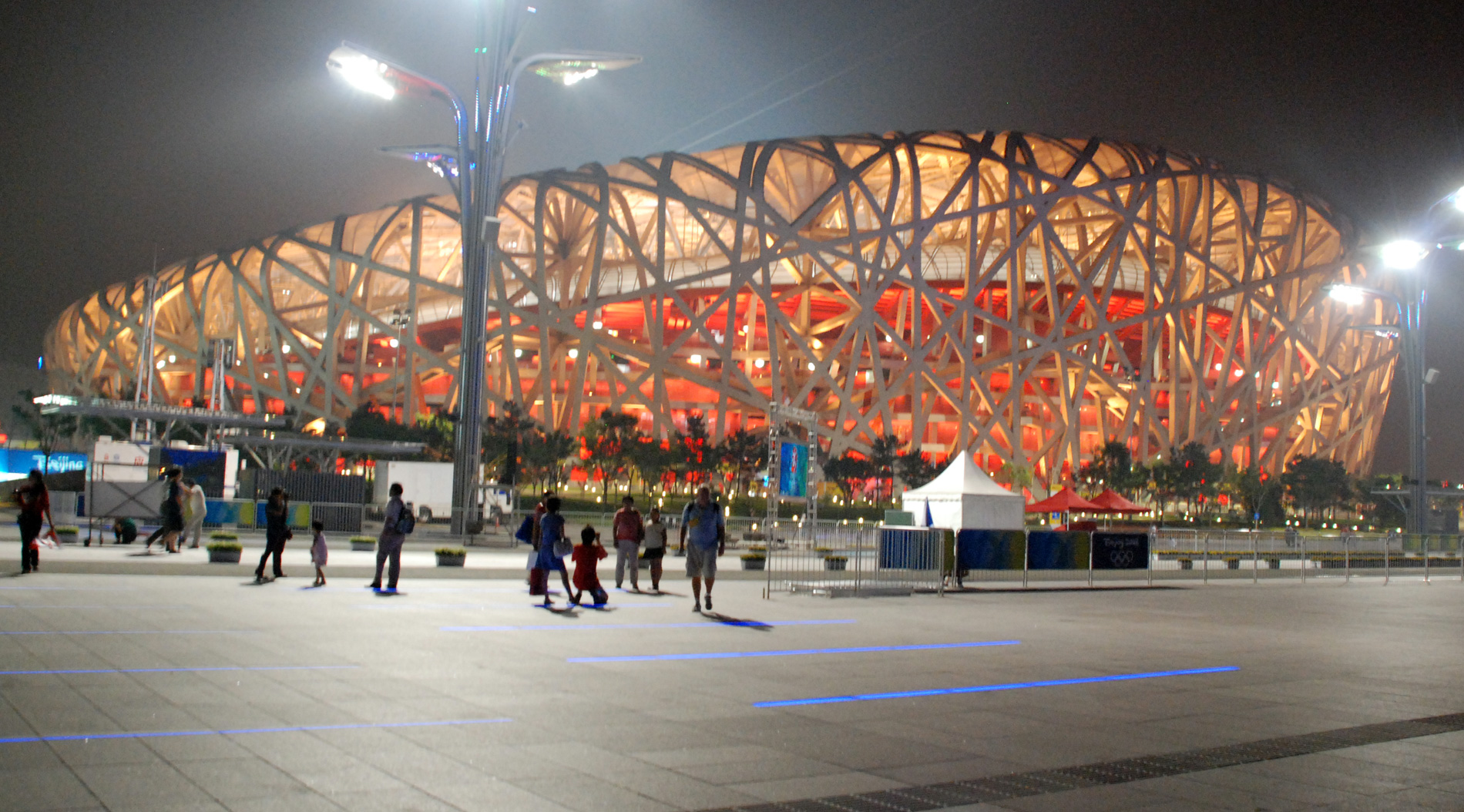
Stade national de Pékin, appelé le Nid d'oiseau
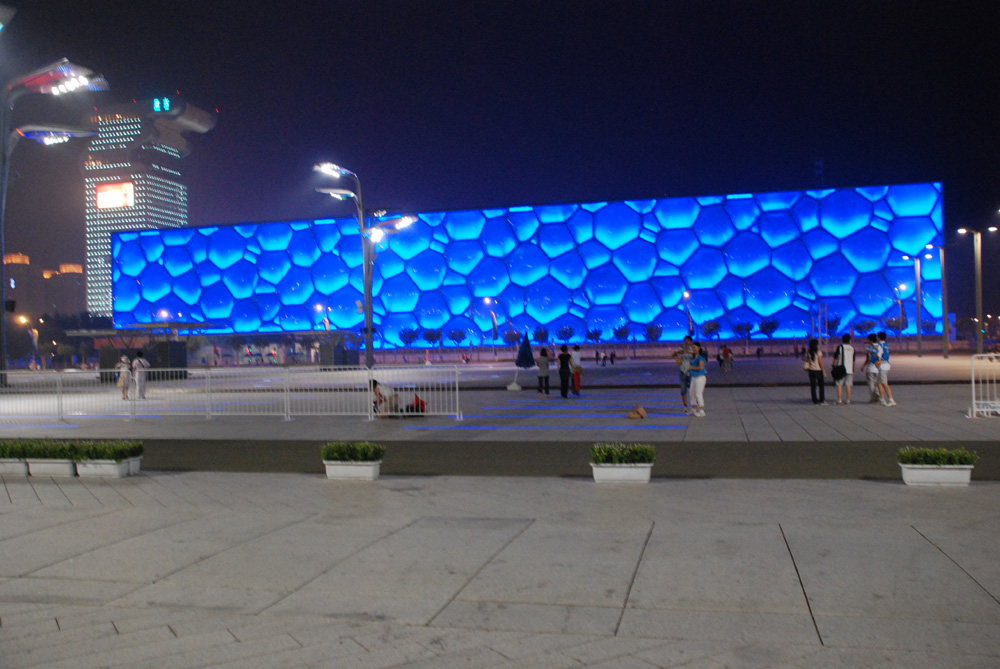
Centre national de natation de Pékin, appelé le Cube d'eau
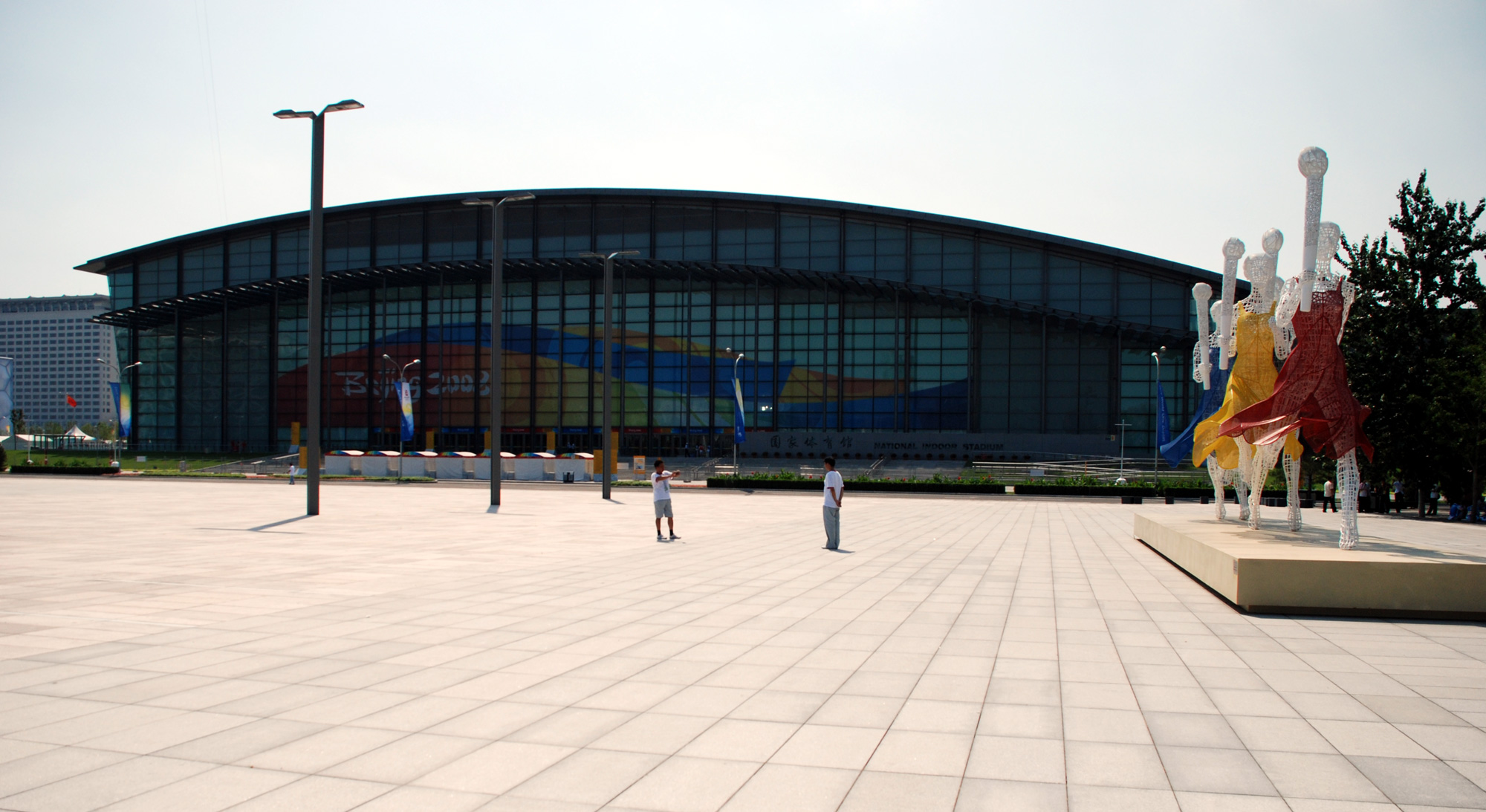
Palais national omnisports de Pékin
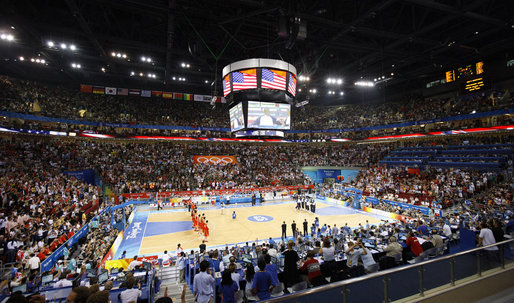
Palais omnisports de Wukesong
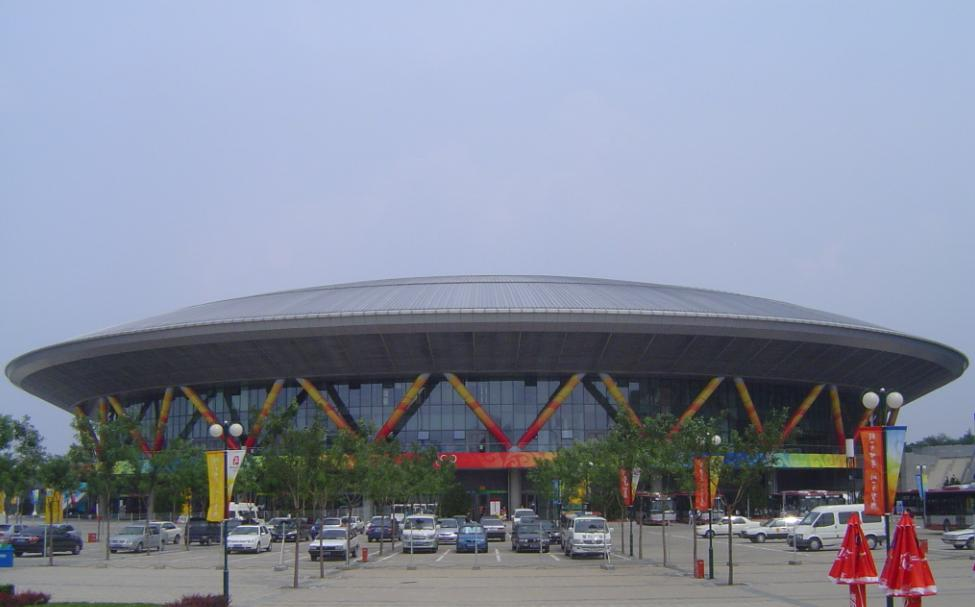
Vélodrome de Laoshan
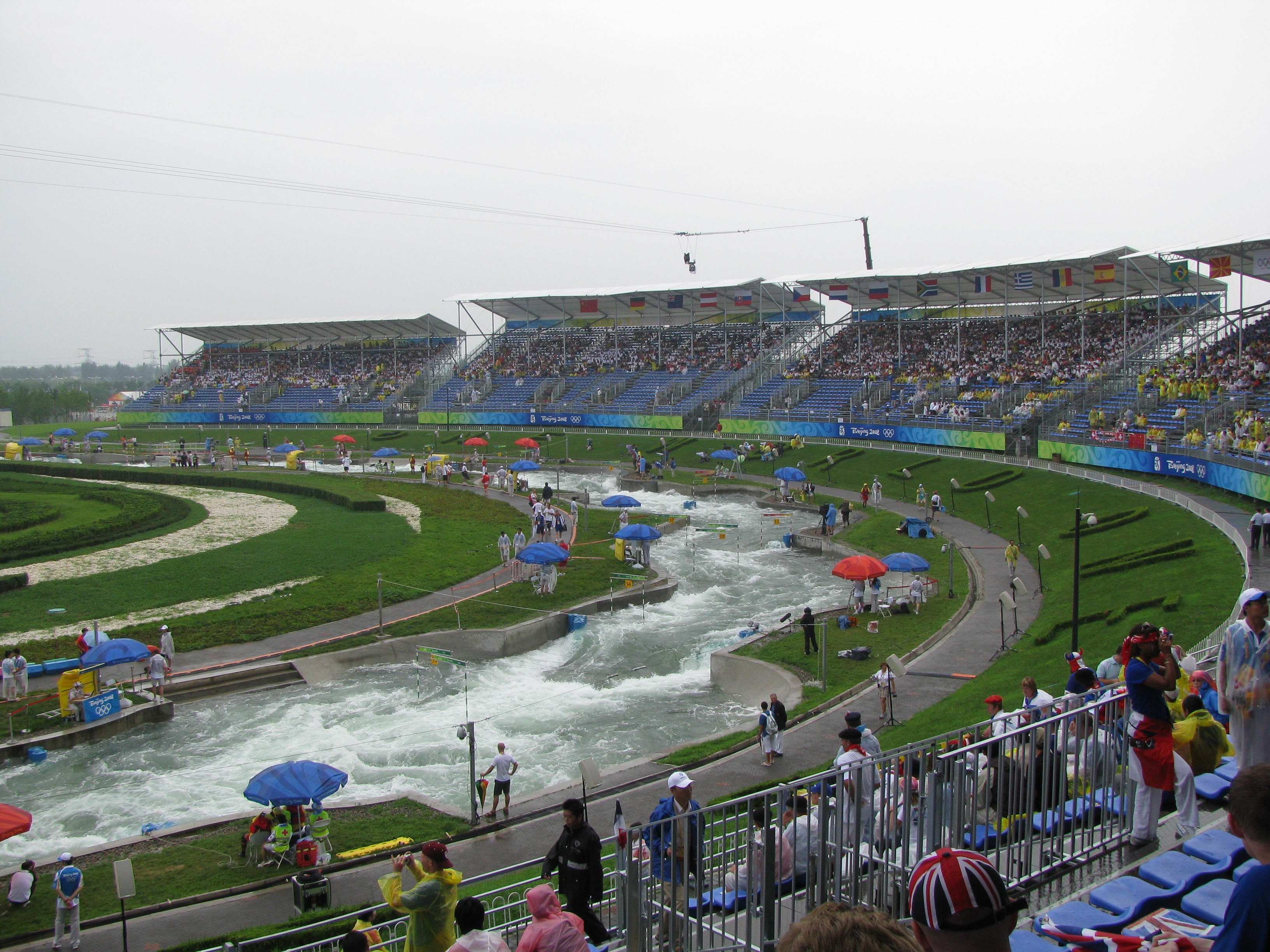
Parc aquatique olympique de Shunyi
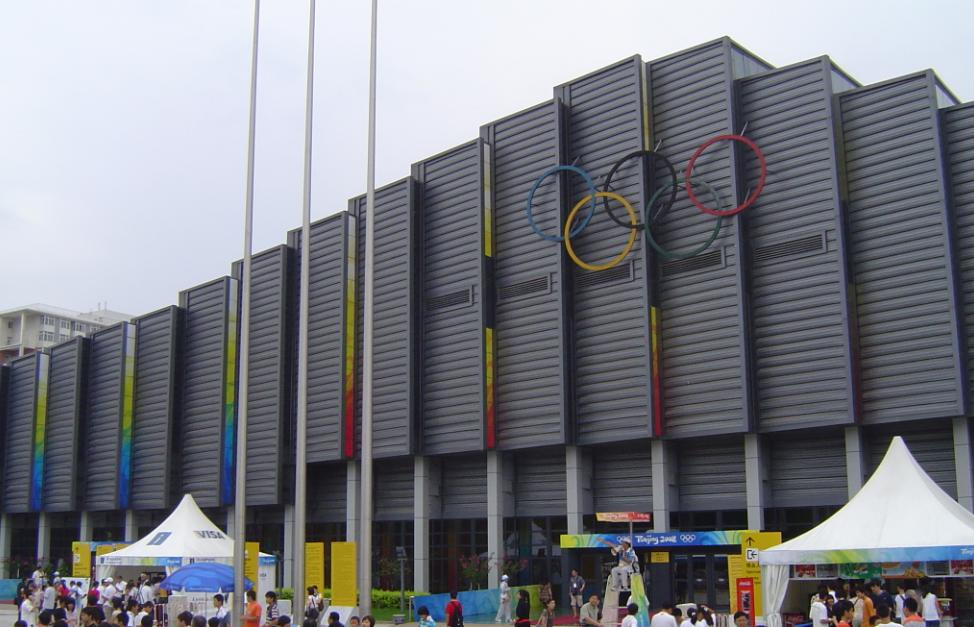
Gymnase de l'Université de l'agriculture de Chine
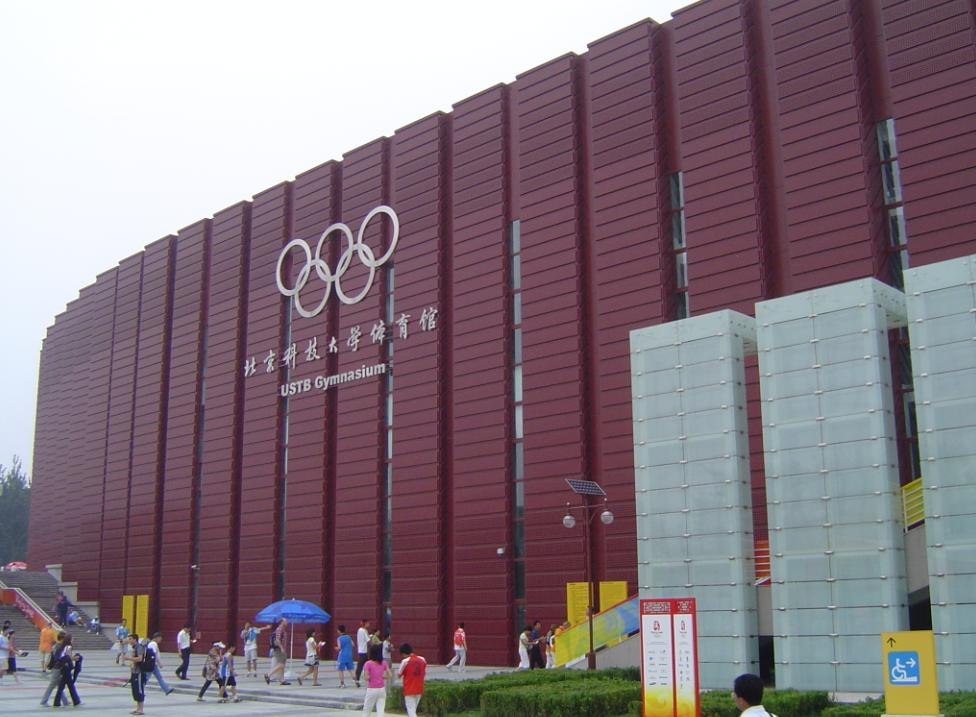
Gymnase de l'Université des Sciences et Technologies de Pékin

La ville a accueilli les Jeux olympiques d'hiver de 2022.
Pékin héberge également de nombreux clubs sportifs professionnels, parmi lesquels :
- Chinese Super League (1re division nationale de football) :
  - Beijing Guoan ;
- Ligue Jia (2e division nationale de football) :
  - Beijing Baxy FC,
  - Beijing Institute of Technology FC ;
- Chinese Basketball Association :
  - Beijing Ducks ;
- Championnat de Chine de basket-ball féminin :
  - Beijing Ducks ;
- Championnat d'Asie de hockey sur glace :
  - China Sharks ;
- Championnat de Chine de baseball :
  - Beijing Tigers.

L'équipe des Beijing Olympians de l'ABA, ancienne équipe de la CBA, a conservé son nom et maintenu une liste de joueurs chinois après avoir déménagé à Maywood en Californie en 2005.

### Prisons
La ferme de Qinghe ou Prison numéro 1 de Pékin est un centre de détention du laogai ouvert en 1950.
Human Rights Watch indique que depuis 2003 de nombreux citoyens chinois ont été secrètement incarcérés, sans contact avec l'extérieur, dans des centres de détention illégaux surnommés « prisons noires ». Après cette révélation de Human Rights Watch, un porte-parole du gouvernement avait réfuté la présence de prisons noires en Chine. Or une enquête sur les prisons noires de Pékin a été publiée dans un magazine chinois dépendant du groupe de presse officiel Xinhua, le sujet n'est donc plus interdit.

## Culture et patrimoine

### Architecture et urbanisme

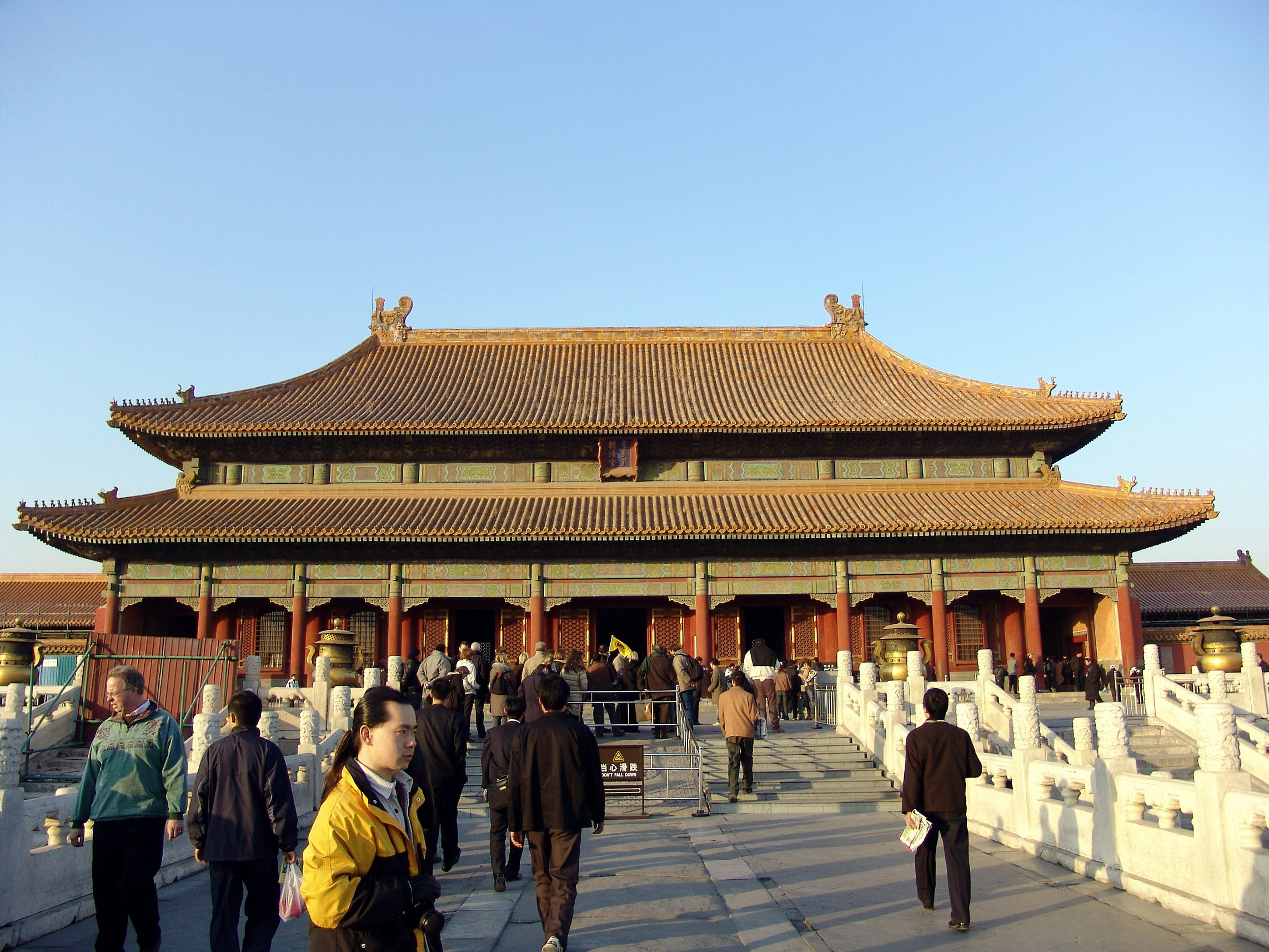
Intérieur de la Cité interdite

Trois styles architecturaux prédominent dans la ville de Pékin. D'abord, l'architecture traditionnelle de la Chine impériale, dont les édifices les plus connus sont la porte Tian'anmen (qui est reprise sur l'emblème de la république populaire de Chine), la Cité interdite ou encore le Temple du ciel. Ensuite, il existe un style sino-soviétique dont les bâtiments ont été construits entre les années 1950 et 1970, avec des structures carrées et sobre de style, notamment le long de l'avenue Chang'an. Enfin, depuis l'ouverture de la Chine, des bâtiments d'inspiration moderne sont apparus, notamment dans le centre d'affaires et dans la rue de la finance de Pékin.

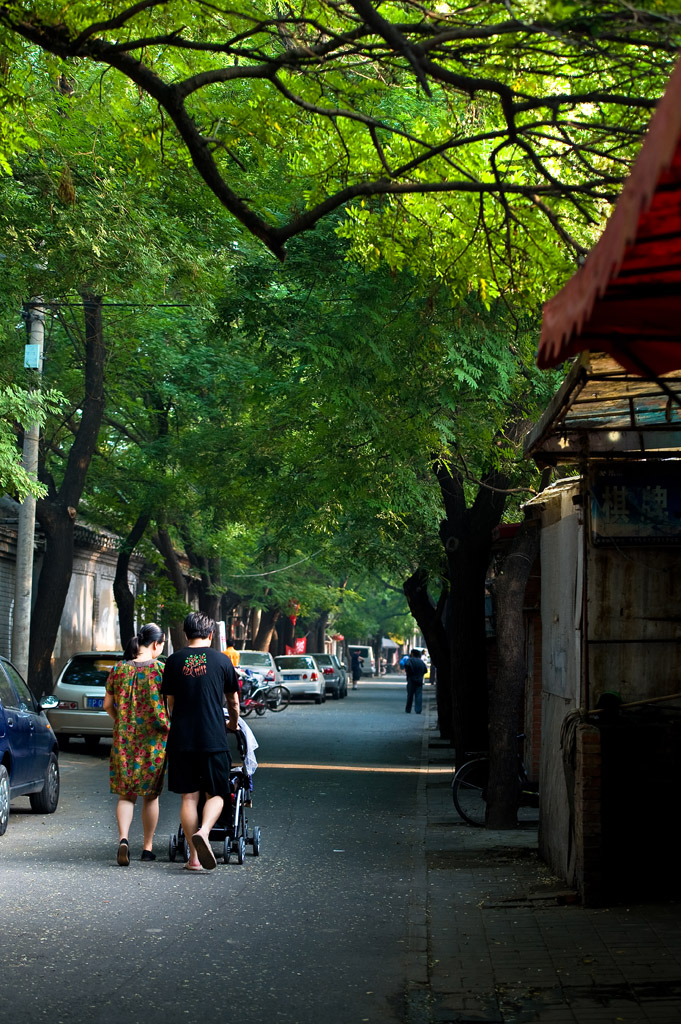
Vue sur un hutong pékinois

Pékin est connu pour ses quartiers traditionnels se trouvant essentiellement dans la Cité impériale, celle-ci comprenait un ensemble de jardins, tombeaux et divers bâtiments compris entre la Cité interdite dont elle était isolée par des douves de 52 m de large, et la ville tartare du Pékin historique dont elle était séparée par des murailles percées de cinq portes. Ces quartiers sont traversés par des ruelles traditionnelles, nommés des hutongs. Ce sont des quartiers populaires chinois constitués de maisons basses construites selon l'architecture traditionnelle des cours carrées : quatre bâtiments entourant une cour intérieure carrée.
L'ensemble des bâtiments dits de l'Axe central de Pékin, comprenant les anciens palais impériaux et leurs jardins, est classé au patrimoine mondial de l'humanité par l'UNESCO en juillet 2024.
Quelques quartiers de hutongs ont survécu au développement de la ville, localisés essentiellement à l'intérieur de l'actuelle 2e périphérique de Pékin qui délimite la vieille ville. Ces quartiers sont désormais sous programme de protection historique et de réhabilitation et ne peuvent plus être détruits. Les plus connus qui existent encore se trouvent au sud de la porte Qianmen, le quartier historique de Dashilar (大栅栏), ainsi qu'autour du lac Qianhai et dans le quartier de Dongsi. Ils constituent sans aucun doute le riche patrimoine architectural du vieux Pékin.
Depuis le début du XXIe siècle, Pékin est sujet à une incroyable croissance de nouvelles constructions, montrant différents styles d'architectes internationaux. Un mélange d'architectures ancienne et moderne est visible à l'Espace 798, qui allie le design des années 1950 et le contemporain.

### Musique et théâtres

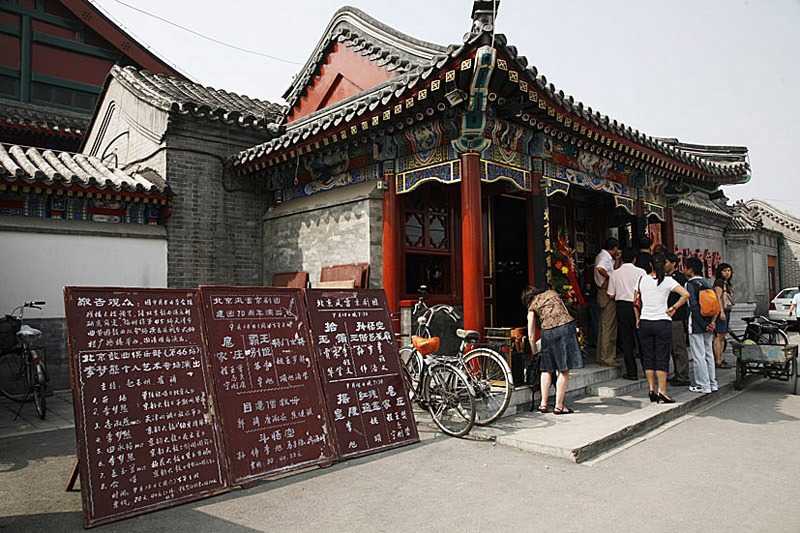
Théâtre et musée de Huguang

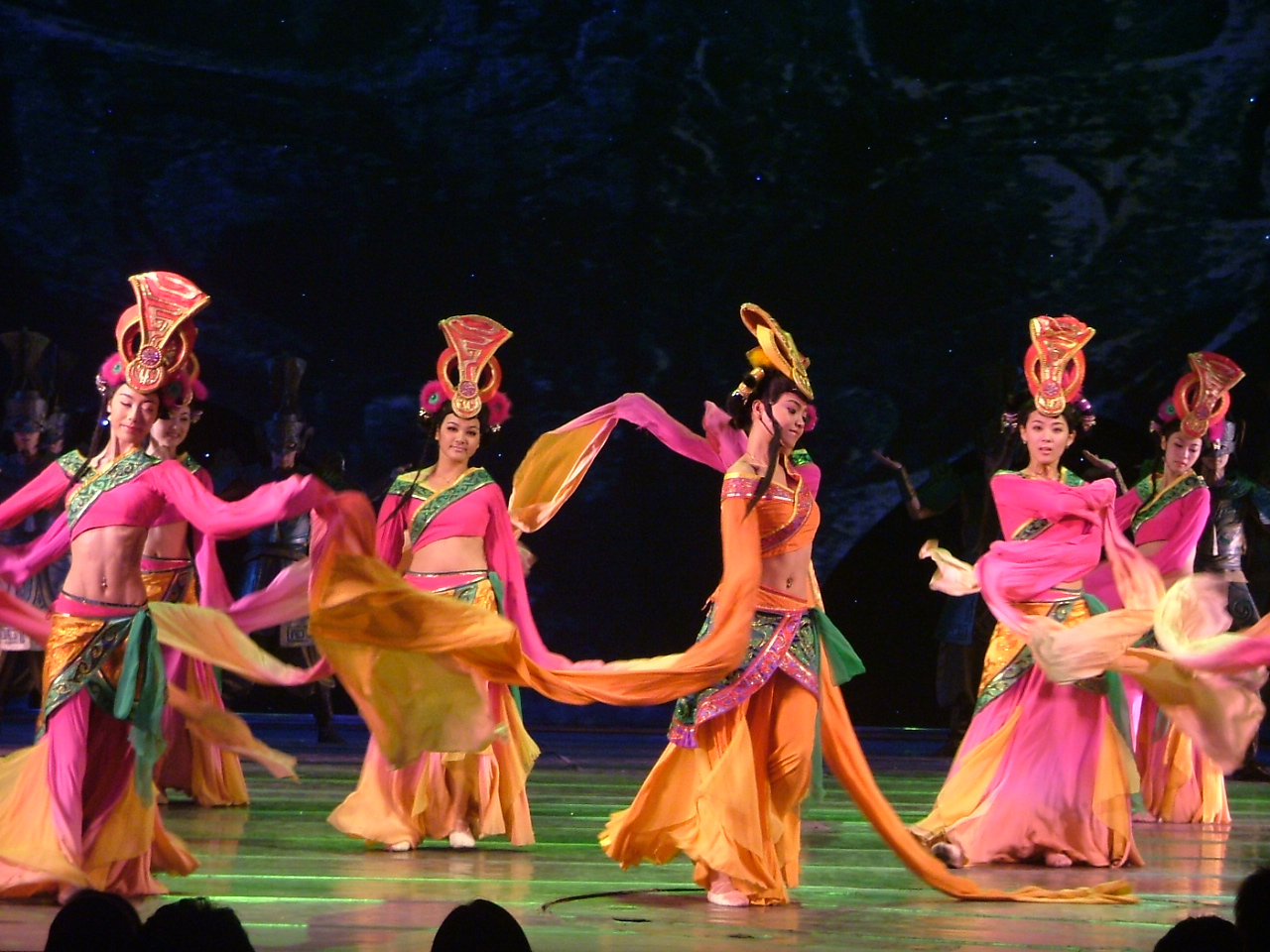
Théâtre de Pékin

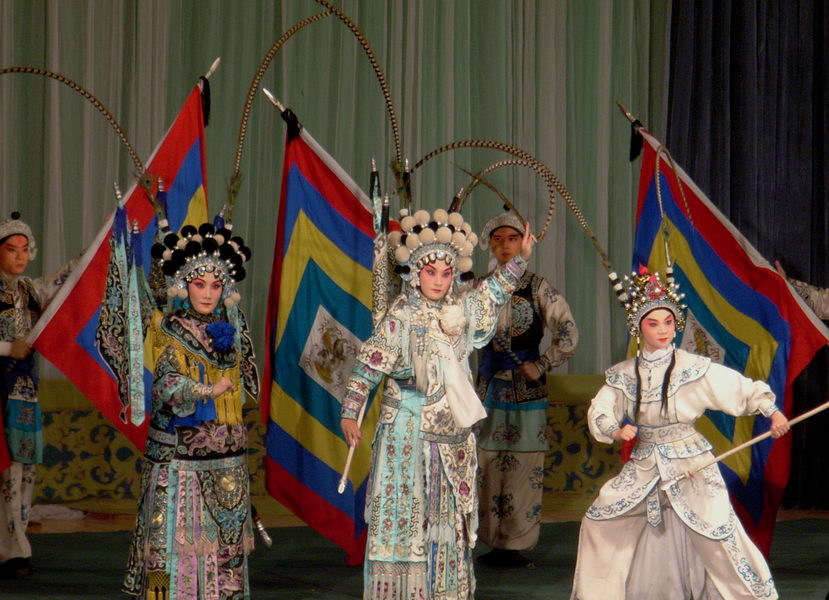
Opéra de Pékin

Il existe de nombreux théâtres (comme le Théâtre du Peuple), et le Beijing Concert Hall pour des spectacles musicaux. Le célèbre Opéra de Pékin est composé d'un mélange spécial de différentes formes d'art : le chant, la danse, l'acrobatie, l'expression faciale, et le jeu. L'histoire s'inspire principalement d'évènements historiques ou mythologiques. Cet art ancestral possède des codes bien définis et fixes.
En revanche, le théâtre contemporain est en mutation rapide, et propose depuis quelques années des traductions en chinois de pièces de théâtre occidentales et des productions expérimentales de dramaturges locaux.
Le théâtre parlé n'est apparu qu'au cours du XXe siècle dans les théâtres chinois. Son origine vient du théâtre d'art populaire de Pékin, qui est né avant la révolution culturelle, et associe un jeu européen avec un message social clair. En 1968 cette forme d'art a été interdite par Jiang Qing, la troisième épouse de Mao Zedong, après seulement quelques pièces. Le théâtre et la plupart des cinémas ont été fermés pendant environ dix ans.
Le diffuseur China National Radio (CNR) a sa propre salle de concerts à l'acoustique excellente. Cette salle est également le studio de radiodiffusion, dans lequel les nombreux concerts sont enregistrés ou retransmis en direct à l'ensemble du pays. Elle abrite un des plus grands orgues de Chine, construit en Allemagne et installé en 1999 par le facteur d'orgue Gebr Oberlinger originaire de Windesheim, en Rhénanie.
Le grand théâtre national de Chine, conçu par le français Paul Andreu et inauguré en 2008, est en verre et en titane. Ce dôme peut accueillir 5 452 spectateurs en trois salles.

### Musées

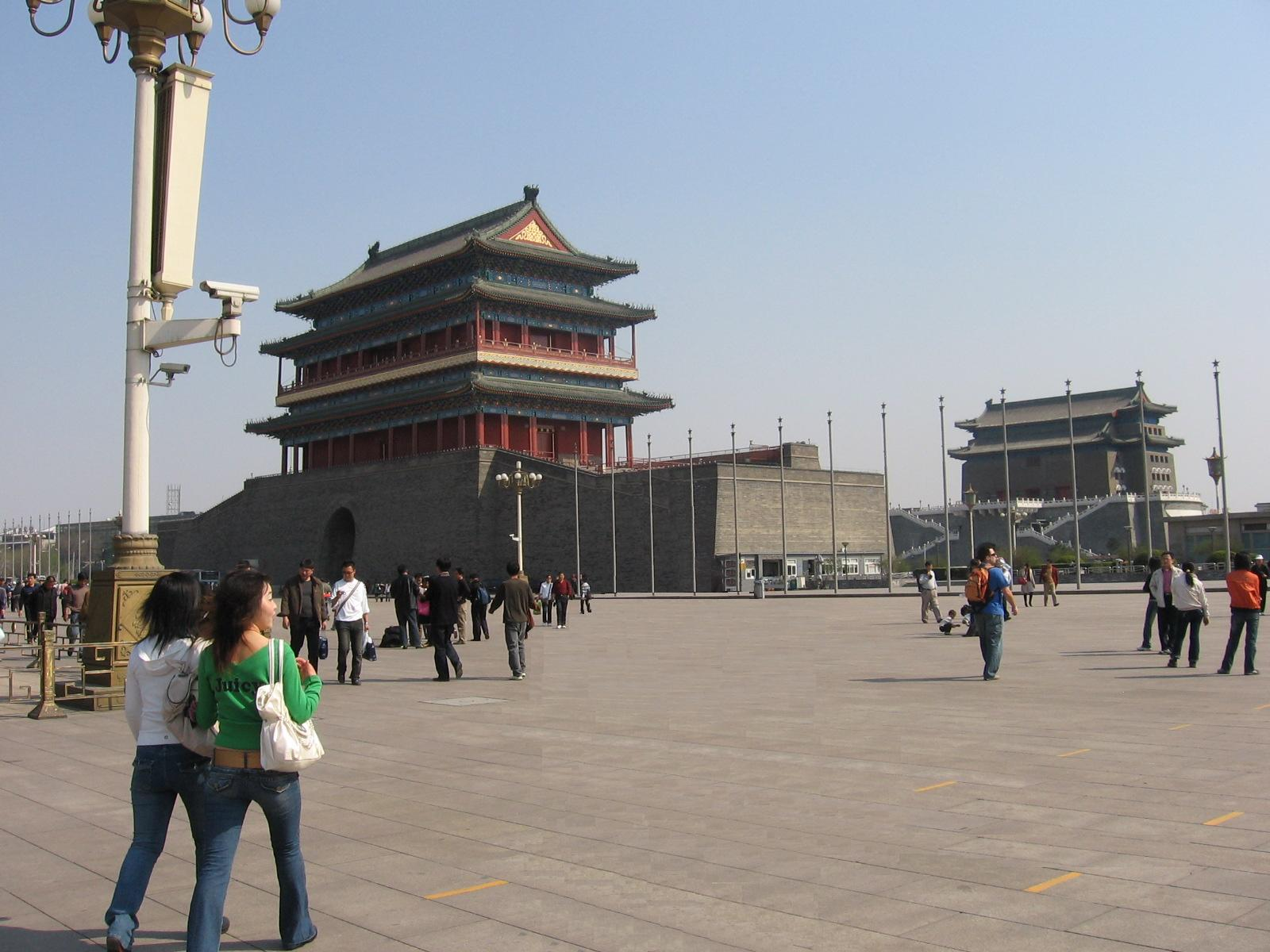
Musées de Pékin

Il existe plus d'une centaine de musées à Pékin. Si la Cité interdite abrite le plus grand musée (musée du Palais) de la capitale en regroupant de nombreuses antiquités chinoises dans les différents palais et bâtiments de la cité, il existe d'autres musées pékinois tels que le musée national de Chine, le musée de la capitale, le musée d'art de Pékin, le musée militaire de la révolution populaire chinoise, le musée géologique de Chine, le musée d'histoire naturelle de Pékin, le musée paléontologique de Chine, la Salle d'exposition de planification, le Rose Museum et le musée de l'imprimerie de Chine.
En plus des musées thématiques, Pékin possède plusieurs mémoriaux dédiés à des personnalités. Le plus célèbre d'entre eux est le mausolée de Mao Zedong sur la place Tiananmen, d'autres personnalités comme Sun Yat-Sen, Cao Xueqin, etc. ont également le leur. Les touristes peuvent également visiter d'anciennes habitations occupées par des personnalités (le prince Gong, Lu Xun, Qi Baishi, Guo Moruo, etc.)

### Sites touristiques et monuments

#### Tronçons de la Grande Muraille de Chine

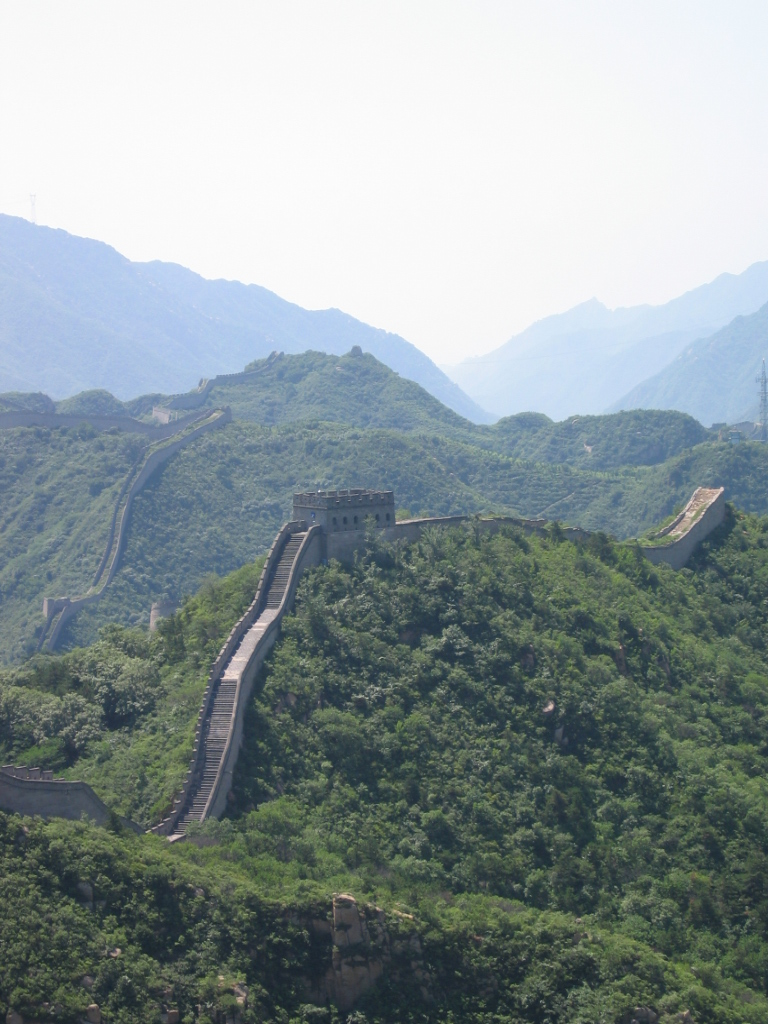
Grande Muraille depuis le site de Badaling.

Longue de 8 851,8 km selon les derniers relevés, la Grande Muraille constitue l'ouvrage le plus important en termes de longueur, surface et masse jamais construit par l'homme. Sa construction interrompue puis reprise selon les dynasties s'étale sur près de vingt siècles. Ce système de fortifications, composé de murs et de tours de défenses, était principalement destiné à protéger la Chine historique des envahisseurs, notamment mongols.
Même si la grande majorité de l'édifice se situe loin de Pékin, il est possible de visiter quelques tronçons de la Grande Muraille qui se trouvent sur le territoire de la municipalité, à quelques dizaines de kilomètres du centre-ville. Des agences organisent chaque jour des voyages en bus vers les sites de Badaling, Mutianyu, Jinshanling ou Simatai. Ces secteurs ont été restaurés afin d'accueillir en toute sécurité les touristes, alors qu'une grande partie de la Grande Muraille n'est pas ouverte au public.
La section de Badaling, sans doute la plus connue de toutes, sera desservie par la LGV Pékin - Zhangjiakou à la gare de Badalingchangcheng Railway Station, prévue pour les Jeux Olympiques d'hiver de 2022.

#### Cité interdite
Construite sous l'ordre de l'empereur Ming Yongle au cours du XVe siècle, la Cité interdite fut la résidence principale des empereurs chinois, jusqu'au début du XXe siècle et la proclamation de la république de Chine. Sa construction dura 14 ans et réquisitionna environ un million d'ouvriers.
Sur une superficie de 72 hectares, ce palais possède selon la légende 9 999 pièces, mais 8 704 en réalité. Les différents bâtiments constituaient les bureaux, jardins et résidences de la cour impériale chinoise. La cité peut être divisée en deux parties : le sud, la cour extérieure, était destiné aux cérémonies et fonctions officielles publiques : le nord, la cour intérieure, était réservée aux habitations de l'empereur et de sa cour.
De nos jours, une fois rénové, le palais est devenu un musée qui conserve les trésors impériaux de la civilisation chinoise ancienne. La Cité interdite a été inscrite au patrimoine mondial de l'humanité en 1987 par l'UNESCO.

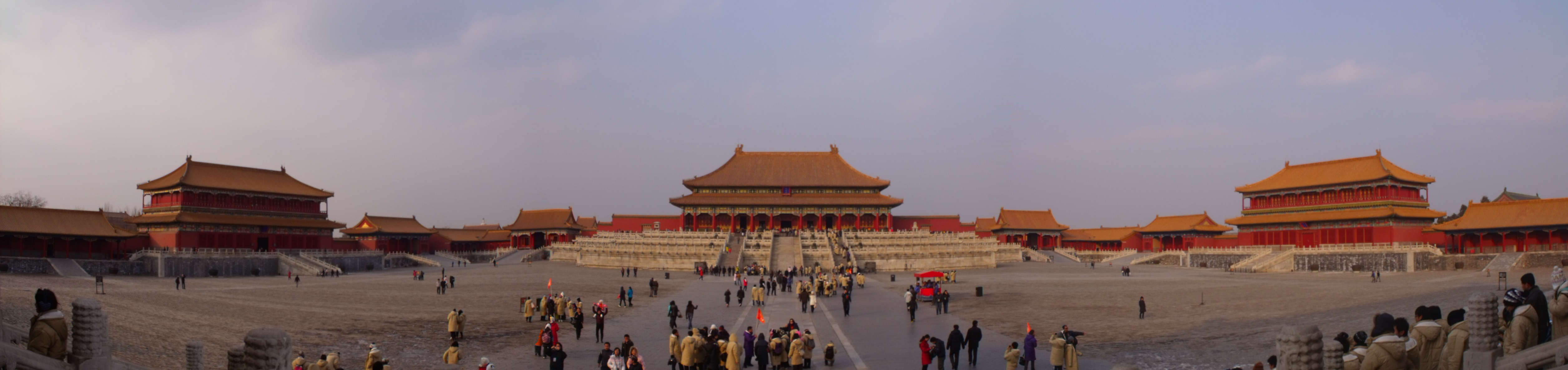
Vue panoramique de la cour extérieure.

#### Place Tian'anmen
Située au sud de la Cité interdite, entre la porte de la Paix Céleste (porte Tian'anmen) et la porte Qianmen, la place Tian'anmen est, avec ses 40 ha, la troisième plus grande place du monde. Au cœur de la ville, elle est entourée de monuments rappelant l'histoire de la Chine : la Cité interdite, la porte Zhengyang donnant accès à la ville impériale, le palais de l'Assemblée du Peuple, le monument aux Héros du Peuple, le mausolée de Mao Zedong et le musée national de Chine. Elle est le lieu privilégié pour toutes les cérémonies officielles (défilé militaire de la fête nationale, etc.). Un important dispositif de sécurité est mis en place autour de la place où l'accès ne se fait que par des checkpoints. La place est également connu pour les contestations qui ont eu lieu dans le passé : manifestations de la place Tiananmen.

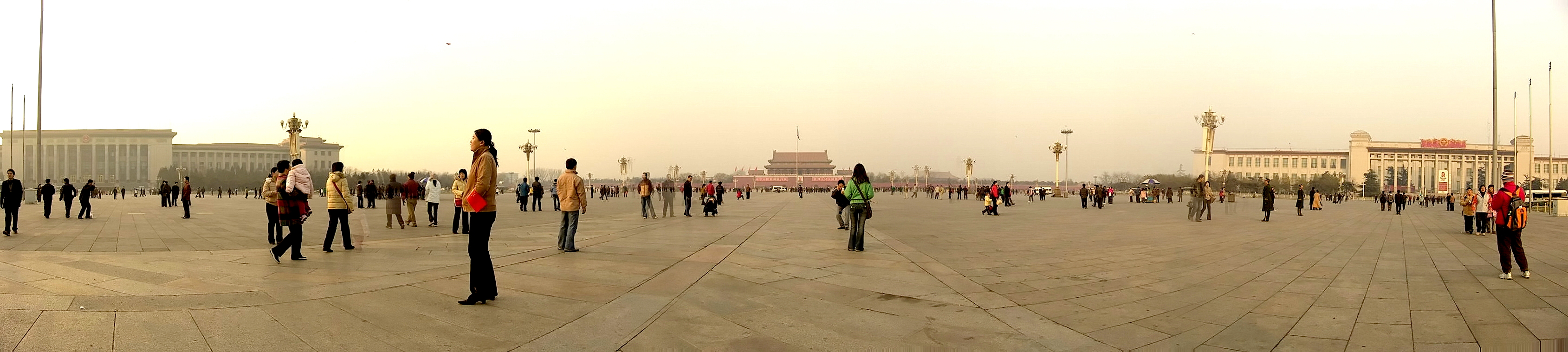
Vue panoramique de la place Tian'anmen

#### Mausolée de Mao Zedong

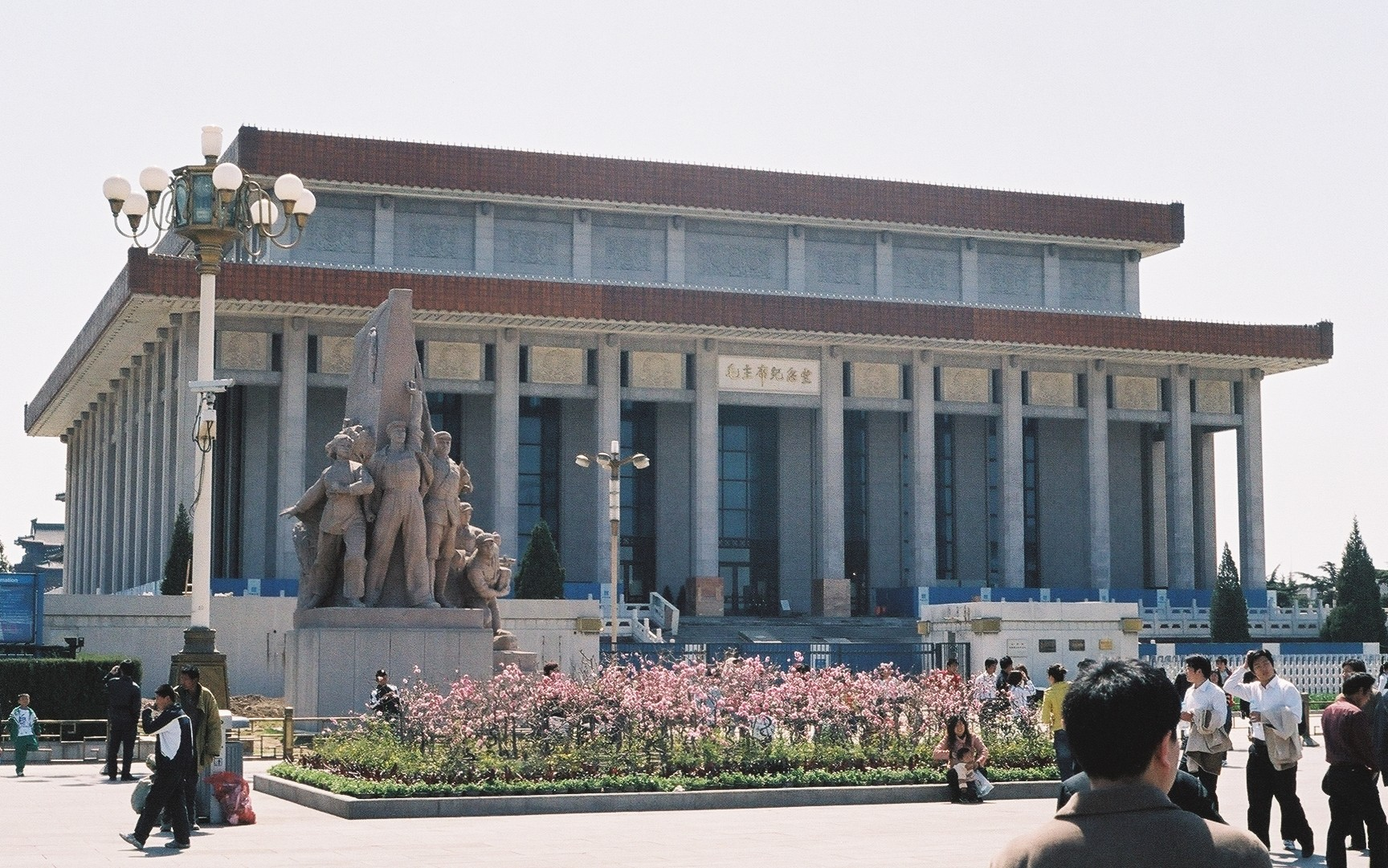
Mausolée de Mao Zedong

Le mausolée de Mao Zedong (毛主席纪念堂 - Máo Zhǔxí Jìniàntáng) est un monument sépulcral où est exposé le corps embaumé du dirigeant chinois Mao Zedong, ancien chef du politburo du Parti communiste chinois à partir de 1943 et président du comité central du PCC de 1945 à sa mort le 9 septembre 1976.
Bien que le dirigeant chinois ait souhaité lui-même être incinéré, il fut décidé peu après son décès de conserver son corps et de lui construire un tombeau monumental en plein milieu de la place Tian'anmen à l'emplacement de l'ancienne porte de Chine qui datait des dynasties Ming et Qing, et qui constituait l'entrée sud de la Cité impériale avec la ville tartare.

#### Temple du ciel
Le Temple du Ciel est un complexe religieux datant du XVe siècle. Construit sous le règne de l'empereur Ming Yongle, il est constitué de plusieurs temples entourés d'un vaste parc, dont les plus importants sont le Hall de prières pour de bonnes récoltes, la Demeure du Seigneur du Ciel (entourée par un mur des échos), la Salle de l'abstinence ou l'Autel du ciel.
Lieu de religion, le Temple du Ciel était fréquenté par l'empereur (le Fils du Ciel) afin de montrer son respect au Ciel. Les cérémonies de sacrifice y étaient très importantes.
Lieu hautement symbolique de la ville de Pékin, le Temple du Ciel a été inscrit par l'UNESCO à la liste du patrimoine mondial en 1998.

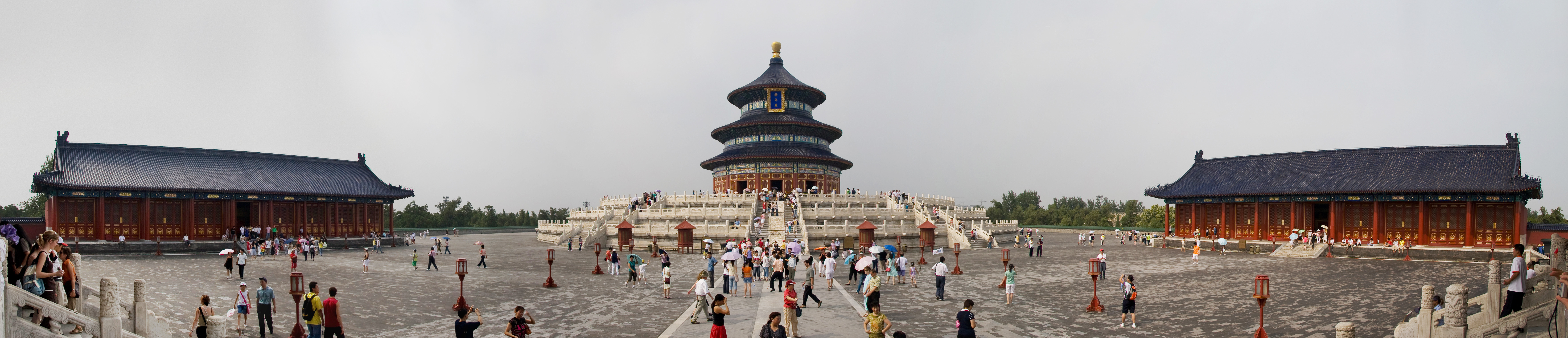
Vue panoramique du Temple du ciel (Hall de prières pour de bonnes récoltes).

#### Temple Zhenjue

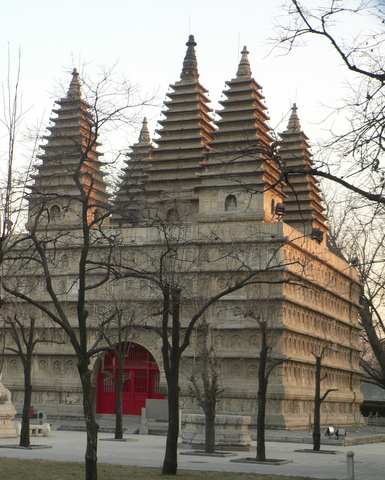
Temple Zhenjue

Le Temple Zhenjue date de la dynastie Ming.

#### Temple de Yonghe

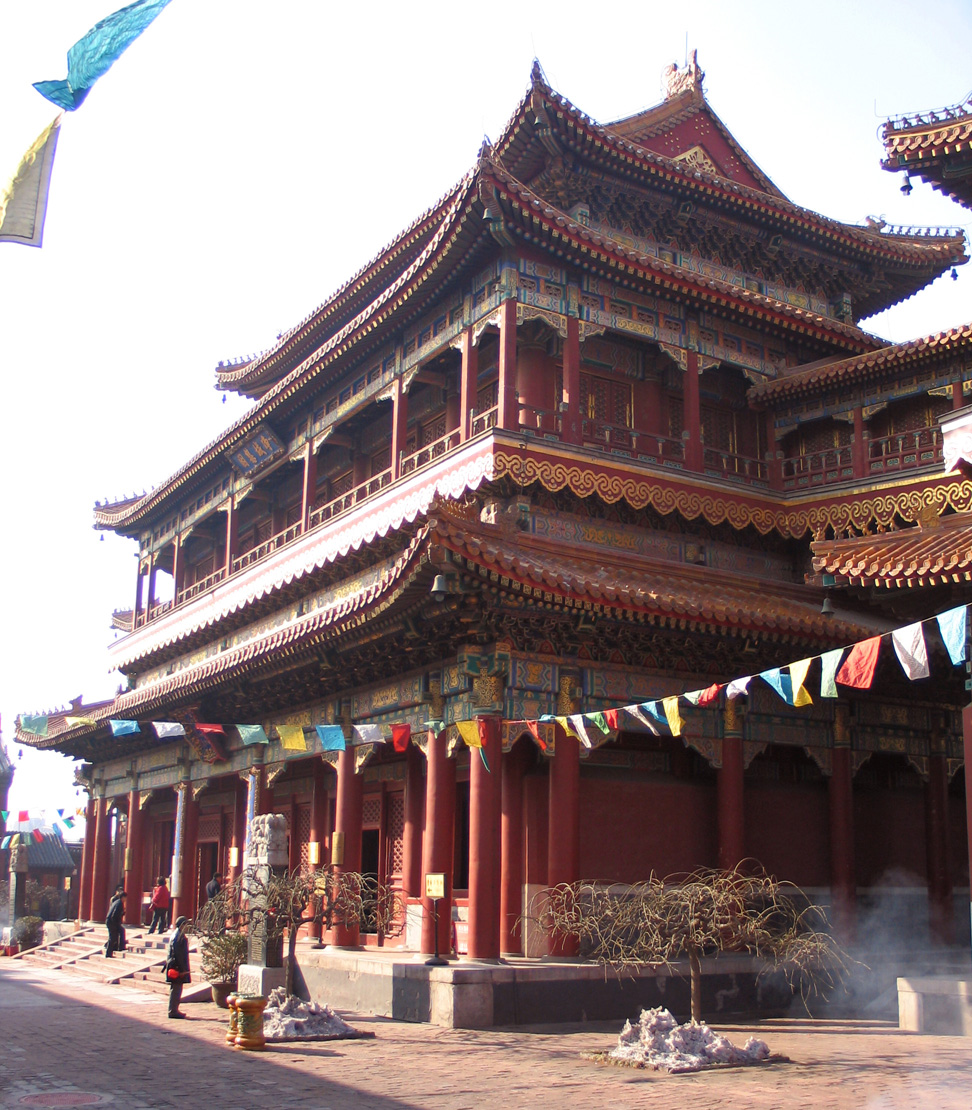
Le pavillon des dix mille bonheurs du temple de Yonghe

Situé au Nord-est de la partie centrale de la ville, le Temple de Yonghe est le plus important temple de bouddhisme tibétain à Pékin. Construit à la fin du XVIIIe siècle, le temple est initialement la résidence officielle des eunuques de l'empereur, avant de devenir une lamaserie en 1722. Sauvé de la révolution culturelle par Zhou Enlai, le temple est ouvert au public depuis 1981, mais reste cependant un monastère toujours en activité et il est possible d'y croiser des moines.

#### Temple de Confucius de Pékin
Ce temple est le deuxième plus grand temple confucéen de Chine après celui de Qufu. Le temple se trouve sur la rue Guozijian, à proximité de l'Académie impériale (Guozijian). La construction du temple débute en 1302, sous la dynastie Yuan, et les hauts dignitaires du régime viennent y révérer Confucius jusqu'en 1911. Son enceinte a été élargie à deux reprises, sous la dynastie Ming puis sous les Qing, et occupe aujourd'hui une surface de 20 000 mètres carrés. De 1981 à 2005, le temple confucéen de Pékin accueille également une partie de la collection d'œuvres d'art du musée de la capitale.

#### Autres points d'intérêts

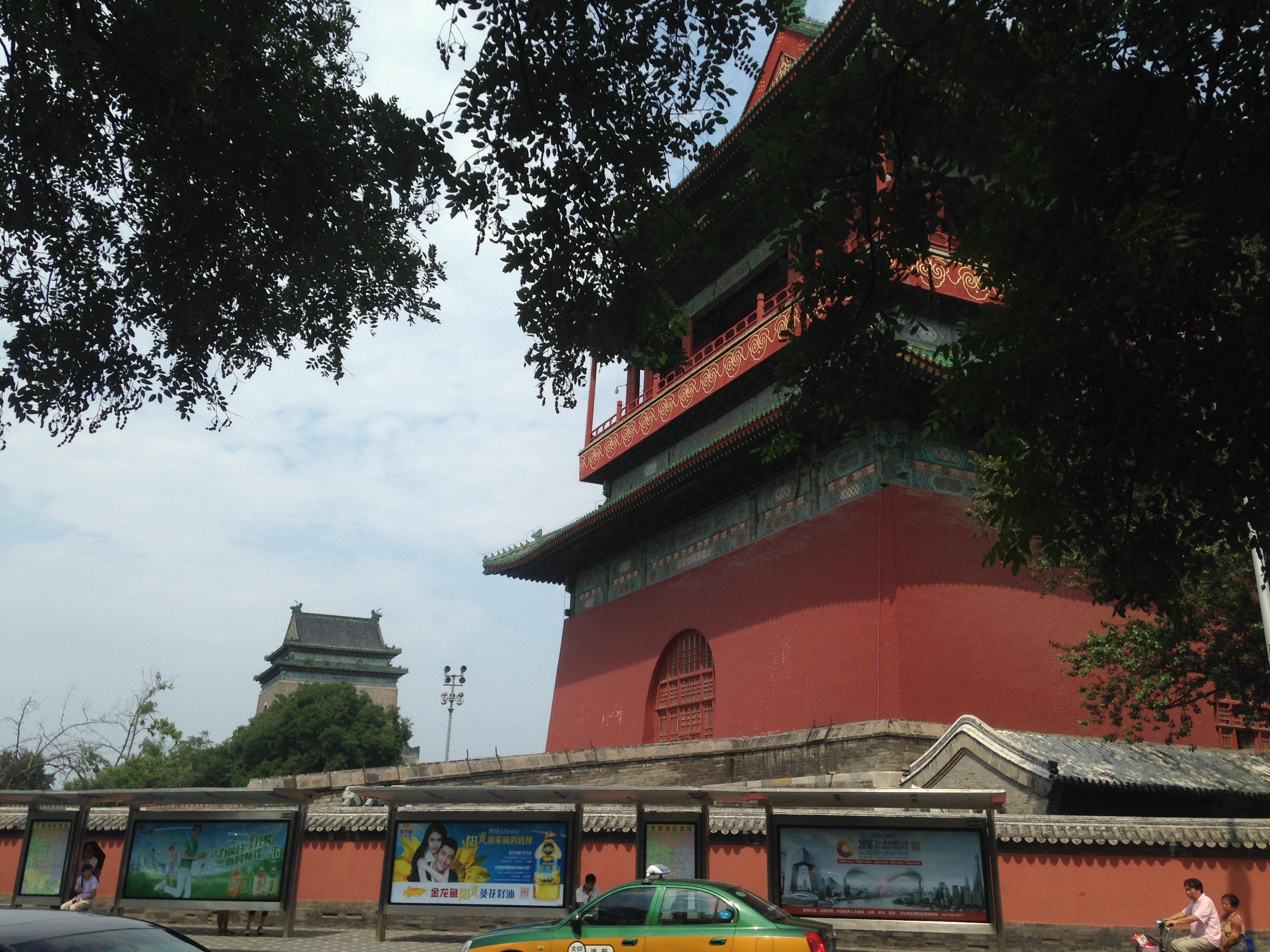
Les deux tours de la cloche et du tambour

Les tours de la cloche et du tambour sont deux tours situées au nord du Pékin historique. Ces édifices avaient pour fonction d'annoncer les heures, jusqu'en 1924, lorsque l'empereur de Chine dut quitter la Cité interdite. La tour de la cloche abrite la plus grande et lourde cloche de Chine, qui pouvait être entendue à une distance de 20 km.
Le palais du prince Gong est une siheyuan traditionnelle constituée de 40 bâtiments et réputée pour son ornementation et son extravagance.
Le Pont Marco Polo est situé à 15 kilomètres de la ville de Pékin et enjambe la rivière Yongding. Il tient son nom de l'évocation que Marco Polo en a faite lors de ses voyages en Chine pendant le XIIe siècle. Il fut également le théâtre de l'incident du pont Marco Polo qui a mené à la seconde guerre sino-japonaise. L'architecture de ce pont en arc est particulièrement connue pour sa balustrade composée de 281 piliers surmontés d'autant de lions en pierre.
En plus de nombreux temples bouddhistes, la métropole chinoise compte certains édifices religieux chrétiens et musulmans. Héritages de la mission jésuite en Chine, la cathédrale de l'Immaculée Conception, Pé-Tang et l'église Saint-Joseph de Wangfujing sont les monuments catholiques les plus remarquables de Pékin. Quant à la mosquée de Niujie, il s'agit de la plus ancienne (996) et la plus grande (6 000 m2) mosquée de Pékin.

### Parcs

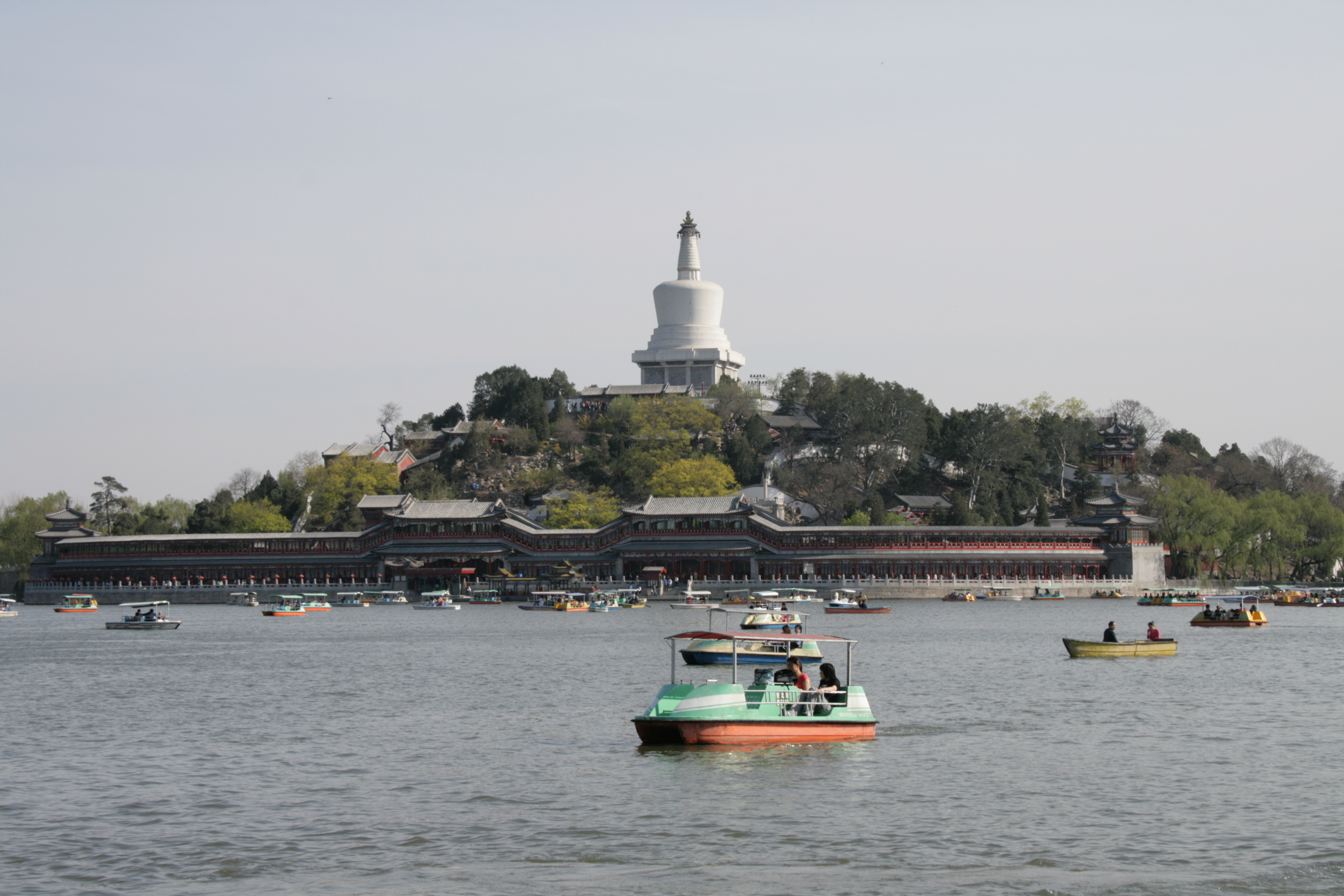
Pagode blanche du Parc Behai

Contrairement à l'idée largement répandue qui assimile Pékin à une mégalopole très polluée et bétonnée, Pékin possède de nombreux parcs au cœur de la ville et dans sa périphérie.
Situé au nord-ouest de la Cité interdite, le parc Beihai s'étend sur 68 ha, dont 39 sont composés d'étendues d'eau. Construit depuis le Xe siècle, il s'agit d'un des parcs les plus anciens et le mieux entretenu, malgré le pillage des nations occidentales au XVIIIe siècle. Au milieu du lac principal (Mer du nord) se trouve une pagode blanche qui domine le parc.
En périphérie de la ville, il est également possible de visiter deux anciennes résidences impériales, qui servaient de refuge à l'empereur pendant les périodes estivales, afin d'échapper aux tumultes et à l'agitation de la capitale. Il s'agit de l'ancien palais d'été et du palais d'été.
L'ancien palais d'été était l'ancienne résidence des empereurs de la dynastie Qing. Ces derniers y menaient les affaires d'État, délaissant la Cité interdite pour les cérémonies formelles. Construit et aménagé sous le règne de différents empereurs, le palais était un parc constitué de nombreux bâtiments de style chinois mais aussi européen. Ainsi, sur plus de 3,5 km2 (8 fois la surface du Vatican), les palais réunissaient la plus grande collection d'antiquités chinoises de l'époque. En 1860, les troupes franco-britanniques pillent le palais et brûlent les bâtiments. La destruction du palais a ensuite continué dans l'histoire, notamment durant la révolution culturelle. Désormais, l'ancien palais d'été représente pour les Chinois le symbole de l'humiliation infligée par les nations occidentales durant les guerres de l'opium et la période colonialiste.

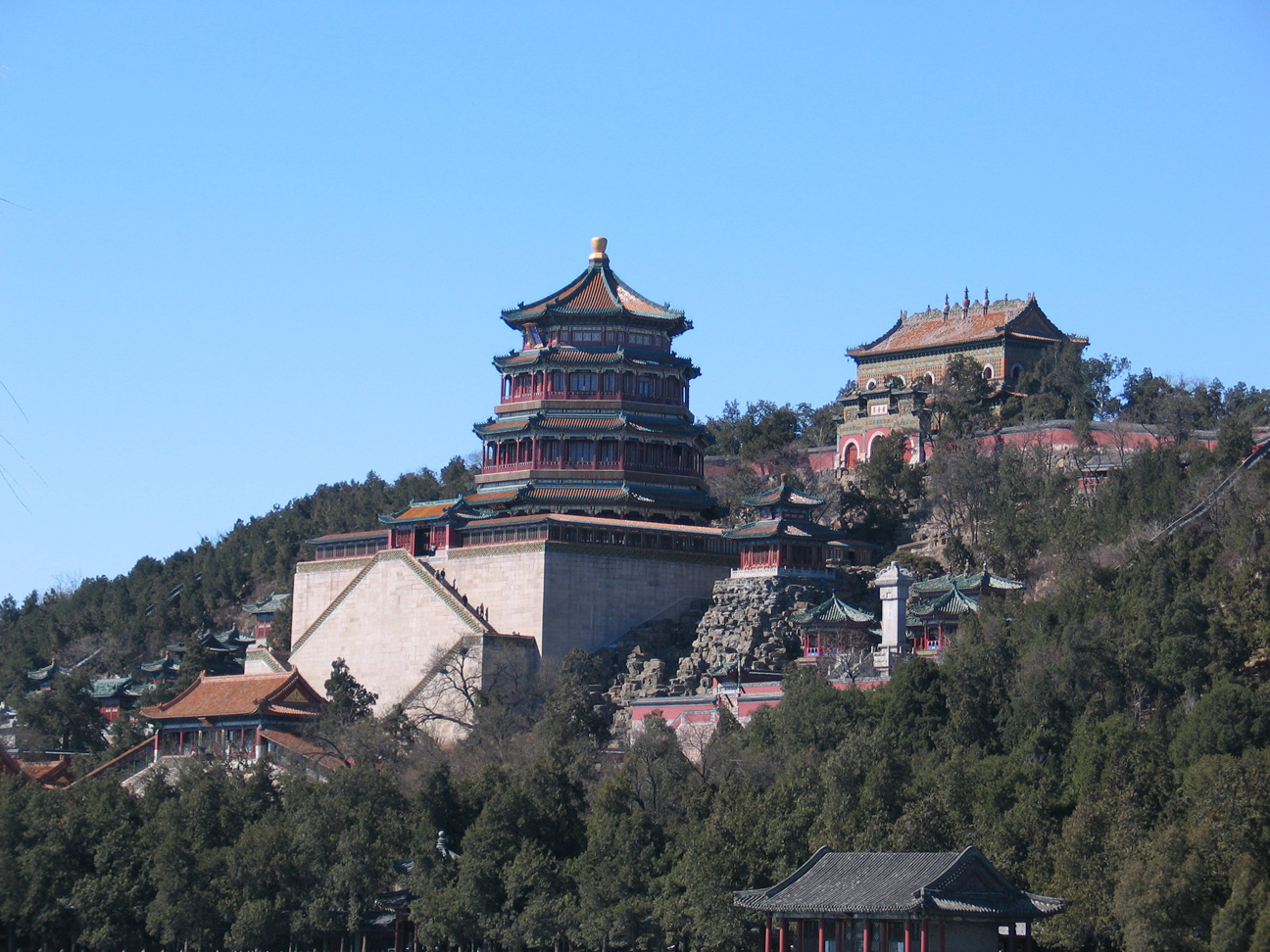
Pavillon des fragrances bouddhiques sur la Colline de la Longévité au palais d'Été

Le palais d'Été est construit non loin de l'ancien palais d'été, sous l'impulsion de l'impératrice Cixi à la fin du XIXe siècle, en réponse à la destruction de l'ancien palais. Sur une surface de 2,9 km2, le palais d'été comporte de nombreux palais et temples, qui représentent 70 000 m2 de constructions. Le parc est principalement dominé par la Colline de la Longévité et le Lac de Kunming. Comme autres curiosités, on y trouve notamment un bateau de marbre, une réplique des rues de la ville de Suzhou ou le Long Corridor (728 m) recouvert de plus de 14 000 peintures.
Le Parc des Bambous Pourpres est situé dans le district de Haidian, au nord-ouest de Pékin.

### Spécialités culinaires
La cuisine pékinoise compte de nombreuses spécialités, mais Pékin est surtout connue pour trois d'entre elles : le canard laqué de Pékin, la fondue chinoise et les jiaozi. Dans la rue, il est fréquent de trouver des Pingtang hulu (冰糖葫芦), sucreries à base de cenelles enrobées d'un glaçage.
Le canard laqué de Pékin est une spécialité servie dans le monde entier. Cependant, la façon de le déguster à Pékin diffère de celle des restaurants chinois à l'étranger. Le canard est laqué puis découpé en petits morceaux. Certains restaurants haut de gamme proposent même la découpe du canard devant le client, selon ses préférences, la peau croustillante étant séparée du reste de la viande. Il est ensuite servi avec des galettes dans lesquelles on roule la viande trempée préalablement dans de la sauce et de l'oignon vert. Le plat peut également être accompagné d'un bouillon préparé à partir de la carcasse de l'animal, et d'autres plats utilisant les abats.
La fondue chinoise est un plat qui consiste à faire cuire dans de l'eau bouillante de la viande coupée en fines lamelles, du poisson, des légumes et des pâtes. Le tout est accompagné de sauces diverses. À l'origine, la marmite centrale était chauffée avec des braises de charbon, mais pour des raisons économiques, cette tradition ne perdure plus dans la plupart des restaurants. C'est un dispositif électrique qui joue maintenant ce rôle.
Les jiaozi sont les ancêtres des raviolis italiens. À l'étranger, ils sont connus sous le nom de ravioli chinois. La pâte de jiaozi est fabriquée à partir de farine de blé et d'eau. Il existe de nombreuses variantes de la farce (viande, poisson, légumes), mais la recette la plus populaire dans le Nord de la Chine consiste à faire une farce de viande de porc hachée avec de la ciboule chinoise, de l'œuf et des assaisonnements (vin de cuisine, sauce de soja aux champignons). Les jiaozi peuvent être dégustés directement ou accompagnés de vinaigre doux. Selon les régions, il est possible de mélanger au vinaigre de la sauce soja et/ou de la sauce pimentée. Les jiaozi sont traditionnellement bouillis dans de l'eau, mais ils peuvent être frits ou sautés.

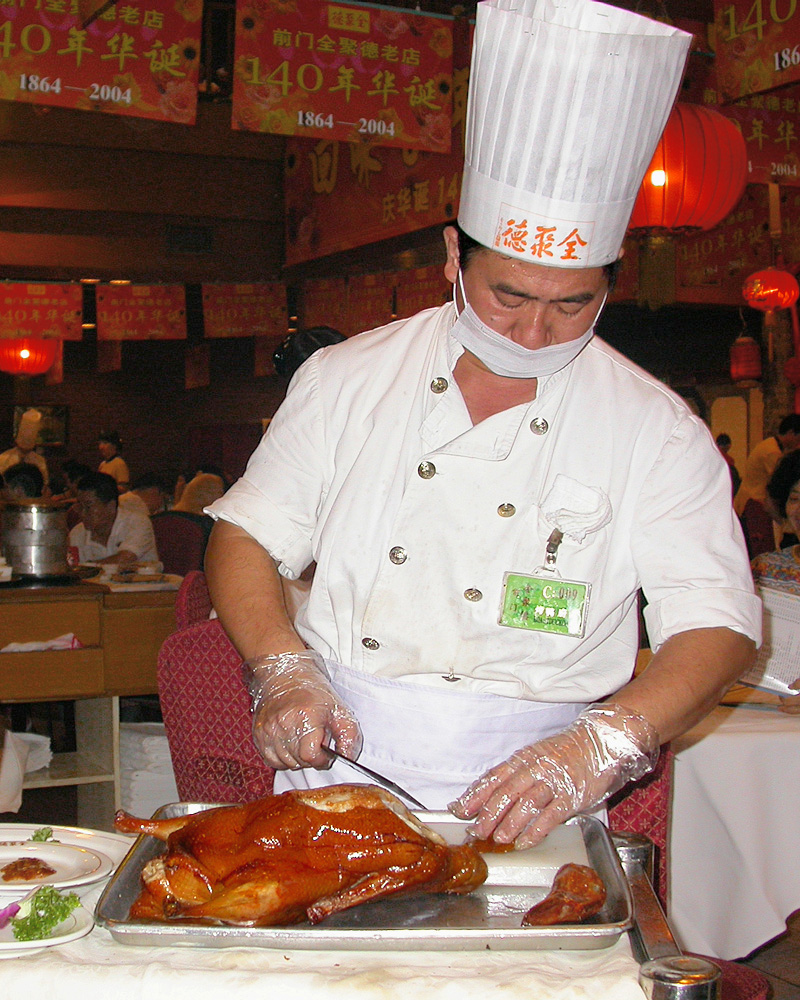
Découpe du canard laqué de Pékin dans un restaurant
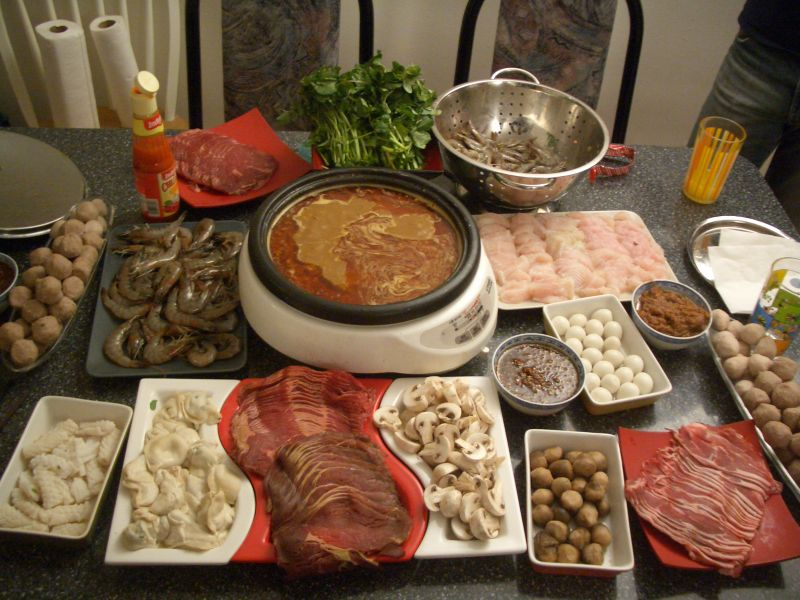
Fondue chinoise
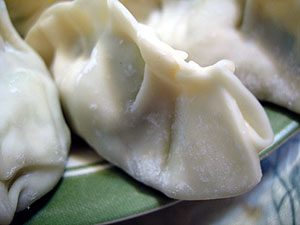
Jiaozi (avant cuisson)

## Transports
Avec la croissance de la ville due aux réformes économiques, Pékin est devenu l'un des pôles de transports le plus important de la république populaire de Chine, et même de l'est de l'Asie. Autour de la ville, on compte 5 anneaux périphériques, 9 voies rapides, 11 autoroutes nationales, 7 lignes ferroviaires et deux aéroports internationaux.

### Transport aérien
Pékin possède deux grands aéroports internationaux. Les autres aéroports de Pékin sont Nanyuan, Liangxiang, Xijiao, Shahe et Badaling, mais ces aéroports sont principalement destinés à des usages militaires et sont moins connus du public. Nanyuan servait à une seule compagnie commerciale, China United Airlines, qui a fermé ses portes lors de l'inauguration du nouvel aéroport de Daxing.

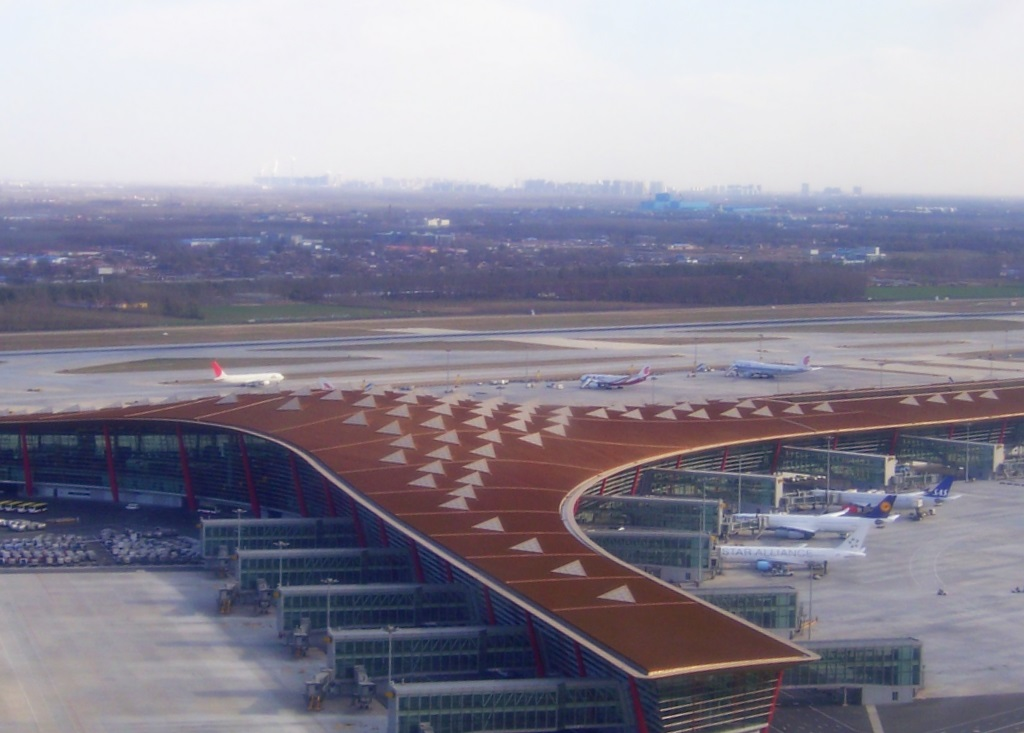
Vue aérienne du Terminal 3 de l'aéroport international de Pékin

Le principal aéroport de Pékin est l'aéroport international de Pékin-Capitale, situé à environ 20 km au nord-est de la ville. Après les rénovations pour les Jeux olympiques d'été de 2008, l'aéroport comporte trois terminaux, dont le terminal 3, qui est le plus vaste terminal au monde.
Soixante-treize millions de voyageurs sont passés par l'aéroport international de Pékin en 2010, ce qui en fait l'aéroport le plus fréquenté de Chine et le second du monde, derrière Atlanta. La plupart des vols intérieurs et les vols internationaux courts partent de l'aéroport international, qui est le hub principal pour Air China. L'aéroport est desservi par une autoroute qui le met à 40 minutes environ du centre de la ville. Pour les Jeux olympiques, une seconde autoroute ainsi qu'une ligne ferroviaire liée au métro ont été mises en service.

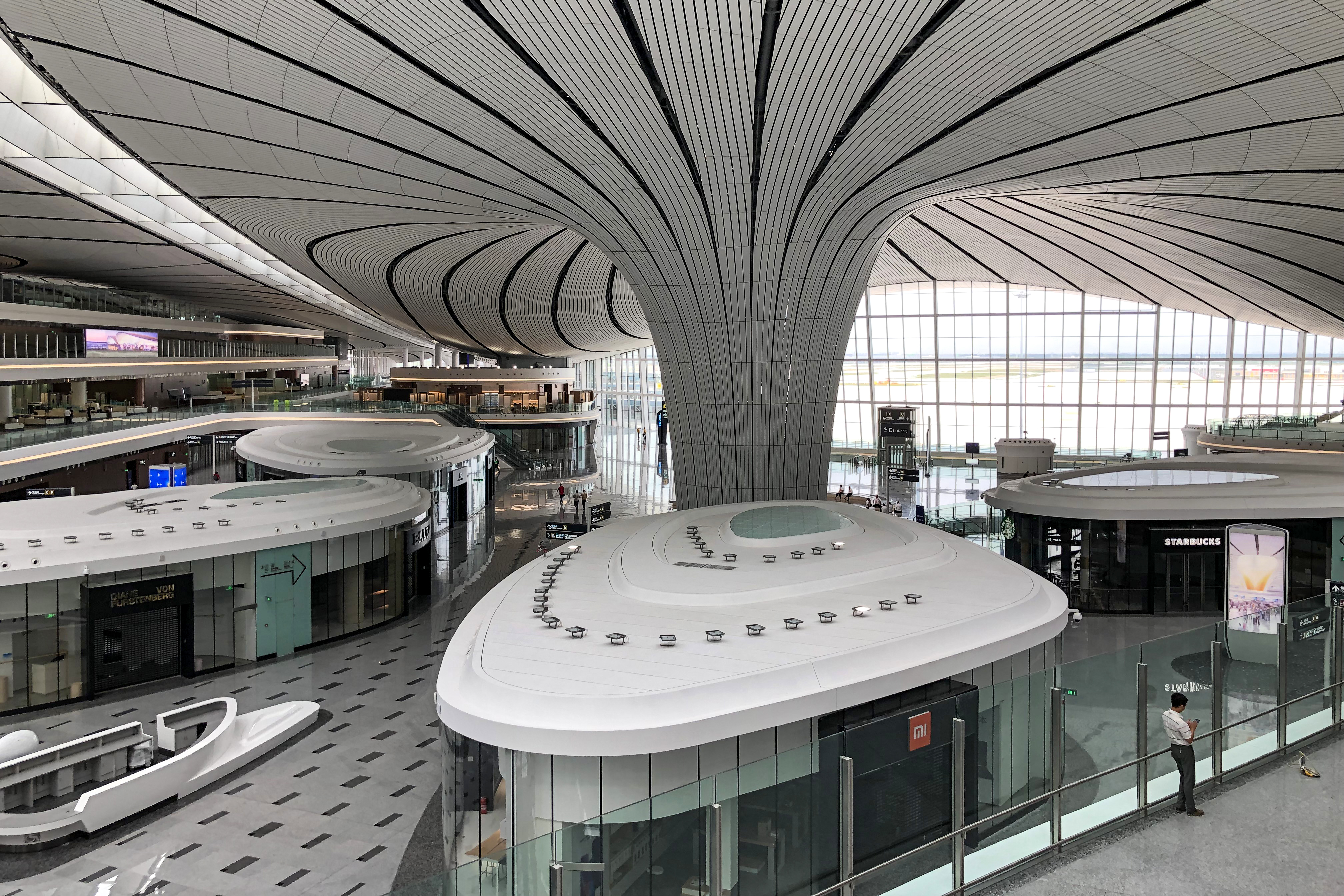
Vue sur le terminal de l'aéroport de Daxing

Le nouvel aéroport international de Pékin-Daxing, inauguré le 25 septembre 2019, est le deuxième aéroport international de Pékin avec le terminal le plus grand au monde en surface. Il remplace l'aéroport de Nanyuan, le premier aéroport chinois.
Les compagnies de l'alliance Skyteam ainsi que China United Airlines, seront transférés vers le nouvel aéroport de Daxing. La construction du nouvel aéroport vise à désengorger l'aéroport de Pékin-Capitale et va permettre la desserte de la région Pékin-Tianjin-Hebei (Jing-jin-ji), incluant la nouvelle zone de Xiong'an.

### Transport ferroviaire

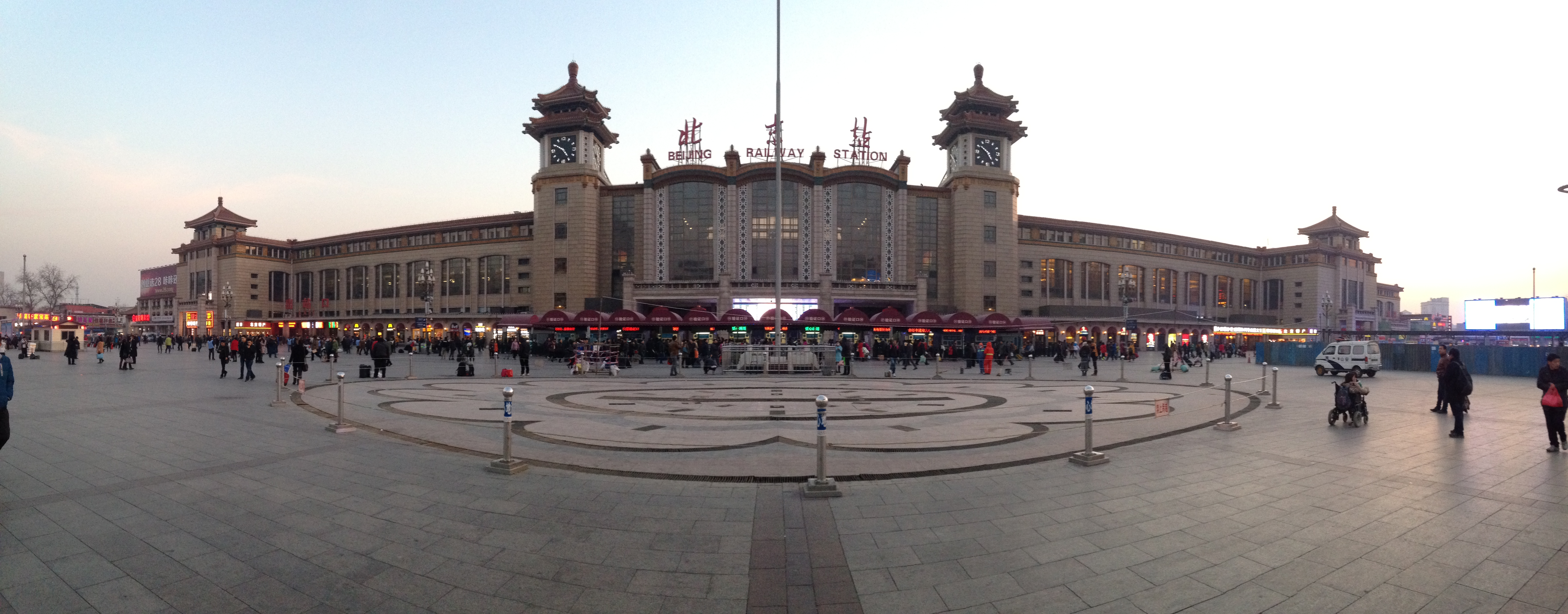
Gare de Pékin
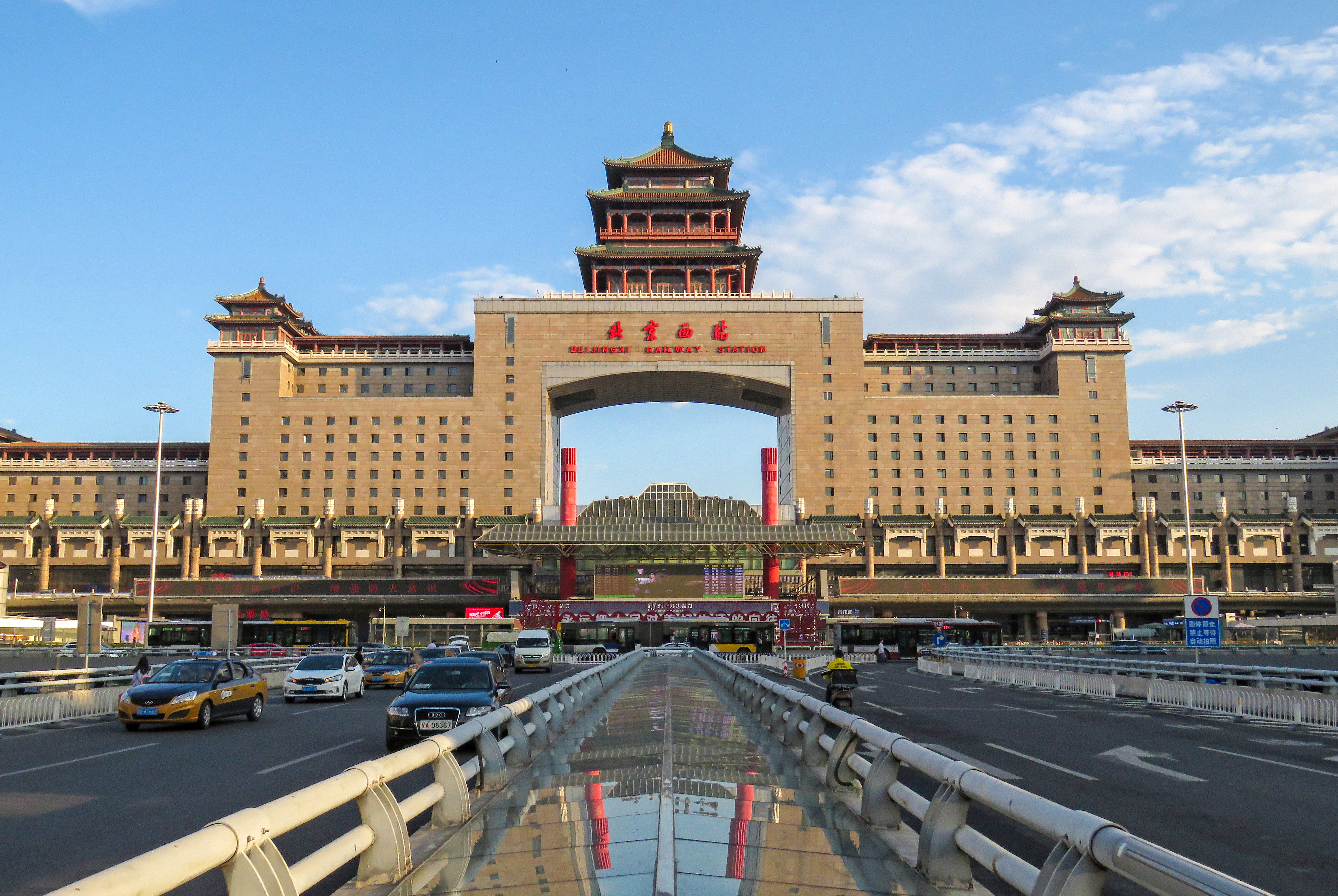
Gare de Pékin-Ouest
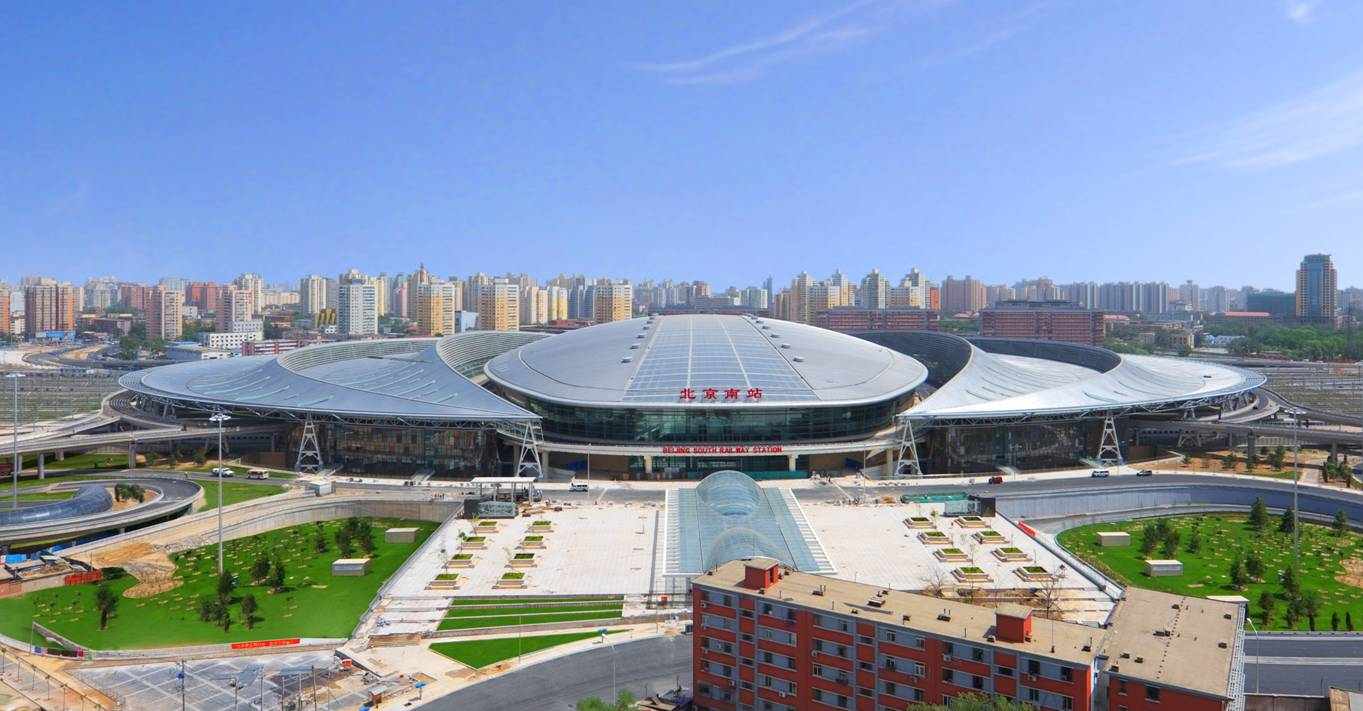
Gare de Pékin-Sud
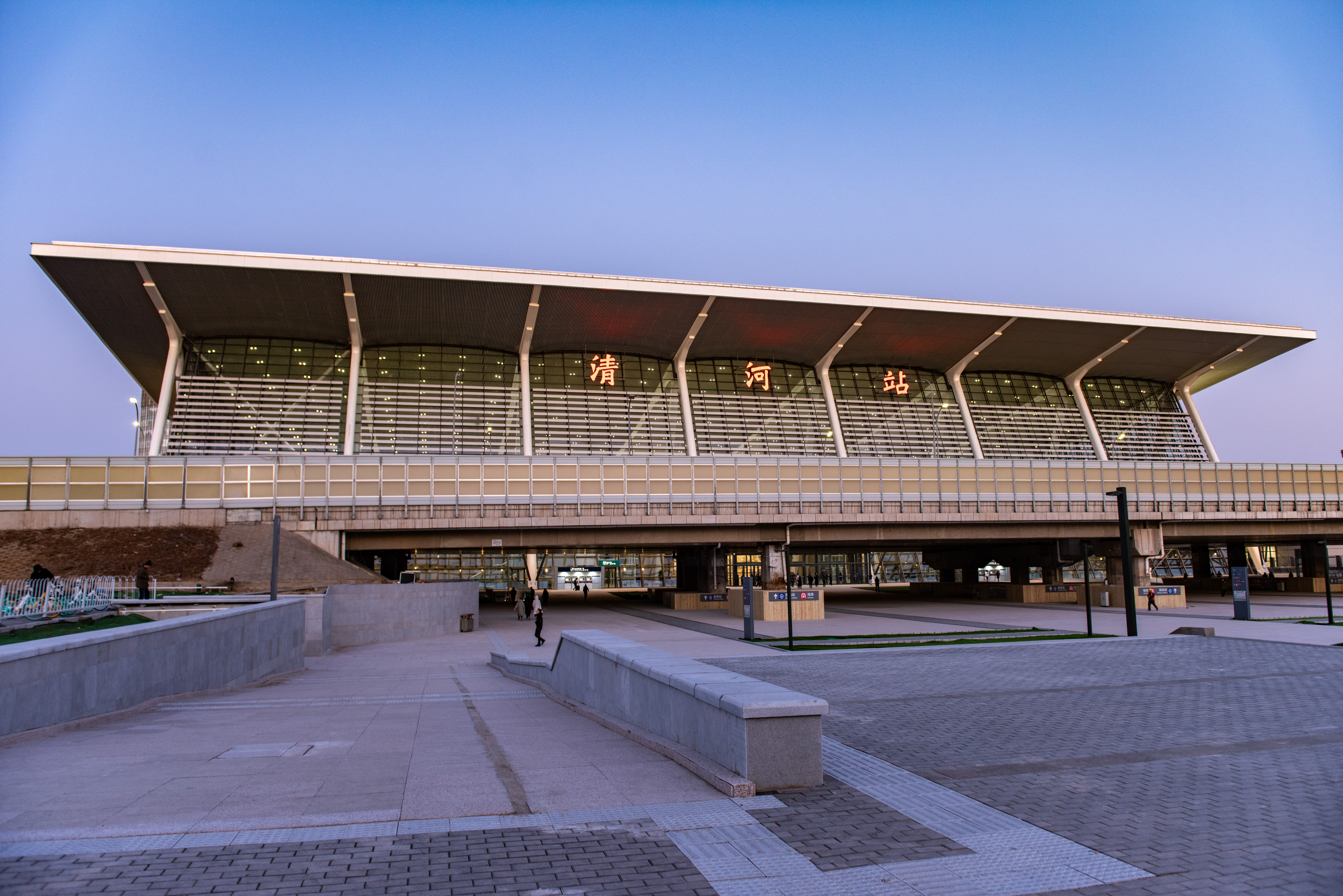
Gare de Qinghe
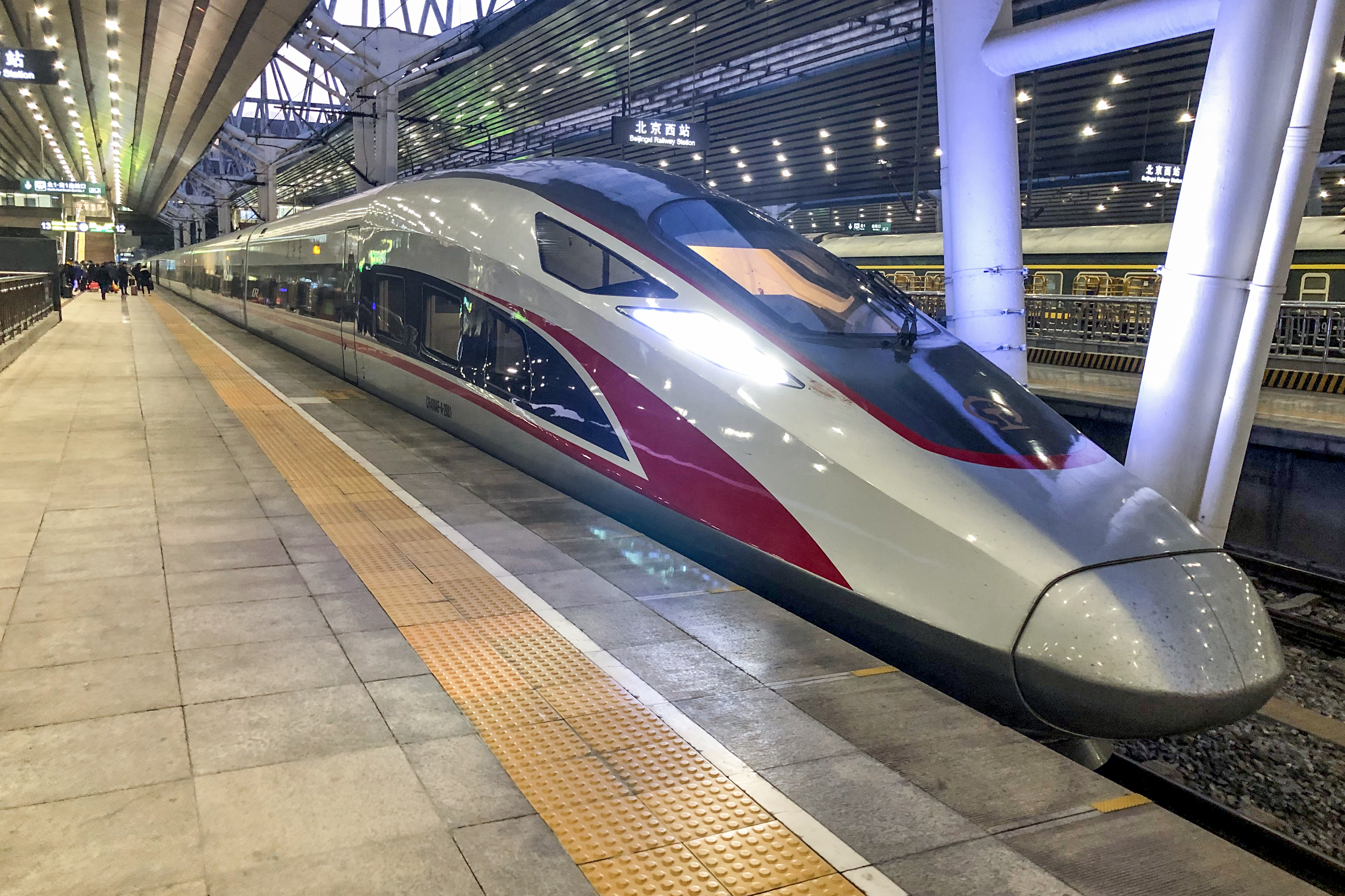
Un train Fuxing CR400

Pékin est depuis longtemps l'un des plus importants centres ferroviaires en Chine avec de nombreuses gares principales en direction de toute la Chine :
- Gare de Pékin, la plus ancienne, accueillant principalement les trains classiques et quelques trains à grande vitesse vers le nord-est de la Chine : Qinhuangdao, Shenyang, Harbin.
- Gare de Pékin-Ouest, grande gare mixant les lignes classiques et les lignes à grande vitesse vers le milieu et le sud-ouest de la Chine : Zhengzhou, Wuhan, Changsha, Guangzhou, Shenzhen, Hong Kong (LGV Pékin - Canton).
- Gare de Pékin-Sud, pôle majeur des lignes à grande vitesse vers le sud-est de la Chine : Tianjin, Qingdao, Nanjing, Shanghai (LGV Pékin - Tianjin, LGV Pékin - Shanghai).
- Gare de Pékin-Nord, pour les trains en direction de la Mongolie-Intérieure, gare terminus de la ligne classique et la LGV Pékin - Zhangjiakou, construit notamment pour les Jeux Olympiques d'hiver de 2022.
- Gare de Pékin-Fengtai, gare terminus pour désengorger Pékin-Ouest (LGV Pékin - Canton) ;
- Gare de Pékin-Chaoyang, gare terminus vers le nord-est (LGV Pékin - Shenyang)

Selon le réseau national des chemins de fer, les grandes lignes sont organisées en étoile autour de Pékin. Des lignes ferroviaires partent en direction de toutes les grandes villes de Chine. Les trains de voyageurs en Chine sont numérotés en fonction de leur direction par rapport à Pékin.
Pékin accueille également des lignes internationales en provenance de Mongolie, Russie, Viêt Nam et Corée du Nord.
Plusieurs autres gares urbaines absorbent le trafic régulier de voyageurs : la gare de Pékin-Est, la gare de Qinghe, et d'autres gares plus petites. Il existe également d'autres gares desservant des zones suburbaines.

### Transport en commun

#### Métro de Pékin

Évolution du réseau de métro.

C'est à Pékin qu'a ouvert la première ligne de métro chinoise, en 1971. Le métro de Pékin ne comptait que deux lignes jusqu'à l'inauguration de la ligne 13 en 2002. Depuis, le métro s'est étendu avec 22 lignes en activité. Il constitue en 2021, un réseau de plus de 783 kilomètres de voies, soit le deuxième réseau en taille du pays, derrière celui de Shanghai.
Depuis 2015, le prix du ticket varie en fonction de la longueur du trajet. Avant 2015, ce ticket coûtait 2 yuans et permettait un nombre illimité de changements, à l'exception de la ligne express de l'aéroport, qui coûte 25 yuans par voyage. Pékin recense environ 700 lignes de bus et tramways, dont trois routes de transit rapide pour les bus. Il est possible d'utiliser la carte Yikatong dans tous les transports en commun. Cette carte utilise la technologie RFID pour être détectée dans les stations de métro et les arrêts de bus.

#### Taxis
On peut trouver des taxis enregistrés dans toute la ville, même si de nombreux taxis non officiels existent également. En juin 2008, le prix de la course dans les taxis légaux commençait à 10 yuans pour les 3 premiers kilomètres puis 2 yuans par kilomètre supplémentaire. Après 15 kilomètres, la course est majorée de 50 % sur l'ensemble des kilomètres parcourus. Entre 23 h et 5 h du matin, la course est majorée de 20 %, commençant à 11 yuans et 2,4 yuans le kilomètre supplémentaire. Les courses de plus de 15 km entre 23 h et 5 h sont doublement majorées de 80 % (120 % × 150 % = 180 %). La plupart des taxis sont des modèles Hyundai Elantra, Hyundai Sonata, Peugeot Citroën et Volkswagen Jetta.

#### Vélos en libre-service

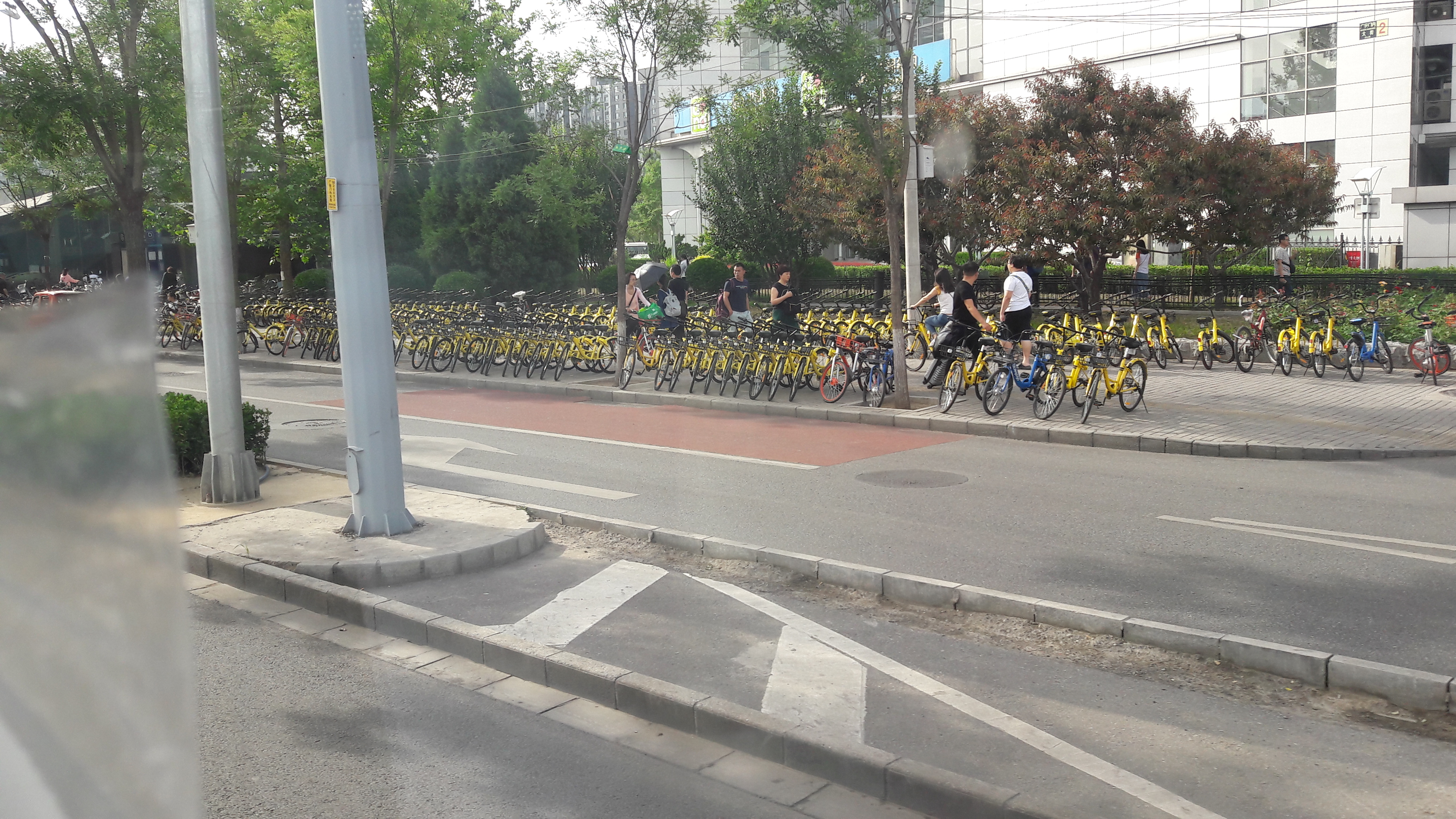
Vélos en libre service sans borne, à Pékin, près d'une station de métro.

Si, en 2017, un réseau de stations de vélos en libre-service était en place depuis plusieurs années, des nouveaux réseaux de vélos, sans bornes, attachés uniquement par leur propre cadenas, dévérouillables par internet, via un QRcode se sont mis en place. Il est ainsi possible de prendre un vélo dans les nombreuses stations en comportant des ensembles de quelques dizaines à quelques centaines, et de les déposer où l'on désire, sur n'importe quel trottoir. Du fait de leur très grand nombre, cela rend également très aisée la prise d'un vélo à n'importe quel endroit de la ville. On retrouve également les vélos de ces compagnies utilisant ce principe, entre autres à Tianjin et Nanchang. Il y a principalement quatre compagnies à Pékin que l'on distingue par les couleurs des vélos, jaunes, bleus, orange, ou verts.
Ce nouveau service correspond à la quatrième exposition internationale de bicyclette et d’extérieur de 2017 et la fête des bicyclettes d’extérieur,.

### Transport routier

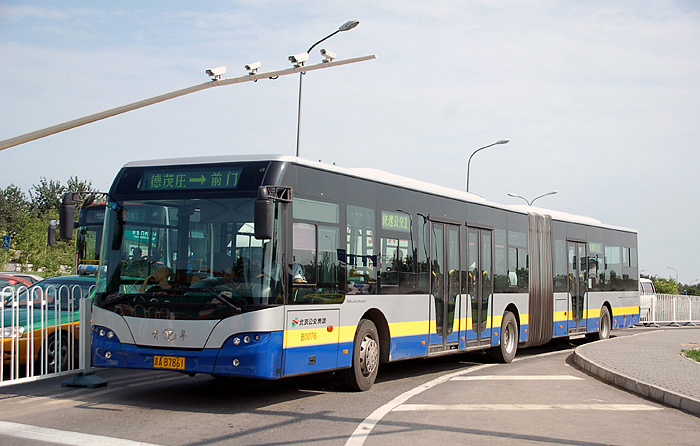
Bus articulé à Pékin sur la ligne express 1

De nombreuses voies rapides sillonnent Pékin. Une des particularités du réseau routier urbain est la présence de cinq boulevards périphériques concentriques autour du centre-ville.
Pékin est connecté par des autoroutes à toute la Chine en tant que partie du tronc du réseau routier national. La capitale compte cinq boulevards périphériques concentriques autour du centre-ville et 11 autoroutes nationales. Les périphériques ont une forme plutôt rectangulaire que circulaire. Héritage de la Chine ancienne, la plupart des routes à Pékin sont dirigées selon les points cardinaux.

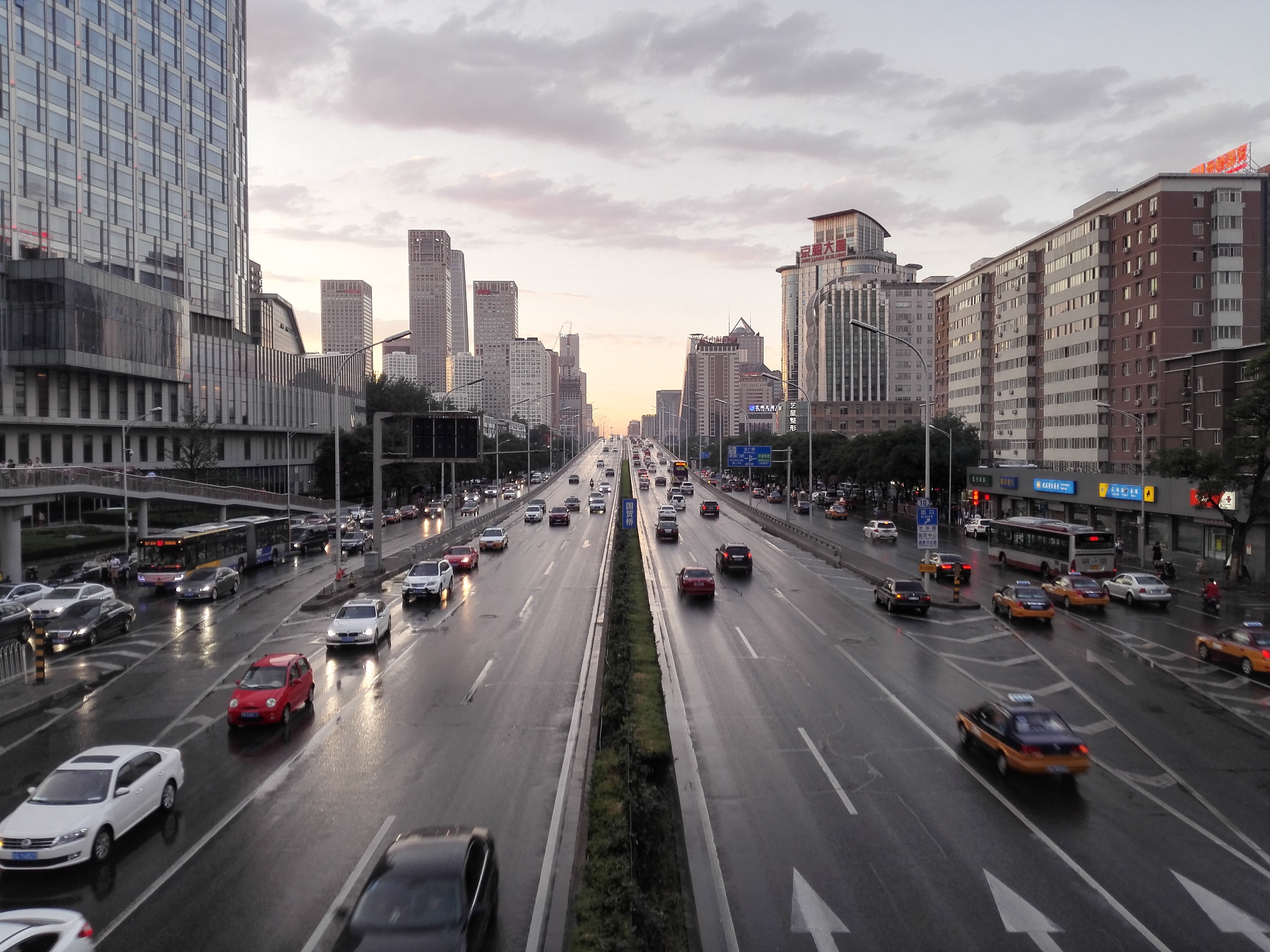
Vue sur le 3e périphérique, à la hauteur du quartier d'affaires de Guomao

Le trafic urbain dans Pékin est dépendant de cinq boulevards périphériques qui entourent successivement la ville et dont le centre est marqué géographiquement par la Cité interdite :
- Le premier boulevard périphérique n'est pas officiellement défini, correspondant plus exactement aux remparts de la Cité interdite.
- Le second périphérique est localisé dans le centre-ville de Pékin et constitue une boucle artère, saturé à longueur de la journée.
- Le troisième périphérique marque plus ou moins la limite entre la ville et sa banlieue, également très fréquenté.
- Le quatrième périphérique est plus éloigné du centre, il relie les zones résidentielles moins denses au quartier universitaire de Pékin (Université de Pékin, Université de Tsinghua) et le Parc olympique de Pékin.
- Les boulevards périphériques ressemblent de plus en plus à des autoroutes en s'éloignant de centre, les périphériques 5 et 6 étant d'ailleurs des autoroutes municipales.

Les autoroutes menant au reste de la Chine sont généralement accessibles à partir du troisième boulevard périphérique, formant comme une toile d'araignée.
L'un des plus grands soucis de la circulation de Pékin réside dans ses embouteillages, bien que ces dernières années, des systèmes de transport intelligents aient été mis en œuvre dans de nombreux domaines pour tenter d'atténuer le phénomène. La circulation dans le centre-ville est souvent engorgée, surtout aux heures de pointe. Même en dehors des heures de pointe, plusieurs routes sont toujours obstruées par le trafic. Les routes de la région urbaine périphérique et les grands axes, particulièrement près de l'avenue Chang'an, sont généralement cités comme des zones de congestion élevée.
Depuis 2008, la ville met en place des voies de bus qui ne peuvent être empruntées que par des bus.
L'avenue de Chang'an (littéralement Rue de la Paix éternelle) traverse le centre de Pékin en passant par la place Tian'anmen. Il s'agit de l'axe principal ouest-est traversant la ville.

## Honneur
L'astéroïde (2045) Pékin est nommé en son honneur.

## Jumelages
La ville de Pékin est jumelée ou a signé des accords de partenariat avec de nombreuses villes dans le monde :
- Téhéran, Iran (1979)
- Tokyo, Japon (1979)
- Milan, Italie (1979)
- Belgrade, Serbie (1980)
- New York, États-Unis (1980)[100]
- Lima, Pérou (1983)
- Washington, États-Unis (1984)[101]
- Madrid, Espagne (1985)
- Rio de Janeiro, Brésil (1986)
- Paris, France (1987)
- Cologne, Allemagne (1987)
- Alger, Algérie (1989)
- Amman, Jordanie (1990)
- Ankara, Turquie (1990)
- Le Caire, Égypte (1990)
- Islamabad, Pakistan (1992)
- Jakarta, Indonésie (1992)
- Riga, Lettonie[102]
- São Paulo, Brésil[103]
- Bangkok, Thaïlande (1993)
- Buenos Aires, Argentine (1993)
- Kiev, Ukraine (1993)
- Séoul, Corée du Sud (1993)
- Amsterdam, Pays-Bas (1994)
- Berlin, Allemagne (1994)
- Bruxelles, Belgique (1994)
- Hanoï, Viêt Nam (1994)
- Moscou, Russie (1995)
- Gauteng, Afrique du Sud (1998)
- Rome, Italie (1998)
- Ottawa, Canada (1999)
- Canberra, Australie (2000)[104]
- Athènes, Grèce (2005)
- Bucarest, Roumanie (2005)
- Budapest, Hongrie (2005)
- La Havane, Cuba (2005)
- Manille, Philippines (2005)
- Addis-Abeba, Éthiopie (2006)
- Astana, Kazakhstan (2006)
- Helsinki, Finlande (2006)
- Londres, Royaume-Uni (2006)
- Tel Aviv-Jaffa, Israël (2006)
- Wellington, Nouvelle-Zélande (2006)
- Lisbonne, Portugal (2007)
- Tirana, Albanie (2007)[105]
- Doha, Qatar (2008)
- Santiago, Chili (2008)
- Mexico, Mexique
- Kuala Lumpur, Malaisie
- Dublin, Irlande (2011)
- Province de Forlì, Italie (2012)

## Galerie photographique

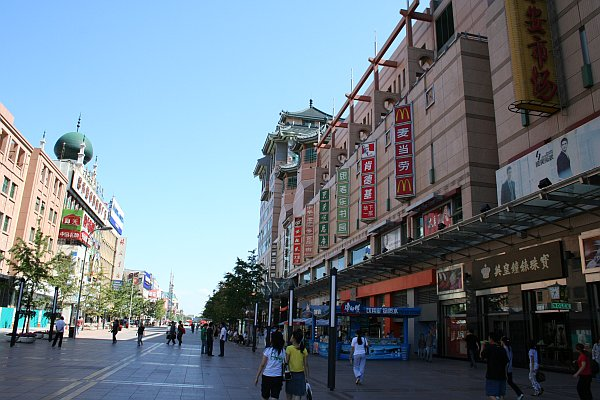
Wangfujing, une grande rue commerciale
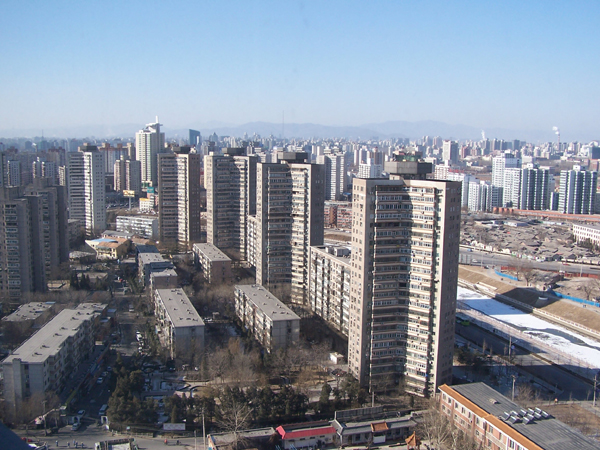
Quartier résidentiel dans le district de Chaoyang
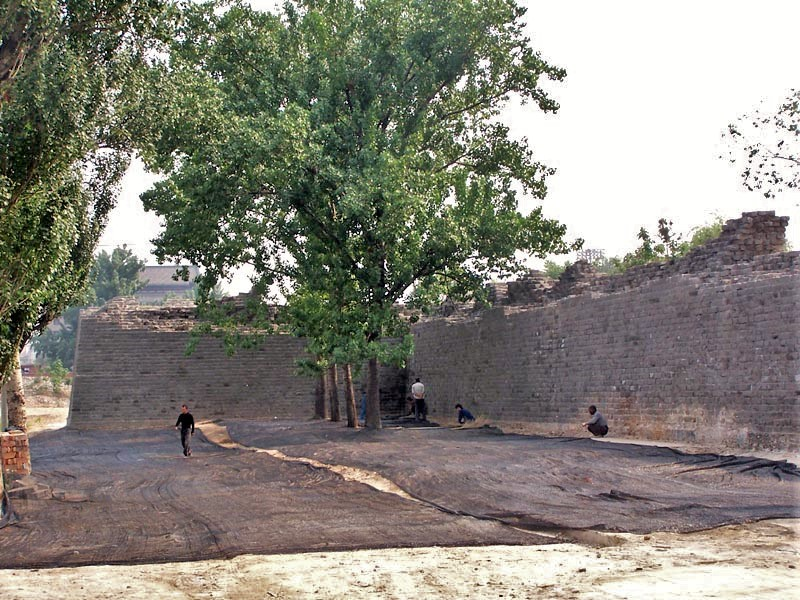
Restes des anciennes fortifications de Pékin
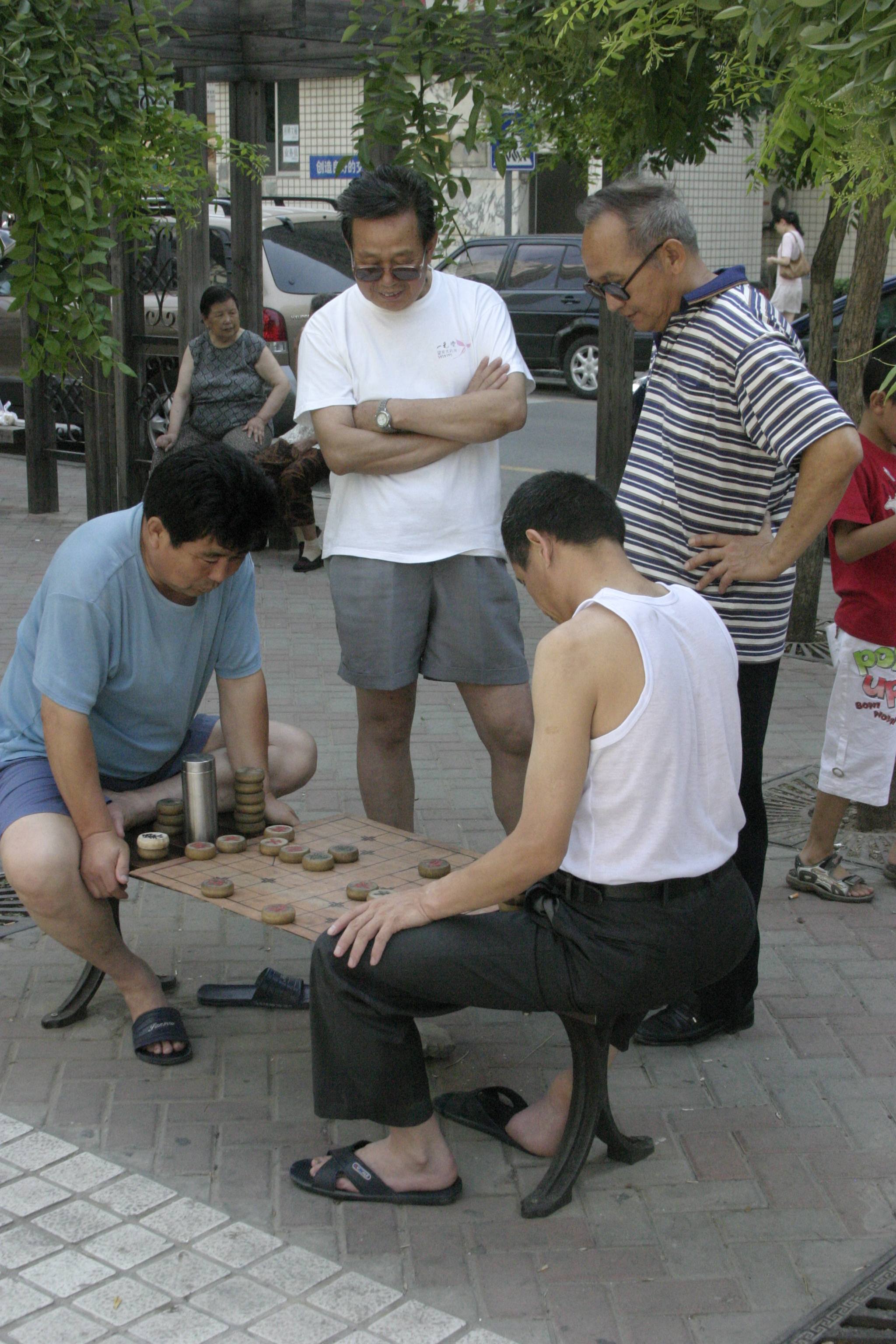
Scène de la vie quotidienne : partie de Xiangqi (Échecs chinois)
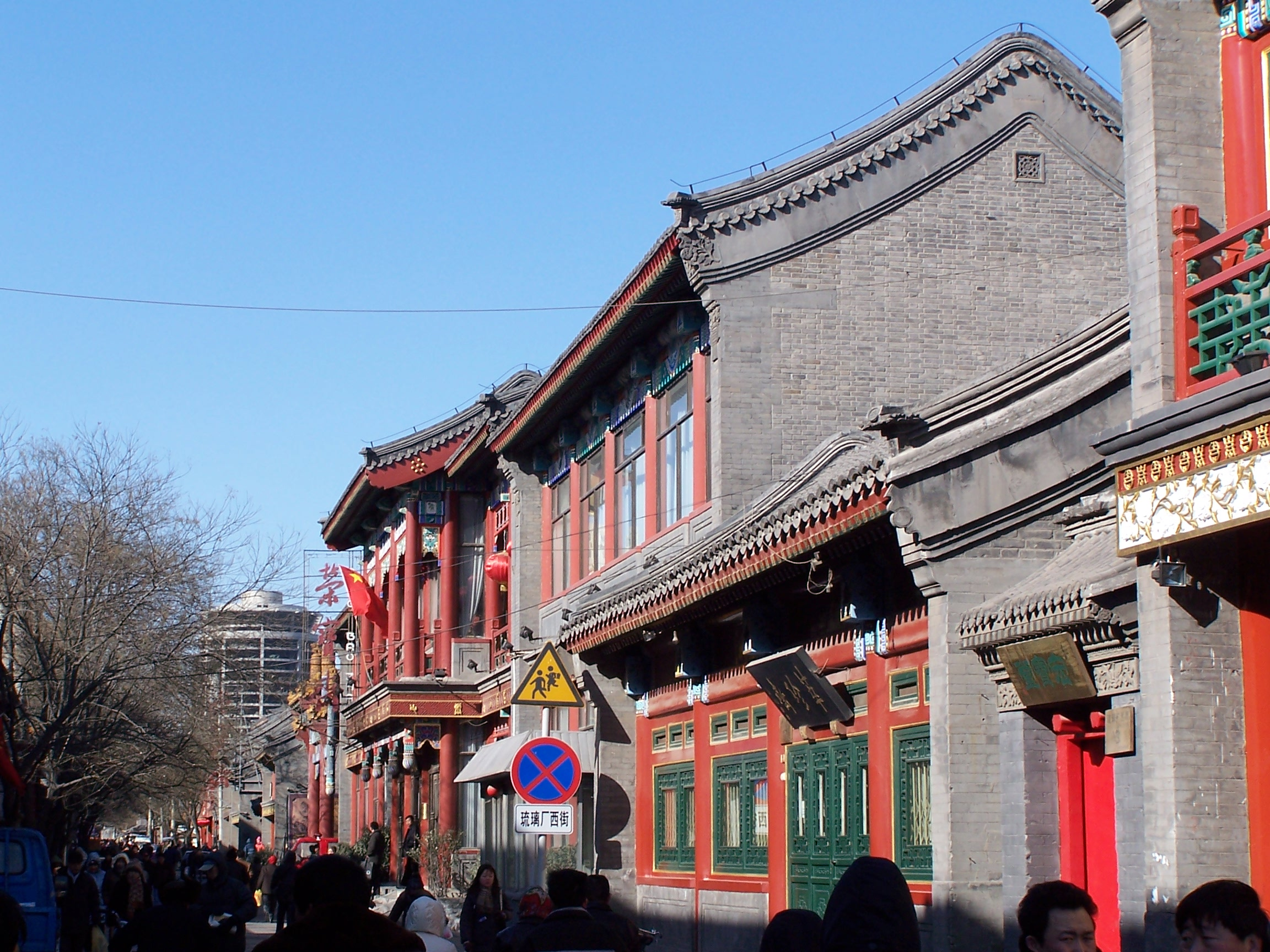
Hutong restauré
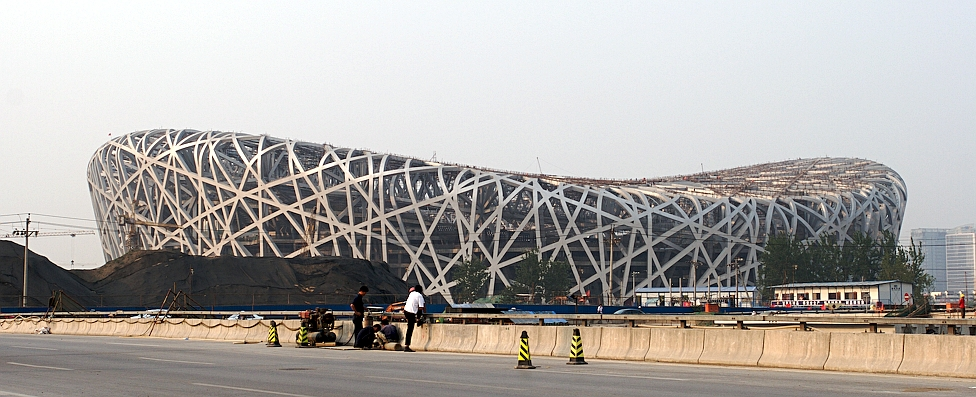
Stade national de Pékin, le Nid
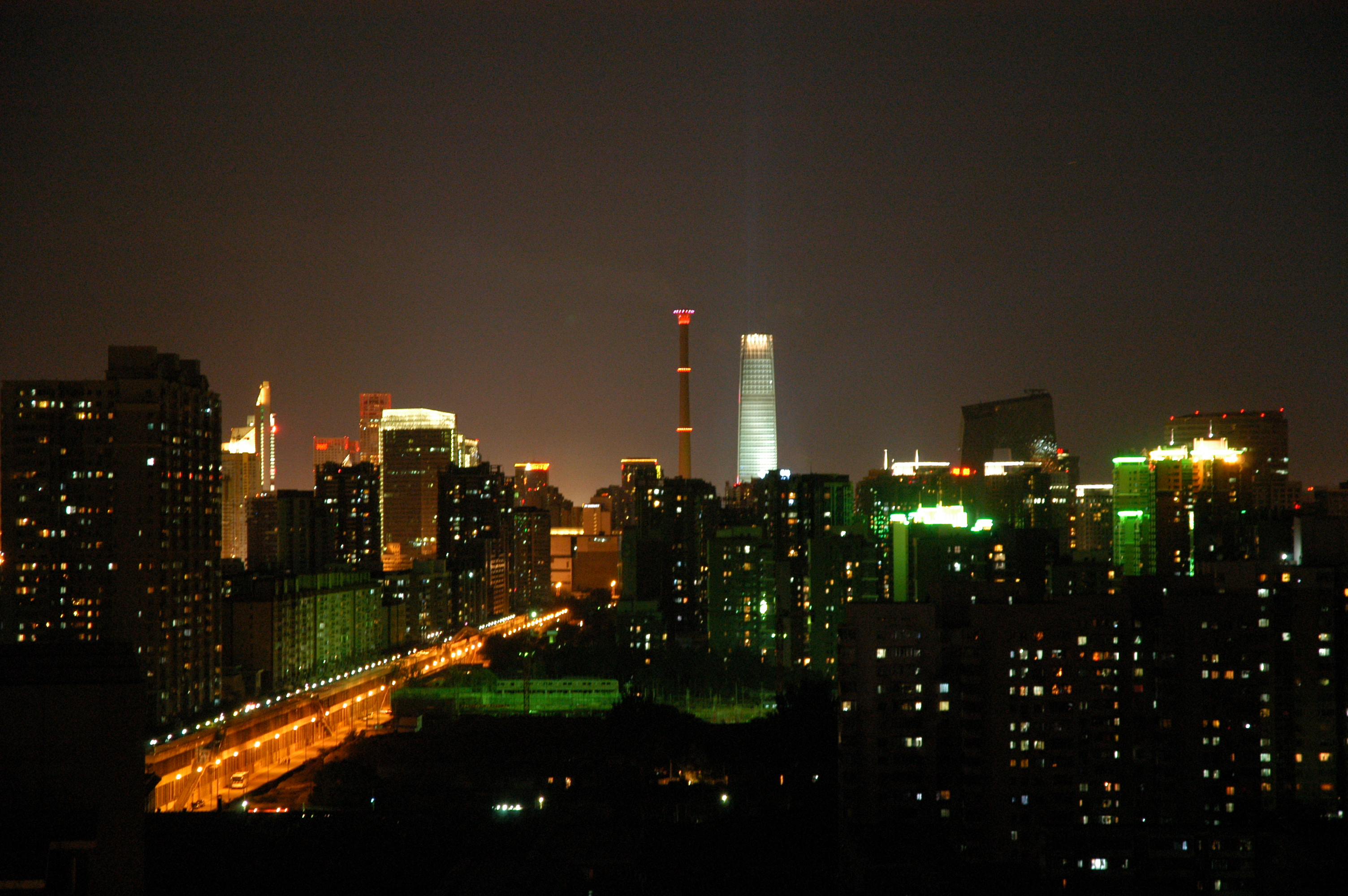
Pékin vu de nuit, sur le quartier de Guomao
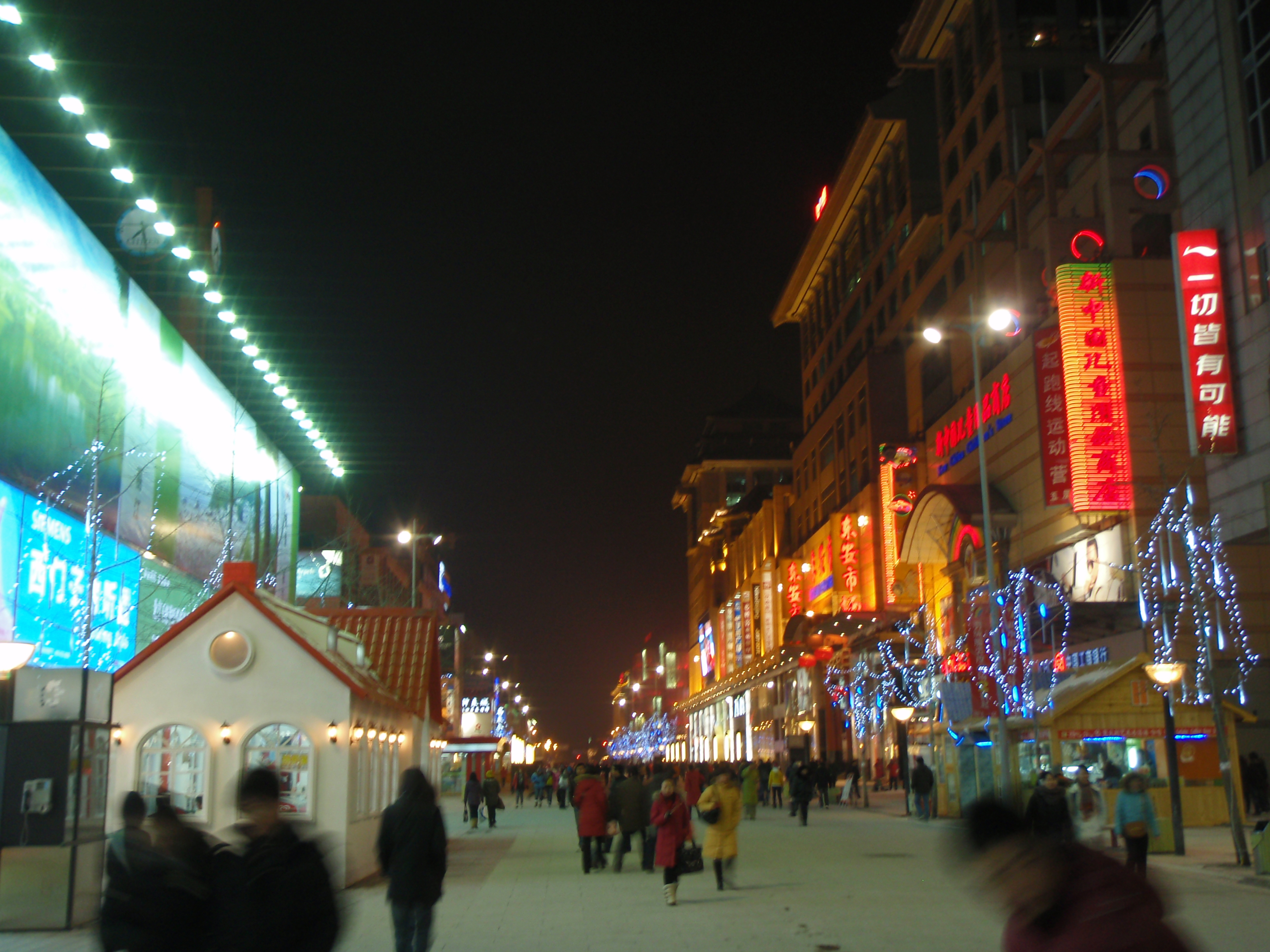
L'avenue piétonne de Wangfujing
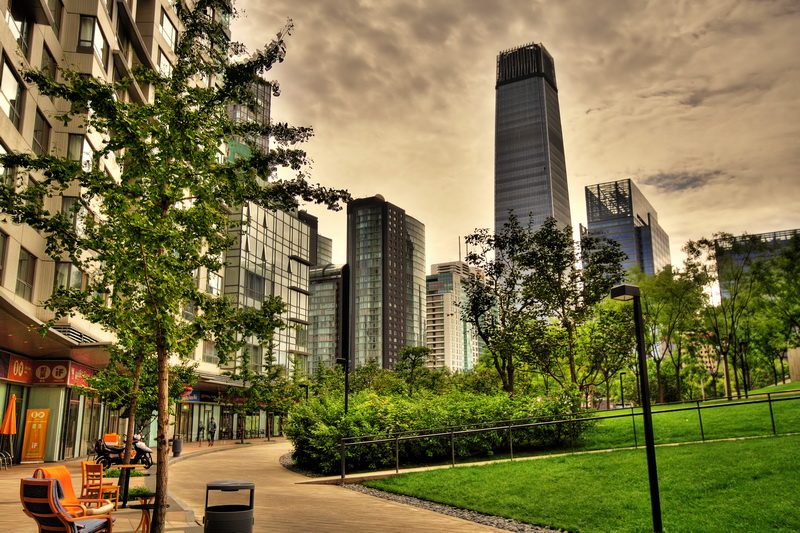
Quartier de Guomao
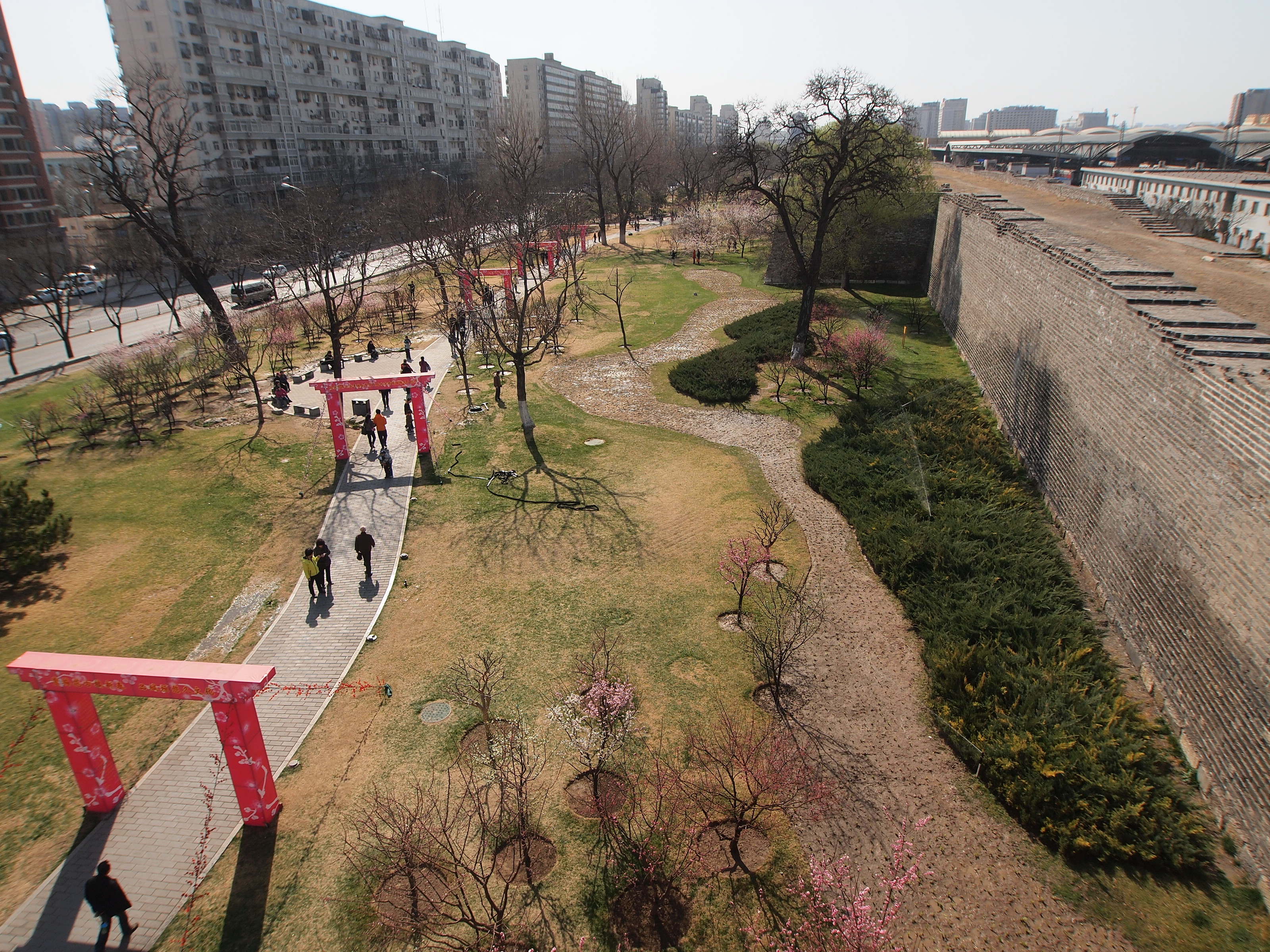
Parc des Ruines de la muraille de Ming
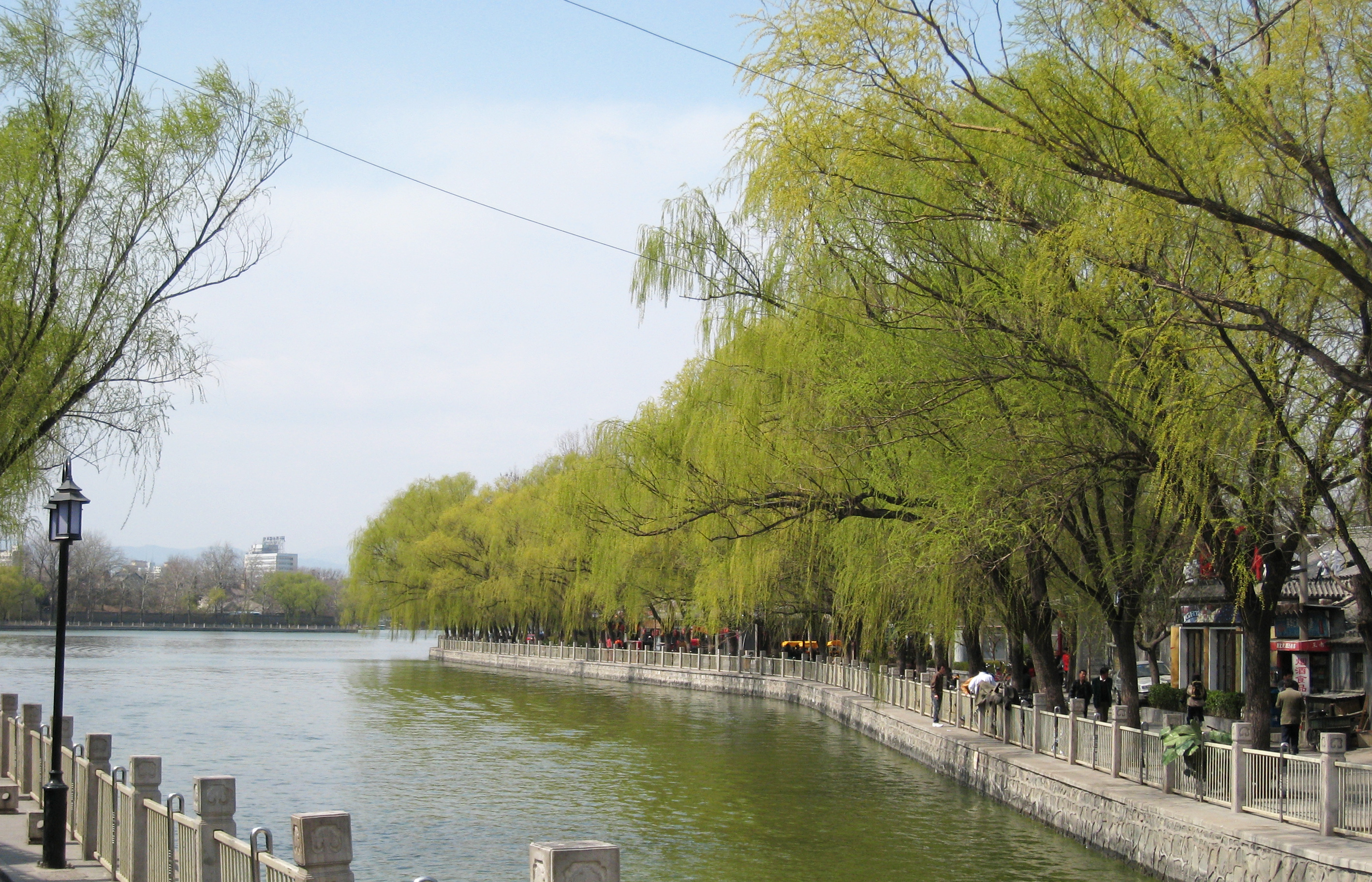
Lac Shichahai
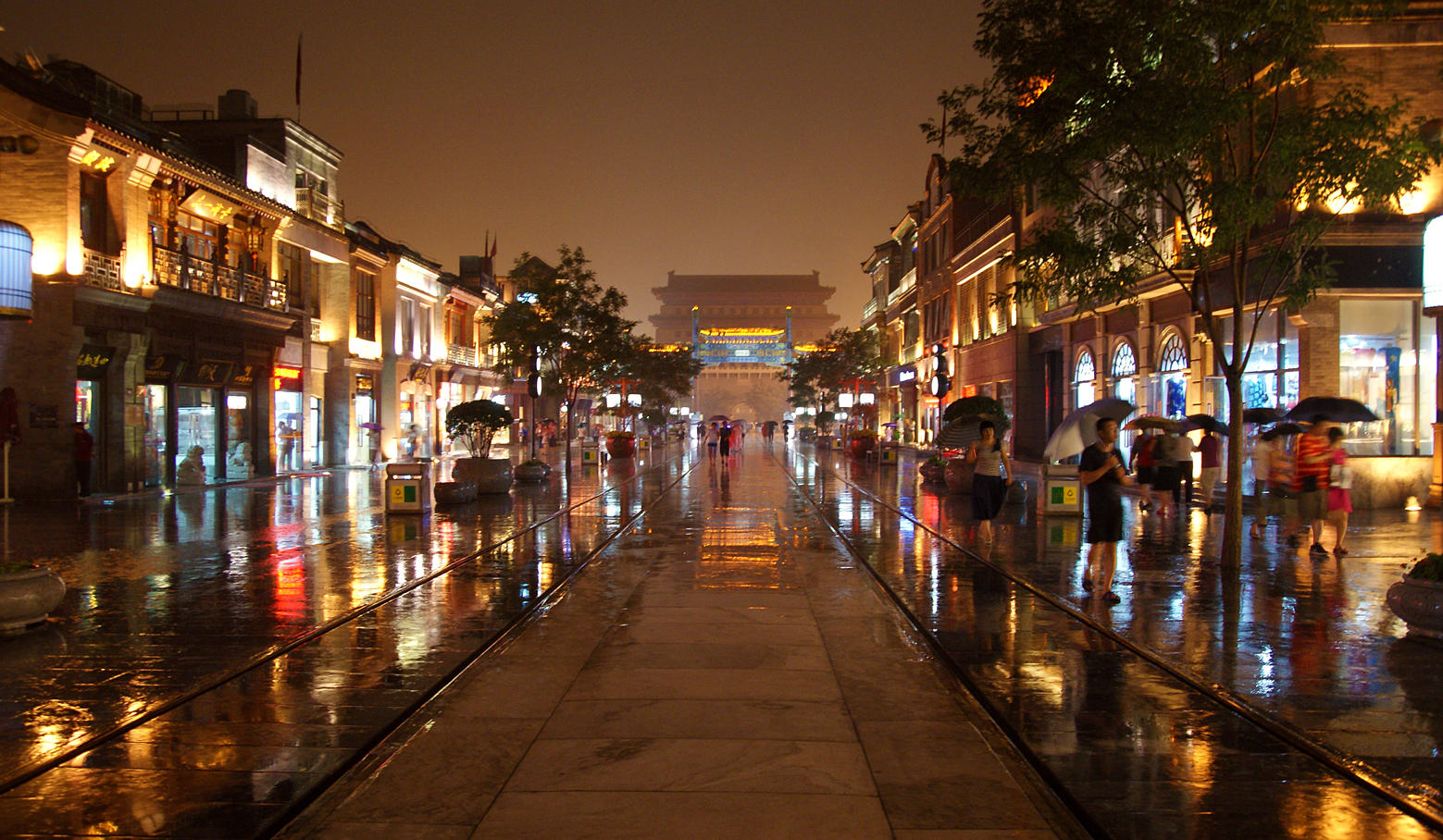
Avenue Qianmen
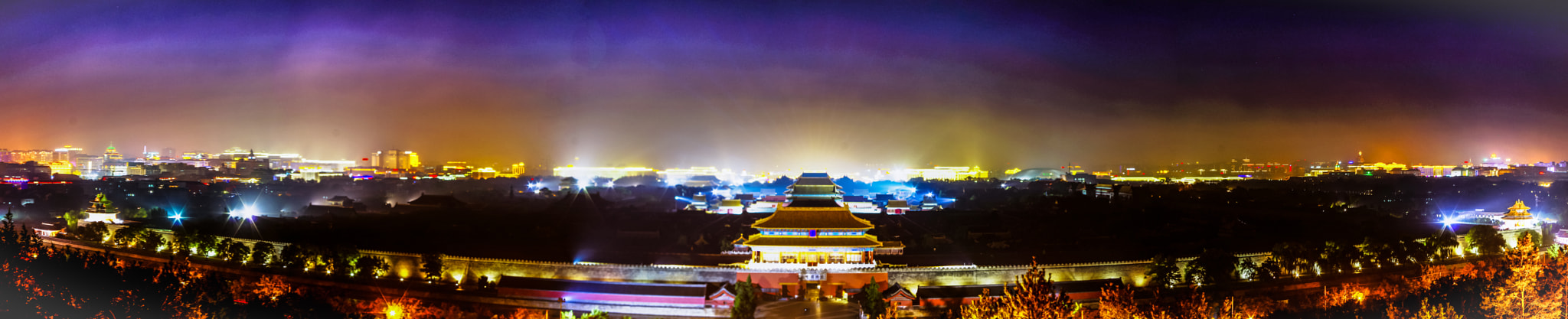
Panoramique de la Cité interdite
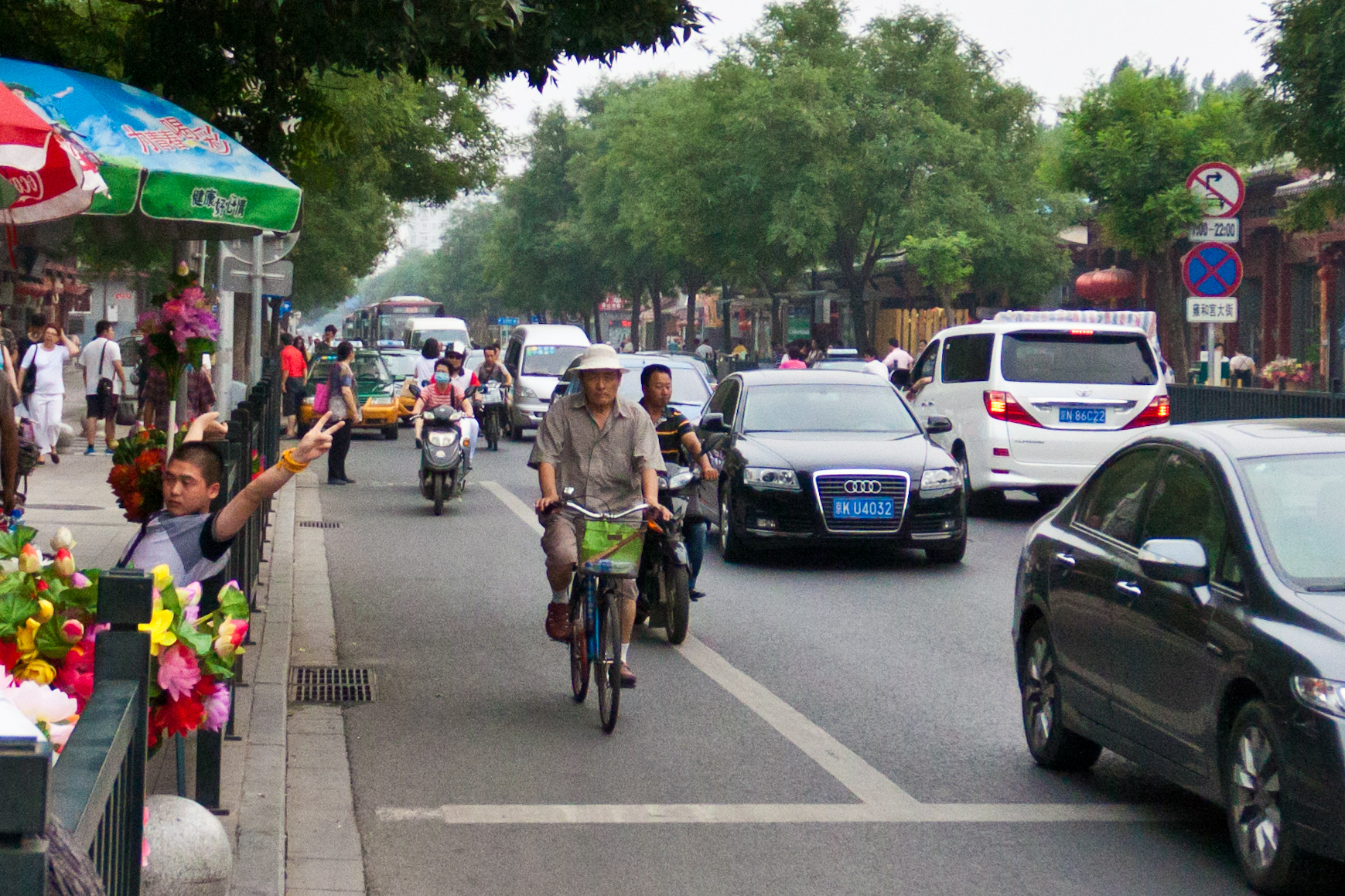
Avenue Yonghegong

#### Ouvrages anciens
- (fr) Albert Marie Aristide Boüinais, De Hanoï à Pékin : notes sur la Chine, Berger-Levrault, Paris, 1892, 376 p.
- (fr) Emil Bretschneider, Recherches archéologiques et historiques sur Pékin et ses environs (traduit par Victor Collin de Plancy), E. Leroux, Paris, 1879, 133 p.
- (fr) Wu Ch'ang-yuan, Description de Pékin avec un plan, traduit du chinois en russe, puis traduit du russe par Ferry de Pigny, Charles Kray, Saint-Pétersbourg, 1829
- (fr) Maurice Jametel, Pékin : souvenirs de l'Empire du milieu, E. Plon, Nourrit et Cie, Paris, 1887, 305 p.
- (fr) Pierre Loti, Les derniers jours de Pékin, Calmann-Lévy, Paris, 1901? (nombreuses rééditions), 464 p.
- (fr) Julien de Rochechouart, Excursions autour du monde : Pékin et l'intérieur de la Chine, E. Plon, Paris, 1878, 355 p.

#### Ouvrages contemporains
- (en) Jasper Becker, City of heavenly tranquility : Beijing in the history of China, Londres, Allen Lane, 2008, 370 p. (ISBN 978-0-7139-9998-3)
- (en) Claudio Greco et Carlo Santoro, Beijing : the new city, Milan, Skira, 2008, 272 p. (ISBN 978-88-6130-302-7)
- (en) Yu Zhou, The inside story of China's high-tech industry : making Silicon Valley in Beijing, Lanham, Rowman & Littlefield publ., 2008, 201 p. (ISBN 978-0-7425-5579-2)
- (en) Jan Blommaert, Simple present : Beijing, Rotterdam, Veenman Publishers, 2008, 123 p. (ISBN 978-90-8690-179-1)
- Roger Darrobers, Pékin : capitale impériale, mégapole de demain, Paris, Gallimard, coll. « Découvertes Gallimard / Histoire » (no 528), 2008, 127 p. (ISBN 978-2-07-035633-1)
- Paul Mooney (trad. de l'anglais par Catherine Frémont, Evelyne Haumesser Doan, Hélène Demazure et al.), Pékin, Paris, National Geographic, 2008, 271 p. (ISBN 978-2-84582-246-7) (guide de voyage)
- Xinli Zhou (trad. de l'anglais), Les jeux olympiques et le développement de la ville : une étude sur les Jeux Olympiques de 2008 à Pékin, Paris, Université Paris 8, Institut français d'urbanisme, 2009, 105 p. (ISBN 978-2-84582-246-7) (mémoire de master d'Aménagement et Urbanisme)
- (en) Lillian M. Li, Alison Dray-Novey et Haili Kong, Beijing : From Imperial Capital to Olympic City, Palgrave Macmillan, 2007, 321 p. (ISBN 978-0-230-60527-5)
- (en) Mark C. Elliott, The Manchu Way : The Eight Banners and Ethnic Identity in Late Imperial China, Stanford University Press, 2001, 608 p. (ISBN 978-0-8047-4684-7, lire en ligne)
- (en) Colin MacKerras et Amanda Yorke, The Cambridge handbook of contemporary China, Cambridge University Press, 1991, 266 p. (ISBN 978-0-521-38755-2, lire en ligne)

### Filmographie
- (en + fr) Les 55 Jours de Pékin, film de fiction américain de Nicholas Ray avec Charlton Heston et Ava Gardner, 1963
- (zh + fr) Beijing Bicycle, film de fiction chinois de Wang Xiaoshuai, 2001
- (fr) Pékin, documentaire, Eduscope, Paris, 2001, 16 min (VHS)
- (fr) Promenades d'architecte. 9, Pékin vu par Paul Andreu, documentaire réalisé par Georges Guillot, avec Catherine Terzieff, SCEREN, Paris, 2003, 26 min (VHS)
- (zh + fr) Chine, la deuxième révolution ? (La révolution du béton : aperçu de la nouvelle Chine à l'approche de l'année du Singe), documentaire filmé à Pékin en 2004 par Xiaolu Guo, Les Films du Paradoxe, Bois-Colombe, 2008, 61 min (DVD en chinois sous-titré en français + 1 livret de 6 p.)